# Figuren in Tolkiens Welt
Figuren in Tolkiens Welt gibt einen Überblick über die in der von J. R. R. Tolkien (1892–1973) erdachten Fantasiewelt Arda existierenden Personen und Lebewesen. Diese leben überwiegend auf dem fiktiven Kontinent Mittelerde, dem Handlungsort der Romane Der Hobbit (1937) und Der Herr der Ringe (1954/55). Tolkien war ein englischer Schriftsteller und Sprachwissenschaftler und schuf in seinen Werken eine komplexe Welt mit detaillierter Geschichte und eigenen Sprachen, Völkern, Mythen und Sagen. Diese Welt ist von einer Vielzahl von Menschen, Elben, Hobbits und anderen fiktiven Wesen bewohnt. Auch die Figuren der erst nach seinem Tode veröffentlichten Bücher und Schriften, wie Das Silmarillion (1977) und die Nachrichten aus Mittelerde (1980), werden hier teilweise beschrieben.
Tolkien gilt als einer der Begründer der modernen Fantasy-Literatur, die er maßgeblich geprägt hat.
Einige der fiktiven Orte auf Arda – insbesondere auf dem Kontinent Mittelerde – sind so bekannt, dass sie zum Allgemeingut der Populärkultur gehören. In den verschiedenen Sprachen und Schriften in Tolkiens Welt existieren für viele Örtlichkeiten unterschiedliche Namen und Bezeichnungen.
Die folgende Aufzählung bezieht sich ausschließlich auf die Romane und Schriften Tolkiens. Die jeweils dreiteiligen Verfilmungen der Romane Der Hobbit und Der Herr der Ringe (siehe Der Hobbit und Der Herr der Ringe) stellen manche Zusammenhänge anders dar.
Die Schreibweise der Eigennamen und einiger anderer Zusammenhänge richtet sich bei Abweichungen zwischen den beiden deutschen Übersetzungen des Herrn der Ringe nach der älteren von Margaret Carroux, da diese noch in Zusammenarbeit mit Tolkien entstand. Die Unterschiede zur Übersetzung Wolfgang Kreges sind in manchen Fällen mit angegeben.
Verkürzte Angaben zu den Zeitaltern:
- E.Z. = Erstes Zeitalter
- Z.Z. = Zweites Zeitalter
- D.Z. = Drittes Zeitalter
- V.Z. = Viertes Zeitalter
- A.Z. = Auenland-Zeitrechnung

## Wortherkunft
Es gibt in Tolkiens Welt mehrere von ihm selbst entwickelte Sprachen, so beispielsweise die zwei Elbensprachen Quenya und Sindarin, die am häufigsten angewendet werden. Auf dieser Seite sind Bezeichnungen aus beiden Sprachen vorhanden. So entstammen alle Namen der Valar und Valiër dem Quenya, der „Hochsprache“, ebenso die der meisten Maiar, die den „Frühen Zeitaltern“ dieser Welt entstammen, die im Silmarillion beschrieben werden. Die übrigen Namen entstammen überwiegend dem Sindarin, der von den Elben im Dritten Zeitalter gesprochenen „Umgangssprache“. Zur Verdeutlichung wird bei Abweichungen stellenweise ein (S.) für Sindarin oder ein (Q.) für Quenya angegeben.

## Eru Ilúvatar
Eru Ilúvatar, „der Eine, der Allvater“, ist in J. R. R. Tolkiens fiktiver Romanwelt über Mittelerde der Schöpfergott. Das Silmarillion beschreibt seine Existenz vor der Welt mit folgenden Worten:

„Eru war da, der Eine, der in Arda Ilúvatar heißt; und er schuf erstens die Ainur, die Heiligen, Sprösslinge seiner Gedanken; und sie waren bei ihm, bevor irgend anderes erschaffen war …“

In der Ainulindale wird über die Erschaffung der Welt durch Eru berichtet, wobei ihm jedoch die Ainur zur Seite stehen und aktiv eingreifen. Tolkien wählte für seine Schöpfung einen ungewöhnlichen Weg, denn seine Welt entsteht aus dem Gesang oder der Musik der Ainur, denen Eru sein großes Thema vorgibt. Daraus entsteht „Ea, die Welt, die ist“.
Eru wird in Mittelerde nicht in Gotteshäusern, Kirchen oder Tempeln verehrt. Lediglich auf der untergegangenen Insel Númenor gab es auf dem höchsten Berg, dem Meneltarma, eine Kultstätte für ihn. Sein Aufenthaltsort wird als „außerhalb der Welt“ beschrieben, daher ist er für die Bewohner Mittelerdes nicht direkt anrufbar. Lediglich sein Statthalter auf Mittelerde Manwe ist in der Lage, ihn anzusprechen. Dies ist nur in Extremsituationen notwendig, beispielsweise als die Heere Númenors versuchen, in Valinor zu landen.

## Ainur
Die Ainur (Q., Singular Ainu) sind die aus dem Geiste Eru Ilúvatars erschaffenen Heiligen, die irgendwo zwischen christlichen Engeln und heidnischen Göttern einzuordnen sind. In den frühesten Versionen der Mythologie schließen sie wie die heidnischen Götter untereinander Ehen und haben Kinder, die wiederum Ainur sind; davon rückte Tolkien aber später zugunsten einer direkten Erschaffung aller Ainur durch Ilúvatar ab. Sie sangen die Große Musik, die der Ursprung Eas, der Welt, die ist, war. Die Geschichte dieses Liedes wird in der Ainulindale erzählt. Einigen der Ainur erlaubt Ilúvatar, diese neu entstandene Welt Ea zu betreten. Dafür müssen sie, ebenso wie diese Welt, eine physische Gestalt annehmen. Diese Ainur werden als Valar bezeichnet, was man auch als die Auserwählten oder die Verwalter übersetzen kann. Ihnen stehen wiederum einige Helfer zur Seite, die man Maiar, die Schönen nennt. Sie werden auch als die geringeren Valar bezeichnet.

### Valar
Die Valar (Q., Singular Vala), „die Mächte der Welt“, sind jene Angehörige der Ainur, die sich auf die neu entstandene Welt begeben, um sie auf die Ankunft der „Kinder Ilúvatars“ (Menschen und Elben) vorzubereiten. Diese Welt wird später Arda genannt, die bewohnbare Erde. Man kann sich die Valar als inkarnierte (körperlich sichtbare) Götter vorstellen. Wurden sie in frühen Versionen als „Götter“ beschrieben, so rückte Tolkien später von dieser Vision ab und benannte sie fortan als „Mächte“.

#### Aratar
Acht der Valar, die Aratar („die Erhabenen“), sind besonders mächtig: Manwe, Varda, Ulmo, Aule, Yavanna, Nienna, Orome und Mandos. Sie erschufen und regieren die Elemente Luft, Licht, Wasser, Erde sowie Natur, Hoffnung und Schicksal. Die Legende über diese mächtigen Geschöpfe jener Welt wird in der Valaquenta erzählt. Sie sind im Allgemeinen nicht wahrnehmbar, außer sie „tragen“ einen sichtbaren Körper, den sie aber nicht benötigen. Sie können auch andere Formen annehmen als die menschliche oder elbische Gestalt.
Die Aufgabe der Valar ist es, Arda ihre endgültige Form zu geben, so wie sie gemäß Ilúvatars Vorgabe und dem heiligen Gesang werden soll. Melkor, der mächtigste unter ihnen, lehnt sich jedoch gegen diese Vorgaben auf und versucht, die Welt nach seinen eigenen Vorstellungen zu gestalten und sie sich zu eigen zu machen, unter Missachtung von allem und jedem. Daher wird er schon bald aus dem Kreise der Valar ausgeschlossen, die ebendieses verhindern wollen.

#### Manwe
Manwe Súlimo wird der Herr des Westens genannt. Er ist der edelste und höchste der Valar. Weil er die Vorhaben Ilúvatars am besten versteht, wird er dessen oberster Verwalter. Er ist der Fürst der Valar, mächtigster Gegenspieler seines Bruders Melkor und kann mit dem jeweiligen Göttervater Odin sowie Zeus verglichen werden. Sein Beiname Súlimo bedeutet so viel wie „Herr der Winde“ oder „Windbringer“.
Manwe regiert in Valinor, dem „Land der Valar“, einem Gebiet im äußersten Westen von Arda – vergleichbar mit mythischen Orten, die von heiligen Wesen bevölkert werden, beispielsweise Avalon oder Valaskjalf. In seinen zeitlosen Hallen auf dem Taniquetil („Hoher weißer Gipfel“), dem höchsten aller Berge, regiert der „ältere König“ zusammen mit seiner Königin im Namen von Eru über die Welt.
Manwe ist der Herr über die Luftschichten und die Winde. Seine Gemahlin ist Varda, die von den Elben Mittelerdes auch Elbereth („die Sternenkönigin“) genannt wird. Zu Manwes Untergebenen zählen die großen Adler, die er als Boten benutzt, um Kundschaft aus dem weit entfernten Mittelerde zu beziehen.

#### Varda
Varda Elentári ist die mächtigste der weiblichen Valar, die Valiër genannt werden. Sie wird als überirdische Schönheit beschrieben, in deren Antlitz noch das Licht Ilúvatars lebt. Licht ist zugleich ihr Machtmittel.
Varda ist diejenige, die von den Elben am meisten verehrt und geliebt wird, denn sie entfachte die Sterne, in deren Schein die Elben am See Cuiviénen erwachten. Ihr elbischer Ehrenname Elbereth bedeutet „Sternenkönigin“. Ein weiterer Name ist Tintalle, „die Entfacherin“. Von allen Valar fürchtet Melkor sie am meisten, denn sie erkannte ihn einst durch alle Masken hindurch als das, was er war. Deswegen kann allein das Aussprechen des Namens Elbereth die Diener des Melkor verletzen, wie sich im Kampf der Hobbits mit den Nazgûl an der Wetterspitze erweist.

#### Ulmo
Ulmo Vaiaro ist der Herr der Gewässer, Seen und Meere. Wie das Wasser „fließt sein Geist durch alle Adern der Welt“.
Ulmo ist ein Freund der Elben und Menschen. Im Rat der Valar nimmt er einige Male Partei für sie und tritt so als Gegenspieler von Mandos auf. Aus Liebe zu den „Kindern Ilúvatars“ ist er der einzige Vala, der während der Ereignisse des Silmarillions direkten Kontakt mit den Menschen und den Elben in Mittelerde hat. Er ist in der Lage, Inseln aus dem Meer zu erheben sowie über das Meer fahren zu lassen, um zwei Völker zu vereinen. Er wohnt in einem großen Palast auf dem Meeresboden im großen Außenmeer.
Ulmo kann als Gegenstück Tolkiens zum Poseidon der Antike gesehen werden. Seine wichtigsten Helfer sind die Maiar Osse und Uinen, von denen der eine ein aufbrausendes, stürmisches Wesen und die andere sanft und ruhig ist. Die Aktivitäten beider erklären den ambivalenten Charakter des Meeres.
Ulmo tritt im Silmarillion relativ häufig auf. Eine besondere Rolle spielt er in der Geschichte von der Ankunft Tuors in Gondolin.

#### Aule
Aule Talka Marda ist der Meister der Materie, der Künste und des Wissens. Seine größten Werke sind die Zwei Leuchten der Valar (Ormal: „Goldlicht“, die Leuchte des Südens und Illuin: „Silberlicht“, die Leuchte des Nordens), die Gefäße für Sonne und Mond. Ebenfalls sein Werk sind die Sieben Väter der Zwerge, die von ihm heimlich erschaffen werden. Das kann er jedoch nicht vor Eru Ilúvatar verbergen, denn auch das geschieht nach seinen Vorgaben. Da nach Erus Plan aber zuerst seine eigenen Geschöpfe, die Erstgeborenen Elben auf die Erde kommen sollen, legt er die Zwerge zum Schlafen unter die Erde, bis die Zeit reif ist, sie zum Leben zu erwecken.
Aule ähnelt dem griechischen Götterschmied Hephaistos, seine Arbeit geht aber über das Herstellen von Waffen und Gegenständen hinaus. Er schmiedet die Gestalt der Erde selbst sowie die ihrer Berge und Länder, zudem erfindet er neue Dinge. Er ist Patron und Meister aller Handwerker und Gestalter. Sowohl Sauron als auch Saruman und Feanor gehörten einst zu seinen Lehrlingen.
Trotz seiner Kunstfertigkeit ist Aule bescheiden, Besitz oder Herrschaft kümmern ihn nicht. Seine Gemahlin ist Yavanna, die Herrin der Erde, Erschafferin der Tiere, Pflanzen und Ents, zudem Beschützerin von allem Lebendigen, das die Erde bevölkert. Mit ihr bewohnt er das Zentrum von Valinor.

#### Yavanna
Yavanna Kementári ist die Partnerin von Aule und die ältere Schwester von Vána, der Ewigjungen. Sie wird als hochgewachsen wie eine Zypresse beschrieben und soll stets grüne Gewänder tragen. Sie pflanzt die Samen aller Pflanzen von Arda. Ihr größtes Werk ist jedoch, dass sie die zwei Bäume des Lichts entstehen ließ (Telperion und Laurelin), die mehr als 14.000 Jahre lang die Länder von Valinor erhellen. Sie ist sehr bestürzt, als Aule die Zwerge erschafft, und bittet Eru um Hüter für alle Pflanzen (Olvar). Daraufhin erschafft Eru die Ents – die Baumhirten, die Yavanna durch ihren Beitrag zur Musik der Ainur entworfen hat und die das willkürliche Verletzen der Natur verhindern sollen.

#### Orome
Orome Tar Aldaron ist der große Jäger unter den Valar. Er ist Gemahl der Vána, der jüngeren Schwester Yavannas, und Bruder der Nessa, der Gattin des Tulkas. Bis in den fernen Osten Mittelerdes trägt ihn sein Ross Nahar auf seinen Jagdritten. Dort bläst er oft auf seiner Jagd nach Melkors Geschöpfen das große Horn Valaróma. Nach Valinor geht er nur ungern, denn er liebt die waldreichen, dunklen Länder von Mittelerde.
Orome entdeckt bei einem seiner Ausritte die neu erwachten Elben und führt sie nach Valinor, welches auch Aman, „das Segensreich“, genannt wird.

#### Irmo (Lórien)
Irmo Olofantur ist der Herr der Träume und Wünsche und lebt in den Gärten von Lórien; mit dem Namen seines Wohnorts wird auch er meist betitelt. Er und sein Bruder Námo werden auch die Feanturi, die „Herren der Geister“, genannt, denn in den Gärten Irmos finden müde Geister und Seelen Ruhe und Erholung. Verheiratet ist er mit der Valië Estë. Irmos Schwester ist Nienna, welche das Leid aller beklagt. Zu seinen Vertrauten zählt auch der Maia Olórin, der in Mittelerde als Zauberer Gandalf bekannt ist.

#### Estë
Estë, die Heilerin, ist die Gemahlin von Irmo und lebt mit ihm in den Gärten Lóriens in Valinor. Sie hat die Gabe, Mitleid, Geduld und Weisheit zu lehren. Jenen, die in die Gärten kommen, hilft sie, sich von ihren Wunden und ihrer Müdigkeit zu erholen (wie Míriel nach der Geburt ihres Sohnes Feanor, wenngleich sie diese nicht zu heilen vermochte). Tagsüber jedoch schläft sie am See Lórellin in Lórien. Sie trägt graue Gewänder und schenkt den Leidenden lindernden Schlaf.

#### Namo (Mandos)
Namo Vefantur ist der Richter über die Toten; Namos Gemahlin ist Vaire, die Weberin. Seine Schwester ist Nienna. Oft wird auch er – wie sein jüngerer Bruder Irmo – nach seinem Wohnsitz benannt: Mandos. Dieser befindet sich im Nordwesten Valinors am Rande des Außenmeers. Dieser Ort entspricht in seiner Funktion dem antiken Totenreich, hier warten die toten Elben auf ihre Wiedergeburt und Menschen auf ihre Reise außerhalb der Welt.
In seinen Hallen versammelt er die toten Elben und Menschen in getrennten Sälen. Unter Umständen können die Elben von dort nach Mittelerde zurückkehren und wiedergeboren werden. Tolkiens Aussagen hierzu sind jedoch widersprüchlich. Es ist nicht klar, ob und wie lange auch die Seelen der verstorbenen Menschen hier Station machen; jedenfalls bleiben diese anders als die Elben nicht hier, sondern besteigen das Schiff Mornië und verlassen die Welt. Als die Valar gegen Melkor in den Krieg ziehen und ihn in seiner Festung Utumno überwältigen, kerkern sie ihn für lange Zeit in dem unterirdischen Verlies von Mandos ein.
Namo ist der Schicksalsrichter der Valar, Hüter der Todeshäuser und spricht die Urteile nur auf Manwes Anordnungen, weil dieser Ilúvatars Absichten am besten versteht. Er hat einen unbeugsamen und leidenschaftslosen Charakter und führt seine Aufgaben zielgerichtet aus. Nur ein einziges Mal lässt Namo sich in Mandos von seinen Gefühlen leiten und zeigt Mitleid: Als Lúthien vor ihm singt und um Berens Rückkehr ins Leben bittet.

#### Nienna
Nienna Qualme-Tári, die Mitleidige (auch Fui Nienna oder Hescil genannt), Schwester von Mandos und Lórien, ist die Herrin des Mitleids und der Trauer. Sie beweint das weltliche Leid, um es zu überwinden. Olórin (Gandalf) gehörte zu ihren Schülern; sie lehrte ihn Mitleid und Geduld. Oft zieht es sie in die Hallen von Mandos, wo sie den dort Wartenden Mut zuspricht. Ihre Heimat sind die Hallen weit im Westen, durch deren Fenster sie durch die Mauern der Welt blickt. Ihre Jahreszeit ist der Winter.

#### Vána
Vána Tári Líre, „Königin der Lieder“, die ewig Junge Schönheit, wird auch als Meril-i-Turinqui („Blumenkönigin“) oder Erinti Calainis („Herrin des Frühlings“) bezeichnet. Vána ist die Herrin über alle Blumen und Vögel, die sie zum Blühen bzw. Singen bringt. Sie ist Oromes Gattin und die jüngere Schwester Yavannas. Ihre Jahreszeit ist der Frühling, „Calainis“. Sie rief: „I-cal antúlien, i-cal antúlien!“ („Das Licht ist zurückgekehrt“), nachdem durch ihre Träne ein Schössling des zerstörten Baumes Laurelin zu sprießen begann und eine goldene, leuchtende Frucht hervorgebracht hatte, aus der später die Sonne entstand.

#### Vaire
Vaire Serinde ist die Weberin des Schicksals. Sie ist die Gemahlin von Námo (Mandos), dem Schicksalsrichter der Valar.

„…, die alles, was je in der Zeit gewesen ist, in ihre Stoffe wirkt; und die Hallen von Mandos, die immer weiter werden, indem die Zeiten vergehen, sind mit ihren gewebten Geschichten behangen.“

#### Tulkas
Tulkas Poldórea, der auch Astaldo („der Starke“) heißt, ist mit Oromes Schwester Nessa verheiratet. Er ist der letzte der Valar, der nach Arda kommt – vor allem, um dort mit seiner außerordentlichen Körperkraft den anderen im Kampf gegen Melkor beizustehen. Er bricht das Tor von Melkors Festung Angamando, später bekannt als Angband („Eisenhölle“), auf.
Seine liebsten Beschäftigungen sind das Ringen, Kämpfen und Kräftemessen. Er kämpft mit bloßen Fäusten und ist schneller und stärker als alle anderen Geschöpfe Ardas. „Nichts taugt er im Rate“, heißt es über ihn, denn er hat nichts für Politik und Denkereien übrig. Er wird daher als beherzt, aber nicht sehr intelligent beschrieben und soll einen roten Bart tragen. Außerdem lacht er immerzu, auch während seines Kampfes mit Melkor.

#### Nessa
Nessa Tári-Laisi („Königin des Frühlings“) ist die jugendliche Tänzerin. Sie wird auch Acairis („die Braut“), Indis („gute Seele“), Helinyetille („Augen des Seelenfriedens“) oder Melesta („die Liebliche“) genannt. Sie ist Oromes Schwester und Gattin von Tulkas, den sie auf der Insel Almaren heiratete. Nessa erfreut sich am Tanz auf den grünen Wiesen Valinors und wird häufig mit Hirschen in Verbindung gebracht, die ihr auf ihren Reisen durch die Wildnis folgen. Auch ihre Jahreszeit ist der Frühling.
Nessa weist gewisse Ähnlichkeit mit der antiken Artemis auf.

#### Melkor
Melkor war ursprünglich gleichen Ranges mit Manwe und dennoch der mächtigste der Valar bis zu seiner Verbannung. Er wandte sich sehr früh gegen das Werk Ilúvatars – aus seinem Wunsch heraus, eigene Schöpfungen hervorzubringen und über sie zu herrschen. Als einer der Ainur ließ er Missklänge in die Große Schöpfungsmusik (Ainulindale) einfließen und legte damit den Keim für die dunklen Seiten von Mittelerde. Als Herr über Hitze und Kälte benutzte er seine Kräfte nicht, um die Welt zu gestalten, sondern in dem Versuch, sie sich untertan zu machen. Als ihm dies wegen des Widerstands der anderen Valar nicht gelang, verbitterte er und versuchte fortan, die Werke der anderen zu zerstören oder zu verderben. Seitdem wurde er von den Eldar nicht mehr zu den Valar gezählt und auch von der Liste der Aratar entfernt. Von den Elben wird er Morgoth („der schwarze Feind der Welt“), Bauglir („der Unterdrücker“) oder Tar Morion („der Schwarze König“) genannt.
Melkor ist auch unter den Namen Yelur („der Eiseskälte bringt“) sowie Velco („Feuerträger“) bekannt.
Auf Arda zerstörte er häufig die Werke der anderen Valar und züchtete viele der üblen Wesen, mit denen Elben, Zwerge und Menschen in den folgenden Zeitaltern konfrontiert werden. Melkor verlor dadurch die Fähigkeit, Neues zu erschaffen, sodass er nur noch bisher Bestehendes nachahmen und verfälschen konnte. Viele Maiar, Elben und Menschen werden von ihm verführt oder in seine Knechtschaft gezwungen.
Zum Ende des Ersten Zeitalters wird Melkor nach dem Krieg des Zorns von den Valar angekettet in die Zeitlose Leere verbannt. In Mittelerde bleiben aber viele seiner Diener und Geschöpfe zurück, die weiter seinen Willen ausführen. Zu ihnen gehört auch der Maia Sauron.
Melkor weist Parallelen zu den gefallenen Engeln des Christentums, insbesondere Luzifer (Satan), auf. Er verkörpert „das Böse durch Selbstsucht“ in dieser Welt. In einer Prophezeiung heißt es, dass Melkor am Ende aller Tage zurückkehren und vermutlich in der Dagor Dagorath endgültig vernichtet wird.

### Maiar
Die Maiar (Q., Singular Maia) sind wie die Valar von Eru Ilúvatar geschaffene Wesen. Sie werden auch als die geringeren Valar bezeichnet. Manchmal werden sie auch als Diener oder Kinder der Valar bezeichnet. Man kann sie sich ähnlich wie christliche Engel oder heidnische Geisterwesen vorstellen, die jedoch eine körperliche Erscheinung annehmen können. Die Maiar sind stets einem Vala zugeordnet, dem sie dienen und den sie unterstützen.

#### Maiar des Silmarillion
- Eonwe „der Adlermann“ ist einer der mächtigsten der Maiar. Er ist der Bannerträger und Herold Manwes und führte das Heer der Valar beim Sturm auf die Festung Melkors, am Ende des Ersten Zeitalters von Mittelerde an. Es heißt, dass niemand so gut mit Waffen umgehen konnte wie er. Er wird auch Fionwe Úrion „der Sohn der Glutsonne“ genannt und ähnelt dem griechischen Götterboten Hermes oder dem römischen Mercurius. Eonwe wird in der früheren Mythologie als der erste Sohn Manwes und Vardas bezeichnet und ist auch unter dem Namen Ramandor, „Geflügelter Bruder“, bekannt.
- Ilmare „die Himmelsmaid“ oder „himmlische Schönheit“ ist eine Zofe der Sternenkönigin Vardas und gilt als die mächtigste der weiblichen Maiar.
- Falman Osse „der tosende Wellenmacher“ ist ein Begleiter Ulmos. Ihm unterstehen die küstennahen Gewässer rund um Mittelerde, die er oft zu hohen Wellen auftürmt, denn seine Lust ist der Sturm und er lacht inmitten der brüllenden Wogen. Hieran merkt man auch, dass Melkor einst versuchte, ihn in seinem eigenen Sinne zu beeinflussen.
- Uinen, „die Wasserpflanze“ ist eine Begleiterin Ulmos, doch ihr Einflussbereich sind besonders die Pflanzen des Meeres. Sie wird oft von Meerjungfrauen begleitet und daher Ui Oartista „Herrin der Meeresbewohner“ genannt. Sie ist die Gemahlin von Osse und liebt alle Geschöpfe, die in den salzigen Fluten leben. Uinen wird auch von den Seefahrern angerufen, denn sie vermag es, die tosenden Wellen von Osse zu zähmen. Daher benannte sich die Gilde der Wagemutigen von Númenor nach ihr Uinendili „Uinenfreunde“.
- Salmar „der Harfenspieler“ gehört ebenfalls zu den Gefährten Ulmos. Er ist der Sänger und Poet des Meeres und Zwillingsbruder von Omar Amillo „fröhliche Stimme“. Amillo ist der Dichter und Sänger des Landes. Auch diese beiden Maiar wurden zunächst als Söhne von Manwe und Varda angelegt. – Der Name Amillo wird von J. R. R. Tolkien als elbische Umsetzung für Hilarius genannt, sein Bruder hieß Hillary.
- Arien „die Sonnenlichtumstrahlte“ ist ein weiblicher Feuergeist. Sie lenkt seit der Erschaffung von Sonne und Mond das Sonnenschiff über den Himmel. Zuvor soll sie eine Gärtnerin der Valie Vána gewesen sein, und die leuchtenden Bäume in Aman gewässert haben.
- Tilion „der Schillernde“ ist der Fährmann des Mondes. Er wird auch Uole Cúvion oder Uole Rinsilion „Fluter des Mondes“ genannt. Er folgt mit dem Mondschiff auf einer unsteten Bahn dem Sonnenschiff, da er versucht, seine Geliebte Arien zu erreichen, welche seine Liebe jedoch nie erwidert.
- Melian (S.) „die Liebesgabe“ spielt in der Geschichte Mittelerdes eine besondere Rolle, denn sie betört den Elbenmann Elwe Singollo „Sternwesen mit dem Graumantel“ und vermählt sich mit diesem. Sie gründen gemeinsam das Königreich von Doriath „Land des Zaunes“ in Beleriand, und sie wählt ein Leben in körperlicher Gestalt an Elwes Seite. Dies ist die einzige bekannte Verbindung zwischen einer Maia und einem Elb. Melian ist die Mutter von Lúthien Tinúviel. Melian ist auch eine Seherin, die über das Schicksal Húrins und Morwens sowie ihrer Kinder Túrin Turambar und Nienor Bescheid weiß und versucht, dieses, das von Melkor beeinflusst wird, zu mildern. Sie gibt die Gabe der Voraussicht an die Nachfahren Lúthiens mehr oder weniger stark weiter, so z. B. auch an Elrond. Melian legt einen Bann um das Reich Doriath, bekannt als Melians Gürtel, um es vor bösen Kräften zu schützen. Diesen Schutz kann nur durchdringen, wer Melians Erlaubnis hat oder wer vom Schicksal dazu bestimmt ist. Solange der Gürtel Melians wirkt, gelingt es nur Beren und Carcharoth, ihn zu durchdringen. Auch Túrin, Sohn von Húrin und Morwen, gelangt nach Doriath und wird von Thingol als Ziehsohn aufgenommen, bis er nach einem schicksalhaften Unglück von dort wegläuft. Nach der Ermordung Elu Thingols durch Zwerge aus Nogrod verlässt Melian Doriath in tiefer Trauer und kehrt nach Valinor zurück. Der Banngürtel verliert seine Macht und das Land Doriath steht seinen Feinden, beispielsweise den Zwergen, wieder offen, die es plündern.
- Mairon „der Bewundernswerte“ bzw. „der Schöne“, auch Tar Mairon „Unfehlbarer/Ausgezeichneter König“ (King Excellent), wie er sich selbst in Númenor heißen ließ, ist der Name Saurons, ehe dieser von Melkor verführt und für seine Zwecke missbraucht wurde. Zuvor unterstand er dem Vala Aule, welcher über Metalle und Elemente gebietet. Eine seltenere Übersetzung von Mairon ist „precious“, Schatz, womit der von ihm geschaffene Eine Ring vom Großteil seiner Träger betitelt worden ist.
- Gothmog (S.) „Hassfeind“ ist der Herr der mächtigen Dämonen, den sogenannten Balrogs, denen er selbst angehört. In einer verworfenen Version des Legendariums soll er ein Sohn Melkors und der Orkfrau Fluithuin „Gifthauch“ gewesen sein.
- Thuringwethil (S.) „die rätselhafte Verhüllte“, ist eine Fledermausfrau, die in den Diensten Melkors steht. Ob sie zu den Maiar gezählt werden kann, ist nicht geklärt, da sie zumeist als „Vampir“ identifiziert wird; die Natur von Vampiren wird durch Tolkien aber nicht weiter erläutert.

#### Balrogs
Balrogs (S.) oder Valaraukar (Q.) sind „mächtige Dämonen“, Maiar niedrigeren Ranges. In der Hierarchie innerhalb der Diener Melkors wird den Balrogs viel Macht über niedere Geschöpfe wie Orks und Trolle zugesprochen. Tolkien selbst beschreibt sie im Silmarillion folgendermaßen:

„Und in Utumno scharte er [Melkor] seine Dämonen um sich, jene Wesen, die sich von Anfang an, schon in den Tagen seines Glanzes, ihm angeschlossen hatten, und fast so verrucht wie er selbst waren: Im Herzen waren sie von Feuer, doch in einen Mantel von Finsternis gehüllt, und Entsetzen ging ihnen voraus; sie hatten Peitschen von Flammen. Balrogs wurden sie in späteren Tagen in Mittelerde genannt.“

Im Ersten Zeitalter gehören sie zu den gefürchtetsten Dienern Melkors. Der einzige namentlich erwähnte Balrog ist Gothmog, der Anführer der Balrogs und Feldherr von Angband. Er tötet unter anderem Feanor und Fingon und wird schließlich in der Schlacht um Gondolin von dem Elbenhauptmann Ecthelion vernichtet, der in diesem Kampf ebenfalls sein Leben verliert. Die meisten Balrogs gehen in der Schlacht, die zum Fall von Angband führt, zugrunde. Einer kleinen Schar gelingt es jedoch zu entkommen, indem sie sich „an den Wurzeln der Erde“ verbergen. Einer von ihnen flüchtet sich in die tiefsten Abgründe des Nebelgebirges. Als die Zwerge in den Minen von Moria immer tiefer graben, wecken sie diesen Balrog. Er erschlägt viele der Zwerge, unter ihnen auch König Durin VI. Sie fliehen und nennen den Balrog daraufhin „Durins Fluch“. Mit diesem Balrog kämpft Gandalf der Graue, als er mit der Gemeinschaft des Ringes die Minen von Moria durchquert. Er wird von dem Balrog, den er Flamme von Udun („Udûn“=Hölle) nennt, in den Abgrund gerissen.
Die Frage, ob Balrogs Flügel haben, ist unter Tolkien-Fans umstritten. Anknüpfungspunkt für die Diskussion sind vor allem zwei Sätze aus dem Herrn der Ringe.

„Der Balrog blieb wieder stehen und schaute ihn [Gandalf] an, und der Schatten um ihn reckte sich wie zwei riesige Flügel.“

„Langsam ging er weiter auf der Brücke, und plötzlich richtete er sich zu seiner ganzen Größe auf, und seine Flügel erstreckten sich von Wand zu Wand […].“

Interpretiert man die zweite Passage wörtlich, ist klar, dass der Balrog Flügel hat. Versteht man sie dagegen eher metaphorisch und bezieht die Aussage auf den ersten Satz, dann sind die „Flügel“ Ausformungen des – vom Balrog erschaffenen – Schattens.

#### Sauron
Sauron, „der Abscheuliche“, ist ursprünglich ein Maia namens Mairon, der im Dienste von Aule steht. Er wird von Melkor (Morgoth) verführt, den er bewundert und zugleich fürchtet, und wird einer seiner mächtigsten Diener, ohne jedoch die Macht und das Temperament seines großen Vorbilds zu besitzen. Bei Melkors Verbannung in die Äußere Leere am Ende des Ersten Zeitalters entkommt Sauron und beginnt, in Mittelerde seine eigenen Ränke zu schmieden. Saurons Ziel ist die Alleinherrschaft über Mittelerde. Er erbaut im Lande Mordor die mächtige Festung Barad-dûr. Von den Elben wird ihm der Sindarinname Gorthaur gegeben, was „Der Grausame“ oder „Schrecklicher Atem“ bedeutet.
Im Zweiten Zeitalter schmeichelt Sauron sich bei den Elben als Annatar, „Herr der Geschenke“, ein. Weitere Namen Saurons sind Aulendil, „Freund Aules“, und Artano, „Hochschmied“. Unter seiner Anleitung fertigt Celebrimbor zunächst sechzehn Ringe der Macht, erst später die drei Elbenringe ohne unmittelbare Beteiligung Saurons, wenn auch mit den von ihm erworbenen Kenntnissen. Jedoch erforscht Sauron auch die Geheimnisse der Elben und schmiedet heimlich den Einen Ring, den Meisterring, auf den er einen Großteil seiner Macht überträgt, um die anderen Ringe zu beherrschen. Die drei Träger der Elbenringe, Círdan, Gil-galad und Galadriel durchschauen ihn und halten daher die Drei Ringe der Elben vor ihm verborgen.
Sauron beginnt einen Krieg gegen die Elben von Eriador, unterwirft sich aber schließlich scheinbar den mächtigen Menschen von Númenor. Durch eine List gelingt es ihm, den König von Númenor, Ar-Pharazôn, gegen die Valar aufzuhetzen. Im Jahr 3319 des zweiten Zeitalters greift Ar-Pharazôn mit seiner gesamten Flotte Valinor, die Insel der Götter an, woraufhin Ilúvatar die Wandlung der Welt vollzieht. Beim damit verbundenen Untergang Númenors kann Sauron entkommen, verliert jedoch für immer seine ansprechende Gestalt, in der es ihm gelang, Elben und Menschen zu verführen. Als Geist fährt er zurück nach Mittelerde, wo er sich erst später wieder eine neue Gestalt geben kann.
Sauron kehrt nach Mordor zurück und baut gegen Ende des Zweiten Zeitalters ein neues, gewaltiges Heer auf. Er wird durch den Letzten Bund der freien Völker Mittelerdes, angeführt von Ereinion Gil-galad, dem Hohen König der Elben von Mittelerde, und Elendil, dem König der westlichen Menschen, im Jahr 3441 besiegt. Elendils Sohn Isildur schneidet ihm den Finger ab, an dem der Eine Ring steckt. Damit ist Saurons Macht gebrochen und das zweite Zeitalter endet. Da Saurons Lebenskraft im Ring gebunden ist, den Isildur nicht vernichtet, kann Sauron dennoch als geschwächtes und körperloses Wesen in langen Jahren beginnen, seine Macht von Neuem aufzubauen. Zunächst errichtet er die Festung Dol Guldur im Eryn Lasgalen, dem „Grünwald“, der daraufhin bald Taur-nu-fuin, „Wald der Furcht“, oder „Düsterwald“ genannt wird. Als die Mitglieder des Weißen Rates Dol Guldur angreifen, wird Sauron vertrieben und flieht zurück nach Mordor. Dort lässt er seine Festung Barad-dûr, den Dunklen Turm, wieder aufbauen. Er beginnt bald darauf mit der Suche nach dem Einen Ring, denn dieser ist durch Bilbo wieder an der Erdoberfläche aufgetaucht und „ruft“ nach ihm.
Durch die Vernichtung des Einen Ringes in den Feuergluten des Schicksalsberges (Orodruin, Amon Amarth), in denen er geschmiedet wurde, wird am Ende der Ringkriege auch Saurons Schicksal endgültig besiegelt; Barad-dûr stürzt ein, Saurons Einfluss auf die „bösen“ Kreaturen erlischt, und auch die Macht der drei Elbenringe vergeht mit ihm. Damit endet das Dritte Zeitalter.

#### Istari
Die Istari (Q., Singular Istar), „Diejenigen, die wissen“, werden von den Menschen Mittelerdes als Zauberer oder Magier bezeichnet. Sie sind Maiar, und als erster von ihnen kommt Saruman der Weiße nach Mittelerde. Ihm folgen die zwei blauen Zauberer Pallando und Alatar nach, von denen nur überliefert ist, dass sie in den Osten von Mittelerde gehen, wo sich ihre Spur verliert. Dann kommt Radagast der Braune und zuletzt Gandalf der Graue. Saruman der Weiße, welcher der Älteste unter ihnen ist und als erster die Gestade Mittelerdes betritt, ist auch lange Zeit ihr Anführer und hat den Vorsitz im Weißen Rat inne.
Sie erscheinen in menschlicher Gestalt als ältere Männer, jedoch kraftvoll, und besitzen die Fähigkeit, mit Tieren und Vögeln Zwiesprache zu halten. Sie sind sehr weise und vermögen vieles durch Geist und Hand zu bewirken.
Um das Jahr 1000 D. Z., während Sauron allmählich wieder erstarkt, erscheinen sie im Westen Mittelerdes. Sie werden von den Valar geschickt, um die Völker Mittelerdes im Kampf gegen Sauron zu beraten und zu unterstützen, haben jedoch nicht die Erlaubnis, einzugreifen oder anderen ihren Willen aufzuzwingen. Die wirkliche Anzahl der Mitglieder des Heren Istarion „Orden der Zauberer“ ist unbekannt, namentlich erwähnt werden fünf:
- Gandalf der Graue, so wird berichtet, handelt stets besonnen und vorausschauend, was ihn zu einem guten Ratgeber macht. Man sagt aber auch, dass bei seinem Erscheinen meist Ungemach bevorstand. Das liegt aber wohl daran, dass er stets dort auftaucht, wo sein Rat am nötigsten gebraucht wird. Er gilt auch als besonders wachsam und vermag es, seine wahren Absichten gut zu verbergen. Gandalf wird als der weiseste unter den Maiar bezeichnet.[5]
- Saruman der Weiße ist besonders für seine Beredsamkeit bekannt, sodass er andere Personen durch seine Worte und den Klang seiner Stimme nach seinen Wünschen beeinflussen kann.
- Radagast der Braune (S.) gilt als Freund der Tiere, besonders aber der Vögel, was ihm den Namen Aiwendil „Vogelfreund“ einbrachte.
- Alatar (Q.) versucht wahrscheinlich, Sauron besonders durch den Einsatz von Licht zu bekämpfen, zumindest weist sein Name darauf hin, der „der Strahlende“ bedeutet.
- Pallando (Q.) unternimmt dagegen wohl weite Reisen in den Osten der Welt, eventuell, um dort Verbündete zu finden.

##### Saruman
Saruman oder Curunír Glan (S.) „Mann der schlauen Pläne“ oder „der Geschickte“ ist ursprünglich der Oberste des Ordens der Zauberer und Vorsitzender des Weißen Rates. Er ist sehr bewandert in der Kunde von den Großen Ringen und erforscht lange ihre Geschichte. Außerdem versteht er sich auf die Herstellung von vielen technischen und chemischen Erzeugnissen. Ein Beispiel ist die Substanz, mit der er bei Helms Klamm eine Bresche in die Mauer sprengen lässt. Zu seinem Gefolge gehörten die Bilwissmenschen, auch als Menschen mit Bilwissgesicht bezeichnet, die aus einer Kreuzung aus Orks mit Menschen entstanden waren. Diese waren keine Uruk-hai (Kreuzung aus Elb und Ork), sondern menschenähnliche hellhäutige Halb-Orks.
Als Wohnort wählt er sich den Turm Orthanc „Hohe Gabelspitze“ in Isengart. Dieser wird als schlanker Turm aus einem schwarzen und unzerbrechlichen Stein beschrieben, der oben in spitzen Zinnen ausläuft, von denen aus Saruman nachts die Sterne beobachtet.
Während Saruman zunächst die treibende Kraft im Kampf gegen Sauron ist, wird er später von der Gier nach der Macht des Ringes und von Saurons Beeinflussungen durch den Palantír vom Orthanc zum Verrat an den freien Völkern Mittelerdes verführt. Indem er sich mit Sauron verbündet, verliert er seinen Platz im Weißen Rat, und Gandalf, der zuvor schon den engsten Kontakt zu den Führern der Hochelben, Elrond und Galadriel, hat, wird nun zum Anführer des Widerstandes gegen Sauron. In dieser Zeit wachsen Sarumans Stolz und seine Macht. So schmiedet er sich selbst einen Ring und nennt sich Saruman der Vielfarbige. Er hintergeht während des Ringkrieges Gandalf und hält ihn für einige Zeit auf der Zinne des Orthanc gefangen. Er stellt eine riesige Armee aus Uruk-hai, Orks und den Menschen aus Dunland auf, die er gegen Rohan in den Krieg schickt. Sein inzwischen zur Festung ausgebauter Wohnsitz Isengart wird jedoch von den Ents erobert und – bis auf den Turm Orthanc – zerstört. Er selbst wird im Turm eingesperrt.
Nach Saurons Niederlage und der Zerstörung des Einen Ringes wird Saruman freigelassen. Er bleibt aber dem Bösen treu und bringt das Auenland unter seine Herrschaft. Er lässt sich im Auenland gemeinhin Scharrer (in Kreges Übersetzung: Scharker; im engl. Original Sharkey) nennen, offenbar eine Abwandlung des Orknamens sharkù „alter Mann“. Dort kommt er durch die Hand seines Dieners Gríma Schlangenzunge ums Leben. Die Umstände seines Todes (sein Leichnam „verweht im Wind“ ähnlich wie Saurons Geist nach dem endgültigen Fall von Barad-dûr) zeigen sein Wesen als Maia.
Nach Sarumans Tod wird der Orthanc gründlich durchsucht. Unter den gefundenen Gegenständen sind viele Dinge von Wert, wie Erbstücke von Eorl und weitere Stücke aus Grabhügeln, die Saruman sich wohl angeeignet hat. Unter den zwei wertvollsten Gegenständen, die gefunden werden, ist eine Kapsel, die an einer dünnen Kette befestigt ist. Die Kapsel enthält weder einen Brief noch einen anderen Hinweis, doch es steht außer Frage, dass Isildur sie früher einmal um den Hals getragen und in ihr den Einen Ring aufbewahrt hat. Das zweite Schmuckstück ist der Elendilmir, der weiße Stein aus elbischem Kristall, der sich auf einem Stirnreif aus Mithril befindet. Er ist von Silmarien und Elendil gekommen und ist das Zeichen königlicher Herrschaft im Nördlichen Königreich.

##### Gandalf
Gandalf, „Stab-Elb“, ist eine der Hauptfiguren in den Romanen Der Herr der Ringe und Der Hobbit.
Er ist ein Maia in der Gestalt eines alten Mannes mit langem Bart und grauen (später weißen) Haaren. Er trägt ein legendäres elbisches Schwert namens Glamdring („Lärmhammer“ oder „Feindhammer“), das er während der Reise mit Bilbo in der Höhle der Trolle findet, und einen Zauberstab, der als großer Wanderstab beschrieben wird. Bei den Hobbits ist er vor allem für seine spektakulären Feuerwerke bekannt, die bei Festen sehr beliebt sind.
In verschiedenen Gegenden Mittelerdes bzw. bei den unterschiedlichen Völkern ist er unter vielen unterschiedlichen Namen bekannt:
- Gandalf Graurock, Sturmkrähe, Láthspell (in Rohan, Letzteres besonders von Grima Schlangenzunge, weil dieser ihn als Verkünder schlechter Nachrichten betrachtet, bei den Hobbits einfach nur Gandalf. Später auch Gandalf der Weiße genannt)
- Mithrandir, Grauer Pilger, Graurock oder einfach nur Wanderer, ist sein Sindarinname bei den Elben und auch teilweise in Gondor.
- Tharkûn (bei den Zwergen, ein Wort aus ihrer eigenen Sprache, dem Khuzdul, welches wohl ebenfalls Stabmann oder Mächtiger Ratgeber bedeutet)
- Incánus (im Süden, besonders von den Menschen aus Harad, die ihm nicht vertrauen, es bedeutet wahrscheinlich so viel wie Einflüsterer ähnlich dem Rohirrischen Láthspell)
- Olórin ist sein Name in Aman, bevor er als einer der fünf Istari nach Mittelerde geschickt wird, wobei er von Manwe persönlich ausgewählt wird.

Gandalf begleitet im Jahre 2941 des Dritten Zeitalters Bilbo und die 13 Zwerge auf ihrem Abenteuer, auf dem sie den Schatz und die Mine der Zwerge im Erebor (Sindarin für „Einsamer Berg“) vom Drachen Smaug zurückerobern wollen. Diesen ist dabei die wahre Absicht Gandalfs allerdings nicht bekannt, die hinter dieser Reise steckt. Gandalf befürchtet nämlich, dass der wiedererstarkende Sauron sich Smaugs bemächtigen könnte, um die „Freien Völker“ anzugreifen, ähnlich, wie Melkor es im Ersten Zeitalter mit den Drachen macht.
Gandalf verlässt allerdings vorzeitig diese Reisegruppe, weil er etwas „zu erledigen“ hat. Auch diese Angelegenheit ist vielen nicht bekannt, aber er wird zu einer Beratung des Weißen Rates gerufen, auf der die Erstürmung Dol Guldurs beschlossen wird, wo sich Sauron zu dieser Zeit noch aufhält. Von dort kehrt er erst zurück, als der Erebor zurückerobert und der Drache vernichtet ist. Erst im Jahr 3018, nachdem Gollum von Aragorn gefangen genommen und von Gandalf verhört worden ist, erkennt dieser, dass der Ring, den Bilbo auf dieser Reise gefunden hat und an seinem 111. Geburtstag an Frodo weitergibt, der Eine Ring Saurons ist, und rät dazu, ihn zunächst zu Elrond nach Bruchtal zu bringen, wo letztendlich beschlossen wird, den Ring nach Mordor zu tragen, um ihn dort in den Feuern des Orod Ruin (Sindarin für „Feuerberg“) zu zerstören, an dem einzigen Ort, wo dies möglich ist, denn hier ist er auch erschaffen worden.
Gandalf der Graue stürzt gegen Ende des ersten Bandes von Der Herr der Ringe in den Minen von Moria in einen Abgrund, als er mit einem Balrog kämpft. Letztlich besiegt Gandalf den Balrog, muss dafür aber mit seinem Leben bezahlen. Nach seinem Tod wird er jedoch von Mandos als „Gandalf der Weiße“ zurückgeschickt, um seinen Kampf gegen Sauron zu Ende zu führen.
Als Gandalf der Weiße nimmt er die Saruman zugedachte Rolle unter den Istari ein und verstößt Saruman aus dem Orden. Von da an nimmt er eine weit aktivere Rolle im Kampf um Mittelerde ein und tritt als Weißer Reiter im Kampf um Rohan und Minas Tirith in Erscheinung. Er ist die treibende Kraft im Widerstandskampf gegen Sauron.
Am Ende des Herrn der Ringe zieht er mit vielen Elben und den Trägern des Einen Ringes, Bilbo und Frodo, zu den Grauen Anfurten, dem Hafen der Elben in Lindon, und betritt ein Schiff, um mit ihnen nach Valinor zu segeln. Dabei trägt er offen Narya, den Ring des Feuers, einen der drei Elbenringe, den er bei seiner Ankunft in Mittelerde von Círdan erhalten hat. Mit diesem Schiff verlassen alle drei Elbenringe und ihre Träger Mittelerde für immer.
Der Name Gandalf (altnordisch Gandálfr) stammt aus der älteren Edda und wird im Götterlied Völuspá sowie in Gylfaginning aus der Snorra-Edda genannt. In beiden Quellen ist es der Name eines Zwergs.
Die Figur Gandalfs ist durch das Bild Der Berggeist von Josef Madlener inspiriert worden. Es zeigt einen alten Mann mit langem, grauem Bart, rotem Mantel und grünem Hut in einer Waldszene. Tolkien selbst bestätigte diese Quelle, indem er auf einen Postkartendruck des Gemäldes „origin of Gandalf“ schrieb.

##### Radagast
Radagast (S.) der Braune ist ein Freund aller Tiere, besonders aber der Vögel und wird daher auch oft Aiwendil (Q.) („Vogelfreund“) genannt. Von den Valar wurde er als einer der Istari nach Mittelerde entsandt. Er unterstützt Saruman auf dessen Bitte, indem er ihm seine Freunde, die Vögel, für Spionagezwecke zur Verfügung stellt, die Saruman aber für seine eigenen Pläne nutzt. Radagast lebt lange Zeit in Rhosgobel, einem recht finsteren Ort im südlichen Düsterwald. Dort kümmert er sich um den Wald und alle Tiere. Er wird von Saruman als Bote zu Gandalf geschickt, so dass dieser zu ihm kommt und dort im Orthanc festgesetzt wird.

##### Alatar und Pallando
Ob Alatar (Q.) und Pallando (Q.) die Ithryn Luin (S.), die „blauen Zauberer“, im Osten bleiben, um dort weiter ihre Ziele zu verfolgen, um derentwillen sie ausgesandt worden sind, ob sie zugrunde gehen oder von Sauron versklavt und seine Diener werden, ist nicht bekannt. Doch keine dieser Möglichkeiten kann ausgeschlossen werden, denn auch die Istari, versehen mit Körpern aus Mittelerde, können ebenso wie Elben und Menschen von ihren Zielen abtrünnig werden, Böses tun und über dem Streben nach Macht vergessen, das Gute zu verwirklichen – wie es ja auch bei Saruman geschieht.
J. R. R. Tolkien selbst verfolgte verschiedene Theorien über die Taten der Blauen Zauberer. So vermutet er in einem seiner Briefe, dass sie scheitern. Eine andere Theorie besagt, dass sie Geheimkulte gründen, die Saurons Sturz überdauern. In The Peoples of Middle-earth schätzt Tolkien in seinen letzten Schriften, dass die Ithryn Luin im Osten diejenigen Stämme und Völker unterstützen, die es wagen, sich gegen Saurons Herrschaft aufzulehnen, und somit großen Einfluss auf die Geschichte der freien Völker haben, die ansonsten durch die schiere Übermacht an Feinden überrannt worden wären.

## Elben
Die Elben, auch die Erstgeborenen genannt (ursprünglicher Name Quendi Q. „die mit Stimme reden“), werden von Ilúvatar geschaffen. Sie kommen vor den Menschen in die Welt und besitzen das Vorrecht der Unsterblichkeit, welche sich allerdings nur auf den Verfall durch natürliche Alterung bezieht. Sie sind jedoch „an die Kreise der Welt gebunden“. Es ist ihnen bestimmt, in Aman, den Unsterblichen Landen, zu leben. Viele verlassen über die Zeitalter Mittelerde von den Grauen Anfurten aus, um nach Aman zu segeln. Elben erliegen keinen Krankheiten. Wenn sie sterben, wandeln ihre Seelen in Mandos Hallen im äußersten Westen der Welt, wo sie auf das Ende der Zeit und das Kommen Ilúvatars warten.
Eine wichtige Untergruppe der Elben sind die Eldar (Q.), das Volk der Sterne, die sich nach ihrem Erwachen bei Cuiviénen im Osten Mittelerdes zu Beginn des Ersten Zeitalters der Großen Wanderung nach Westen in die Unsterblichen Lande anschließen. Ihnen stehen die Avari gegenüber, die „Widerstrebenden“ oder die „Ablehnenden“, die im Osten Mittelerdes bleiben und denen in Tolkiens Werk keine wesentliche Rolle zukommt. Die Gruppe der Eldar umfasst drei Stämme, die Vanyar (Q.), die Noldor (Q.) und die Teleri (Q.). Von den Teleri trennen sich unterwegs zwei Gruppen ab: die Nandor östlich des Nebelgebirges und die Sindar in Beleriand (S.). Die meisten Noldor kehren später unter der Führung von Feanor (S.) nach Mittelerde zurück.
Als gefürchtete Krieger und begabte Künstler bestimmen die Eldar über viele Jahrhunderte das Schicksal von Mittelerde. Gegen Ende des Dritten Zeitalters, zur Zeit des Ringkrieges, sind sie weniger mächtig, leben in ihren Reichen zurückgezogen und sind des Lebens in Mittelerde überdrüssig. Zu Beginn des Vierten Zeitalters, nach dem Ende des Ringkrieges, segeln die meisten von ihnen endgültig nach Aman, unter ihnen auch die Träger der drei Elbenringe.
Obwohl Tolkien bei der Erschaffung seiner Elben einige Anleihen bei bereits existierenden mythologischen Bezügen nahm, sind seine Elben doch als eigenständiges Konzept zu erkennen. Sie sind mächtiger und vor allem älter als in der vorher existierenden Mythologie (siehe Elfen) und erscheinen in vielerlei Hinsicht als überlegene Wesen. Dieses Konzept wurde später in vielen Fantasy-Romanen und Rollenspielen aufgegriffen, als die Bezeichnung Elb oder Elfe zur Bezeichnung ähnlicher Wesen auch in verschiedene Fantasy-Welten außerhalb des Tolkienschen Universums übernommen wurde.

### Die drei Völker der Eldar

#### Vanyar
Die Vanyar (Q.) „die Hellen“ werden aufgrund ihrer goldenen Haarpracht und ihres besonders anmutigen Äußeren so genannt.
Die Vanya-Elben werden als besonders hübsch, feinfühlig, künstlerisch und musikalisch begabt beschrieben und werden auch Inwiër (Inwes Volk = Volk des Ersten) genannt, sie gingen alle gemeinsam mit diesem nach Aman und wurden von den Avari, die dem Aufruf Oromes nicht folgten, auch Oareldi „die Entschwundenen“ oder „die über das Meer fuhren“ genannt.
Sie sind die erste Schar der Elben, die von Beleriand aus nach Aman aufbricht. Sie werden von Ingwe Ingweron (dem Ersten der Ersten oder Fürst aller Erstgeborenen) angeführt.
Die Vanyar sind diejenigen unter den Eldar, die als erste das Licht der zwei Bäume erblicken und von den drei Elbenvölkern am meisten daran hängen. Deshalb kann Feanor sie auch nicht vom Auszug aus Valinor (Aman) überzeugen. Sie sind die Lieblinge von Manwe.
Sie ziehen nur ein einziges Mal in den Krieg, als sie am Ende des Ersten Zeitalters unter Eonwe gemeinsam mit den Valar zum Krieg des Zorns gegen Melkor ausziehen und diesen besiegen.

#### Noldor
Die Noldor (Q.) „die Weisen“ oder „die Gelehrten“ sind besonders für ihre Geschicklichkeit und ihre Freude am Schaffen bekannt – sie stehen von allen Elben Aulë und den Zwergen am nächsten. Ihr erster Anführer und späterer Hochkönig ist Finwe, welcher sie vom See des Erwachens (Cuivienen) nach Aman führte.
Finwe hatte einen Sohn (Feanor) mit seiner ersten Frau Míriel und später zwei weitere Söhne (Fingolfin und Finarfin) mit der Vanyarelbin Indis. Als sein erstgeborener Sohn aufgrund des Halbbruderzwistes zwischen Feanor und Fingolfin nach Formenos verbannt wurde, folgt ihm Finwe dorthin. Er war der erste getötete Elb im Segensreich Aman, der bei dem Überfall Melkors auf Formenos erschlagen wurde, als er die Edelsteine Feanors beschützen wollte. Anschließend wird Feanor Anführer der Noldor.
Der daraufhin geleistete Blutschwur Feanors und seiner Söhne und der brutale Raubüberfall auf den Hafen Alqualonde „Schwanenhafen“, bei dem viele Teleri-Elben erschlagen werden, weil sie ihnen ihre Schiffe nicht geben wollten (bekannt als der Sippenmord), führt schließlich zur Verbannung der Noldor durch die Valar. Dieser Bannspruch, auch Mandos Fluch genannt, verbietet ihnen für immer die Rückkehr nach Aman. Feanor führt sein Volk beim Auszug aus Aman an, um die von Melkor gestohlenen Silmarilli zurückzuerobern. Die Noldor verbrennen nach der Überfahrt alle gestohlenen Schiffe, gründen in Mittelerde Königreiche und bekämpfen jahrhundertelang Melkor und seine Heere, ohne ihn je besiegen zu können.
Erst zum Ende des Ersten Zeitalters, nach der Verbannung Melkors und dem Verschwinden der Silmaril, wird ihnen ihr Eid vergeben und die Rückkehr nach Aman erlaubt. Die meisten der Noldor verlassen daraufhin Mittelerde. Galadriel bleibt als Einzige der Noldorfürsten, die in die Verbannung gingen, zurück und gründet ein Reich im Wald von Lórien.

#### Teleri
Die Teleri (Q.), „die Letzten“, sind neben den Vanyar und den Noldor die dritte und größte Schar der Eldar auf der Wanderung von Cuiviénen nach Valinor (Aman). Sie werden von Elwe und Olwe angeführt, nachdem diese mit Ingwe und Finwe aus Aman zurückgekehrt sind.
Auf der langen Wanderung verirren sich viele der Teleri und sind sich uneinig. So zerbricht diese große Schar. Einige gehen in die Wälder von Mittelerde oder verweilen an den Küsten. Andere bleiben lange am Fluss Anduin. Doch viele fürchten sich vor diesem dunklen Ort, und Lenwe „der Verweigerer“ oder „Umkehrer“, ein Untertan von Olwe, führt diese, die Nandor, nach Süden. Schließlich erreicht Elwe mit seinen Teleri nach der Überquerung der Ered Luin „Blaue Berge“ die östlichen Gebiete von Beleriand und sie verweilen für eine Zeit am Fluss Gelion. Olwe, der mit ihnen kommt, wird nach Elwes Verschwinden König dieser Schar und setzt die Wanderung fort. Elwe trifft dort die Maia Melian und verliebt sich in sie, so dass er nicht zu seinem Volk zurückkehrt.
An den Küsten Beleriands, nahe den Mündungen des Sirions, warten die Teleri lange auf Ulmo, dessen Aufruf, sie nach Aman zu bringen, sie verpasst haben. Während dieser Zeit freunden sie sich mit Osse und Uinen an. Osse lehrt sie viel über die Meere und die Musik. Durch ihn lernen sie die Meere lieben.
Als Ulmo schließlich kommt, um die Teleri nach Aman zu bringen, ist Osse traurig und überredet einige zu bleiben. Die Falathrim, die Elben von den Falas „Küstenstreifen“, deren Fürst Círdan ist, und die engsten Verwandten und Freunde Elwes entsprechen seiner Bitte.
Als die restlichen Teleri von Ulmo auf einer Insel an die Bucht von Eldamar gebracht werden, erhören die Teleri die Stimme von Osse, der ihnen folgt, und bitten Ulmo, ihre Reise zu beenden. Daher verankert Ulmo die Insel vor der Küste von Aman und die Teleri werden dort sesshaft. Ihre Insel wird Tol Eressea „Einsame Insel“ genannt.
Die Teleri bauen als einzige der Eldar Schiffe und befahren mit ihnen das Meer, das sie lieben. Als die Noldor aufbrechen, um Melkor nach Mittelerde zu verfolgen, verweigern ihnen die Teleri ihre Unterstützung. Daher kommt es zum Sippenmord von Alqualonde, in dem die Noldor viele der Teleri erschlagen, um sich der für die Überfahrt nach Mittelerde benötigten Schiffe zu bemächtigen.

### Calaquendi
Calaquendi (Q.), „Lichtelben“, nennt man diejenigen Elben, die zur Zeit der Zwei Bäume nach Valinor kommen und deren Licht noch mit eigenen Augen sehen. Dazu gehören alle Vanyar, die meisten Noldor und große Teile der Teleri. Sie bilden ein Gegenstück zu den Moriquendi (Q.) „Dunkelelben“ und werden auch Amanyar (Q.) genannt, was „Amanelben“ oder „die Gesegneten“ bedeutet.

#### Finwe
Finwe ist im Zeitalter der Bäume der oberste Fürst der Noldor. Mit seiner ersten Gemahlin Míriel Serinde zeugt er seinen Sohn Feanor. Nach dem Tode Míriels heiratet er Indis von den Vanyar, die ihm zwei Söhne namens Fingolfin und Finarfin schenkt. Fingolfin ist der Vater der Hohen Könige der Noldor Fingon und Turgon und von Aredhel-ar-Feiniel, der weißen Dame der Noldor. Der jüngere Finarfin heiratet Earwen von Alqualonde, eine Teleri und Verwandte von Elu Thingol. Ihre Kinder sind Finrod Felagund, Orodreth, Angrod, Aegnor und die jüngste und einzige Tochter Galadriel.
Finwe wird von Melkor (Q.) erschlagen, als dieser in die Festung Formenos eindringt und Feanors Silmaril, zusammen mit einer Vielzahl von anderen Edelsteinen, stiehlt.

#### Feanor
Feanor, geboren im Zeitalter der Bäume, ist der älteste Sohn Finwes und das einzige Kind von Finwe und Míriel Serinde, da sie kurz nach seiner Geburt an Erschöpfung stirbt, nach eigener Aussage ist ihre ganze Kraft in Feanor geflossen. Sein eigentlicher Name ist Curufinwe, „Geschickter Finwe“, doch wird er stets mit dem Namen gerufen, den ihm seine Mutter gibt: Feanáro (Q.), „Feuergeist“.
Feanor ist der ältere Halbbruder Fingolfins und Finarfins. Er ist der Gemahl von Nerdanel und Vater von Maedhros, Maglor, Celegorm, Caranthir, Curufin, Amrod und Amras. Er gilt als der geschickteste der Noldor. Er ist ein Schüler des Vala Aule und Erfinder der feanórischen Schrift. Seine Kunst zeigt sich besonders bei der Schaffung der Silmaril und der Palantíri. Allerdings ist seine zunehmende Besessenheit von den Silmarilli, zusammen mit den Einflüsterungen Melkors, auch der Grund für die Rebellion der Noldor gegen die Valar, die letztlich zur Verbannung der Noldor führt und vielen von ihnen den Tod bringt. Feanor selbst fällt bereits kurz nach der Ankunft der Noldor in Mittelerde in der Dagor-nuin-Giliath, „der Schlacht unter den Sternen“, in Mithrim, niedergestreckt von Gothmog, dem Herrn der Balrogs. Als einziger Elb in der Geschichte Tolkiens zerfällt sein Körper durch sein inneres Feuer zu Asche, was den Bezug zu seinem Mutternamen herstellt.
Laut einer Vision von Mandos wird Feanor Mandos Hallen erst zu der Dagor Dagorath, der letzten Schlacht, verlassen und die Silmarilli zurückerringen und sie Yavanna überlassen.

#### Fingolfin
Fingolfin ist ein Fürst der Noldor, der im Zeitalter der Bäume in Valinor geboren wird. Als Sohn von Finwe und Indis (einer Vanya) ist er Halbbruder von Feanor und der ältere Bruder Finarfins. Er führt die zweite Schar der Noldor an, als sie Valinor verlassen. Er wird Hoher König der Noldor, nachdem sein Sohn Fingon Maedhros, einen Sohn Feanors aus der Gefangenschaft des Dunklen Herrschers Morgoth befreit, und Maedhros zum Dank auf die Ehre der Königswürde verzichtet. Neben Fingon sind Turgon und Aredhel-ar-Feiniel, die weiße Dame der Noldor, Fingolfins Kinder. Außerdem entspringen Gil-galad, Elrond und Elros seiner Linie.
Nach der Tragödie der Dagor Bragollach (der vierten Schlacht des Ersten Zeitalters) fordert er in seiner Verzweiflung Morgoth zu einem Zweikampf heraus. Er fügt Morgoth sieben Wunden zu, wird schließlich aber doch niedergeworfen und getötet, wobei er Morgoth sein Schwert in den Fuß rammt. Der große Adler Thorondor trägt seinen Leichnam nach Gondolin, bevor er geschändet werden kann. Fingolfin wird in den Umzingelnden Bergen von seinem Sohn Turgon unter einer weißen Pyramide begraben.

#### Fingon
Fingon ist ein Fürst der Noldor, der im Zeitalter der Bäume in Valinor geboren wird. Er ist der älteste Sohn von Fingolfin und Bruder von Turgon und Aredhel. In Valinor verbindet ihn eine enge Freundschaft mit Maedhros, bevor Morgoth Zwietracht zwischen die Noldor bringt. Nach Maedhros Gefangennahme durch Morgoth, macht sich Fingon alleine auf, um seinen einstigen Freund zu suchen. Er findet Maedhros angekettet an einer Felswand der Thangorodrim und kann ihn nur befreien, indem er ihm die rechte Hand abtrennt. Diese Tat heilt den Zwist zwischen den Häusern der Noldor und bringt Fingon den Beinamen „der Kühne“ ein.
Er herrscht mit seinem Vater gemeinsam in Hithlum. Nach Fingolfins Tod in der Dagor Bragollach folgt er seinem Vater als Hoher König der Noldor nach. In der Nirnaeth Arnoediad, der Schlacht der ungezählten Tränen, befehligt Fingon das westliche Heer. Im Verlauf der Schlacht wird er von Balrogs umzingelt und von Gothmog, dem Fürst der Balrogs erschlagen.

#### Turgon
Turgon ist ein Fürst der Noldor, der im Zeitalter der Bäume in Valinor geboren wird. Seine Frau Elenwe kommt beim Auszug der Noldor aus Valinor beim Übergang über die Helcaraxe ums Leben. Turgon wird daraufhin ein besonders unnachgiebiger Gegner Feanors und seiner Söhne. Diese haben den gefährlichen Übergang erzwungen, indem sie einen Teil der Noldor ohne Schiffe zurückgelassen haben.
Turgon gründet an der Westküste Beleriands in Vinyamar „Neue Heimat“ ein Königreich. Durch die Ratschläge Ulmos aber findet er das verborgene Tal von Tumladen und gründet dort die Stadt Gondolin, die sich später als letzte Zuflucht der Elben und letztes Reich der Noldor in Beleriand erweisen wird. Seine Tochter Idril Celebrindal verliebt sich in den Menschen Tuor. Aus dieser Verbindung geht Earendil hervor und damit auch Elrond und Elros.
Gondolin wird von Maeglin, der Turgons Gesetze missachtete, an Morgoth verraten und von dessen Armee angegriffen und vernichtet. Turgon stirbt bei der Verteidigung seiner Stadt.
Turgon gehörte das Schwert Glamdring, das im Hobbit und im Herrn der Ringe von Gandalf getragen wird. Wie es in den Troll-Schatz gelangte, der weit entfernt nach Tausenden von Jahren von Gandalf und Bilbo entdeckt wird, ist ungeklärt.

#### Finrod Felagund
Finrod Felagund ist der älteste Sohn Finarfins und Earwens. Er wird auch „der Treue“ oder „der Freund der Menschen“ genannt. So folgt er, gegen seine Überzeugung, aus Treue zu seinem Volk, seinem Verwandten Feanor nach dessen verhängnisvollem Eid zurück nach Mittelerde. Finrod ist der erste, der den Menschen aus dem Volk Beors des Alten in Beleriand begegnet und sich mit ihnen anfreundet. Barahir, der spätere Anführer dieses Volkes rettet Finrod in der „Schlacht des jähen Feuers“, worauf der Elbenfürst ihm einen Treueeid leistet und ihm als Zeichen seines Versprechens einen Ring aushändigt, durch den Barahir und seine Nachfahren ihn um Hilfe ersuchen können. Dieser Ring wird später, unter der Bezeichnung Barahirs Ring ein Erbstück der Könige von Arnor und dient noch mindestens zwei weitere Male als Hilfszusage oder Zeichen eines Treueschwurs. Einmal gibt ihn Arvedui, der letzte König von Arnor den Schneemenschen, weil sie ihm geholfen haben. Nur so wurde er erhalten, denn Arvedui ertrank kurz darauf in der Eisbucht von Forochel. Ein anderes Mal überreichte Aragorn ihn Arwen zur Verlobung.
In Mittelerde errichtet Finrod auf der Sirioninsel einen hohen Wachturm, der Minas Tirith genannt wird, und gründet das Reich Nargothrond. Er bezieht eine Höhle in einer unzugänglichen Schlucht des reißenden Flusses Narog. Daher erhält er auch den Beinamen Felagund, was sich von der zwergischen Bezeichnung Felakgundu („Höhlenschleifer“) ableitet und im Sindarin „Höhlenfürst“ bedeutet. Erst Jahre später muss Finrod seinen Eid einlösen, als Beren, der Sohn Barahirs, ihn um Mithilfe bei der Suche nach den Silmarilli bittet. Er rettet Beren auf der Insel Tol Sirion, die zu jener Zeit den Namen Tol-in-Gaurhoth („Insel der Werwölfe“) trägt, das Leben. Der Herr der Insel, Thû, lässt einen Gefolgsmann Berens nach dem anderen töten, bis nur noch Beren und Felagund zurückbleiben. Da sendet Thû einen Werwolf um Beren zu töten, doch Finrod wirft sich dazwischen. Finrod stirbt aber selbst in diesem Kampf mit dem Werwolf. So erfüllt Finrod Felagund, der Edelste und Geliebteste aus dem Geschlecht Finwes, seinen Eid gegenüber den Menschen, und es heißt:

„Felagunds Leichnam begruben sie [Beren und Lúthien] auf dem höchsten Hügel seiner Insel, die nun wieder rein war; und das grüne Grab, wo Finrod, Finarfins Sohn, ruhte, der schönste aller Elbenprinzen, blieb unangetastet, bis das Land verwandelt und zerbrochen wurde und in vernichtenden Meeren unterging. Finrod aber wandelt mit Finarfin, seinem Vater, unter den Bäumen von Eldamar.“

Die Valar nahmen ihn also nicht nur wieder in Valinor auf, sondern gewährten ihm sogar eine Wiedergeburt.
Finrods Name wird beispielsweise in der Narn i Chîn Húrin erwähnt und Tolkien widmete ihm ein eigenes Kapitel: die Athrabeth Finrod ah Andreth (die Debatte zwischen Finrod und Andreth), in der er mit der Menschenfrau Andreth über die unterschiedlichen Schicksale der Elben und der sterblichen Menschen philosophiert. Andreth ist eine „Weise Frau“, die Wissen über die Menschen und deren Schicksal besitzt. Sie ist die Tochter Belemirs, des Sohnes von Boron, dem Enkel Beors des Alten.

#### Galadriel und Celeborn
Galadriel und Celeborn tauchen hauptsächlich im Herrn der Ringe auf, Galadriel ist jedoch auch für die Handlung im Silmarillion wichtig. Die beiden sind ein Elbenpaar, das seit dem Ersten Zeitalter von Mittelerde zusammenlebt. Im Herrn der Ringe sind die beiden schließlich Herrscher von Lórien, einem wundersamen Elbenreich westlich des Anduinflusses, das hauptsächlich von Wald- aber auch Sindarelben bewohnt wird.
Die mächtige Galadriel stammt aus einem der höchsten Fürstenhäuser der Elben: Sie ist die Tochter des Noldor-Fürsten Finarfin und damit ein Enkelkind Finwes, eines der ersten Hochkönige der Elben. Ihre Großmutter ist Indis von den Vanyar, ihre Mutter ist Earwen, die Tochter des Teleri-Fürsten Olwe von Alqualonde. Sie wird noch im Zeitalter der Bäume geboren und ist daher im Herrn der Ringe eine der ältesten noch lebenden Elben in Mittelerde und die einzige, die mit den Noldor ins Exil nach Mittelerde ging. Ihr Name Galadriel (Quenya Alátariel) bedeutet etwa „Strahlenbekränzte Maid“ und bezieht sich auf ihr goldfarbenes Haar. Den Namen erhält sie von Celeborn als Zeichen seiner Liebe. Von ihrem Vater wird sie Artanis „Edle Maid“ und von ihrer Mutter Nerwen „Mann-Mädchen“ genannt, wohl aufgrund ihrer physischen und psychischen Größe und Stärke.
Galadriel wird als eine Art Seherin beschrieben. Ihre Macht besteht darin, anderen „ins Herz zu blicken“ und dabei sogar solche Absichten zu entdecken, über die ihr Gegenüber sich selbst noch gar nicht im Klaren ist, wobei sie aber das Gesehene mit Barmherzigkeit und Verständnis beurteilt. Auch zeichnet sie sich stets durch große Weisheit und vor allem Voraussicht aus – so misstraut sie Feanor, der später großes Leid über alle Elben bringen wird, von Anfang an und warnt die Elben vor ihm. Sie misstraut auch dem verkleideten Sauron, als dieser sich unter dem Namen Annatar in Eregion einschleicht. Sie versucht, die anderen Elben vor ihm zu warnen, kann aber nicht verhindern, dass schließlich die Ringe der Macht nach seiner Anleitung geschmiedet werden. Mit Saruman, Gandalf und Elrond gründet sie im Dritten Zeitalter den Weißen Rat und beteiligt sich als wichtige Verbündete am Kampf gegen Sauron.
Im Dritten Zeitalter ist sie die Trägerin des Elbenringes Nenya, des Ringes aus Adamant. Durch seine Macht wird das Reich Lórien stärker und schöner. Im Ringkrieg kämpfen Galadriel und Celeborn gegen die Feinde in Dol Guldur, Saurons Festung im südlichen Düsterwald, und besiegen sie schließlich.
Nach der Vernichtung des Einen Ringes verliert auch der Ring Nenya seine Macht, und Galadriels Kräfte nehmen ab. Letztlich geht Galadriel zu den Grauen Anfurten, um Mittelerde zu verlassen und in den Westen zu segeln, wo sie geboren wurde. Der Überlieferung zufolge folgt Celeborn ihr nicht, sondern geht zu Beginn des Vierten Zeitalters nach Bruchtal, da er seines Reiches müde ist. Es ist nicht bekannt, ob er schließlich übers Meer fährt.
Celeborn tritt als weniger mächtig und weniger weise als seine Frau auf und wirkt daher schwächer. Seine Herkunft ist innerhalb von Tolkiens Werk nicht klar eingeordnet. Innerhalb des Silmarillion ist er ein Edler aus Doriath und ein Verwandter von König Thingol. Tatsächlich scheint Tolkien sich damit aber nicht sicher gewesen zu sein: Nach einer anderen Überlieferung bzw. einer früheren Konzeption ist Celeborn ein Waldelb, und Galadriel trifft ihn nicht schon im Ersten Zeitalter, sondern erst im Zweiten. Eine dritte Überlieferung besagt, dass Celeborn ein Teleri ist und Galadriel schon in Aman kennengelernt hat. Christopher Tolkien schreibt zum Galadriel-Celeborn-Problem:

„Kein Abschnitt in der Geschichte Mittelerdes ist reicher an Problemen als die Geschichte von Galadriel und Celeborn, und es muss zugegeben werden, dass es in ihr schwerwiegende Widersprüche „begründet in den Überlieferungen“ gibt; oder, um die Sache von einem anderen Gesichtspunkt zu betrachten, dass die Rolle und die Bedeutung Galadriels nur langsam zu Tage treten und ihre Geschichte fortlaufenden Umformungen unterworfen war.“

#### Glorfindel
In Tolkiens Welt gibt es zwei Elben mit dem Namen Glorfindel („der Goldhaarige“): Der Erste ist ein Noldo, der beim Fall von Gondolin im Kampf mit einem Balrog, der die Flüchtlinge um Tuor und Idril angreift, zusammen mit diesem in den Tod stürzt. Der Zweite unterstützt als Heerführer Elronds die Menschen von Arthedain, indem er den Hexenkönig von Angmar, den Obersten der Nazgûl, vertreibt. Er ist ein Mitglied des „weißen Rates“. Im Herrn der Ringe wird Glorfindel durch Elrond ausgesandt, um Aragorn und die Hobbits zu suchen. Er findet sie vor der Furt des Bruinen. Sein Pferd Asfaloth trägt den verletzten Frodo, verfolgt von den Nazgûl, über die Furt nach Bruchtal.
Das Auftreten zweier Noldor mit demselben Namen scheint ein Widerspruch im Werk Tolkiens zu sein, denn Elbennamen werden eigentlich nie doppelt vergeben. Demnach müssten beide ein und dieselbe Person sein. Ein Hinweis aus einem Brief Tolkiens deutet darauf hin, dass es sich tatsächlich um dieselbe Person handelt, die von den Valar auf eigenen Wunsch im Dritten Zeitalter nach Mittelerde zurückgeschickt wird.

#### Thingol
Elu Thingol oder Elwe Singollo (Q.), „Graumantel“, gehört zu den ersten Elben, die am See von Cuiviénen erwachen. Bei dem Zug der Elben in den Westen wird er als Bote der Teleri nach Valinor gebracht. Nach seiner Rückkehr nach Mittelerde trifft er auf die Maia Melian und verliebt sich in sie. Mit ihr gründet er in Beleriand das Reich Doriath, welches Melian zum Schutz mit einem Zauberbann umgibt, bekannt als Melians Gürtel. Thingol und Melian bekommen eine Tochter, Lúthien Tinúviel.
Thingol wird gegen Ende des Ersten Zeitalters von Zwergen getötet, die ihm das Nauglamír und damit einen der Silmaril stehlen.
Obwohl Thingol ein König der Sindar ist, also eines Stammes der Moriquendi (Dunkelelben), wird er selbst zu den Calaquendi (Lichtelben) gezählt, da er Valinor zur Zeit der zwei Bäume betreten hat. Er wird als einer der mächtigsten Elbenfürsten angesehen.

#### Lúthien Tinúviel

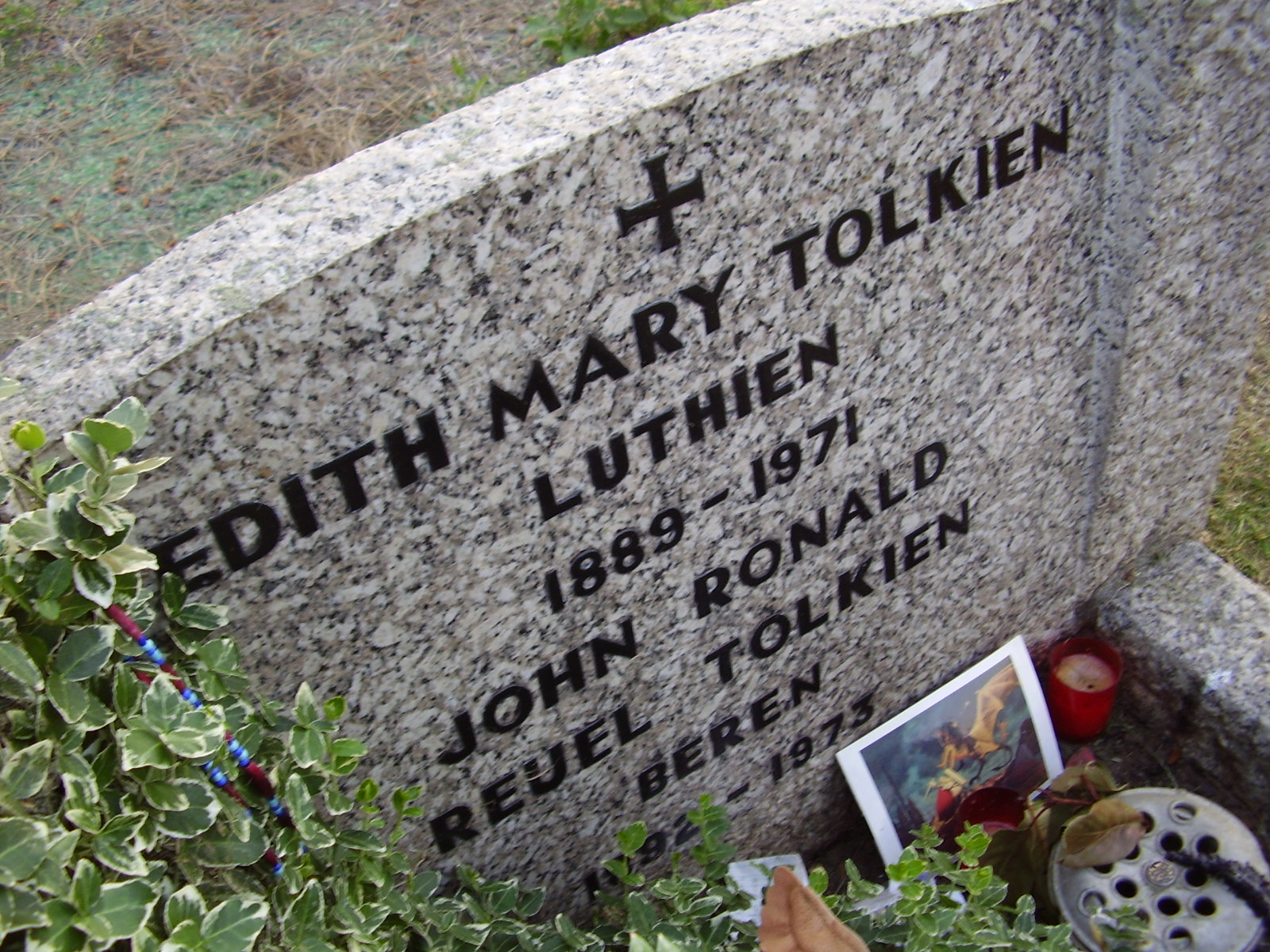
Grab Tolkiens und seiner Frau

Lúthien Tinúviel („Zauberhafte Tochter des Sternendunkels“) ist die Tochter des Elbenkönigs Thingol und der Maia Melian. Sie lebt im Ersten Zeitalter Mittelerdes und ist von außerordentlicher Schönheit und bekannt für ihre betörende Stimme.
Große Bedeutung erfährt sie durch ihre Beteiligung an der Wiederbeschaffung eines der Silmaril, den sie gemeinsam mit dem Menschen Beren aus der Krone des dunklen Vala Morgoth zurückerobert. Wegen ihrer Liebe zu Beren, von dem sie den Beinamen Tinúviel „Nachtigall“ (wörtlich eigentlich Abendstern oder Tochter des Sternenlichts) erhält, verzichtet sie auf ihre Unsterblichkeit.
Ihr einziger Sohn Dior („der Erbe“), der erste Halbelb, heiratet Nimloth („Schneeblume“ oder „Wasserlilie“), mit der er eine Tochter Elwing („Sternenglanz“) bekommt. Diese ist die Mutter von Elrond („Sternenkuppel“ oder auch „Sternendach“, „Sternengewölbe“) und Elros („Sternenstaub“).
Die Geschichte von Lúthien und Beren wird sowohl in dem Vers-Epos The Lay of Leithian als auch im Silmarillion ausführlich beschrieben. Einiges spricht dafür, dass J. R. R. Tolkien in der Figur der Lúthien seine Frau Edith Mary und in der Erzählung ihrer Liebe zu Beren ihre gemeinsame Liebe beschrieben hat. Auf dem Grabstein der Eheleute Tolkien steht unter ihrem Namen Luthien und unter seinem Namen Beren.

#### Celebrimbor
Celebrimbor, „Silberne Faust“ oder „Silberhand“, ist der Sohn von Curufin und damit ein Enkel Feanors. Celebrimbor selbst ist von den Künsten fast ebenso besessen wie die Zwerge und bald ist er der erste Künstler Eregions, der zu den Zwergen von Khazad-dûm eine enge Beziehung pflegt und unter denen Narvi sein bester Freund ist. Auch fertigt er mit Narvis Hilfe gemeinsam das West-Tor Morias an, wie man in Der Herr der Ringe: Die Gefährten erfährt. Die Worte, die Gandalf liest, sind: „Im Narvi hain echant. Celebrimbor o Eregion teithant i thiw hin“, welche übersetzt bedeuten: „Ich Narvi machte sie. Celebrimbor von Hulsten zeichnete diese Buchstaben.“ Er überlebt seinen Vater und schmiedet später in Eregion unter Anleitung des verkleideten Sauron 19 Ringe der Macht, drei davon im Geheimen. Nachdem Sauron den Einen Ring, der alle anderen Ringe beherrscht, geschmiedet hat, führt er einen Krieg gegen die freien Völker Mittelerdes, in dessen Verlauf Eregion verwüstet und Celebrimbor getötet wird.
Bevor er jedoch Celebrimbor tötet, lässt er ihn einer Folter unterwerfen, um zu erfahren, wo sich die sieben Ringe der Zwerge und die drei Elbenringe befinden. Doch von Celebrimbor erfährt er nicht, wo die drei Elbenringe versteckt werden, und er lässt ihn töten. Denn nach Celebrimbors Meinung sind weder die Sieben noch die Neun so wertvoll wie die drei Elbenringe, die allein von Celebrimbor geschaffen sind, und nicht wie die anderen Ringe mit Saurons Hilfe.
Die Figur Celebrimbor kommt vor allem in den Büchern Das Silmarillion und Nachrichten aus Mittelerde vor.

#### Gil-galad
Gil-galad, „Strahlenstern“, wird im Silmarillion als Sohn Fingons und Enkel Fingolfins beschrieben. Sein richtiger Name ist Ereinion „Sprössling der Könige“. Den Namen Gil-galad erhält er wegen seiner strahlenden Rüstung.
Nach dem Tode Turgons wird er der Hohe König der in Mittelerde zurückgebliebenen Noldor. Nach dem Untergang Beleriands zieht er mit Galadriel, Celeborn, Cirdan und den anderen verbliebenen Eldar nach Osten und gründet die Reiche Forlindon und Harlindon. Gil-galad erkennt frühzeitig das Erstarken Saurons im Zweiten Zeitalter, kann aber die Eroberung Eregions im Jahr 1697 nicht verhindern. Nur dank der Hilfe der Númenórer gelingt es Gil-galad, die Grauen Anfurten zu verteidigen. Von ihm erhalten Círdan und Elrond die Ringe Narya und Vilya. Nach der Landung Elendils in Mittelerde schließen beide das Letzte Bündnis von Elben und Menschen, um Sauron zu besiegen. Gil-galad fällt schließlich bei der Belagerung von Barad-dûr, ohne einen Erben zu hinterlassen.
Es gibt ein elbisches Gedicht über diesen letzten Hochkönig der Elben.

„Gil-galad war ein Elbenfürst, die Harfe klagt im Liede noch:

Von Berg und Meer umfriedet lag sein Reich im Glanz und ohne Joch.

Sein Schwert war lang, sein Speer war kühn, weithin sein Helm aus Silber schien;

Und silbern spiegelte sein Schild der Sterne tausendfaches Bild.

Doch lange schon ritt er davon, weiß keiner, wo der Ritter blieb;

Sein Stern versank in Düsternis in Mordors finsterem Verlies.“

Gil-galads berühmter Speer heißt Aeglos.
Nach späteren Angaben von Christopher Tolkien beruht die Darstellung von Gil-galads Abstammung im Silmarillion auf einer flüchtigen Idee Tolkiens, während andere Varianten bereits weiter entwickelt waren. So gab es auch die Varianten, dass Gil-galad ein Nachfahre Finarfins oder Feanors war.

### Moriquendi
Die Moriquendi (Q.), „Dunkelelben“, sind diejenigen Elben, die nicht zur Zeit der zwei Bäume nach Valinor kommen, sondern auf der großen Wanderung umkehren oder gar nicht erst aufbrechen – im Gegensatz zu Calaquendi (Q.), den „Lichtelben“, die nach Aman ins Licht gingen. Sie setzen sich aus Telerielben, Noldorelben und Avari zusammen. Der Name stammt aus der Zeit, als Mittelerde vor der Erschaffung von Sonne und Mond in Dunkelheit lag. Sie werden auch Úmaneldi (Q.), Úmanyar (Q.) oder Alamanyar (Q.) genannt, was „Nicht-Aman-Elben“ heißt.

#### Beleg
Beleg, „der Mächtige“, genannt Cúthalion, „Langbogen“, ist Hauptmann der Grenzwache von Doriath, dem Reich König Thingols. Er hilft den Haladin um 459 E. Z., eine Armee Orks in Brethil zu vernichten und ist neben Mablung der einzige Elb von Doriath, der in der Nirnaeth Arnoediad kämpft. Er ist ein guter Freund Túrin Turambars und begleitet diesen auf vielen Abenteuern. Auch während der Zeit, da Túrin geächtet ist, bleibt Beleg stets sein Freund und Beschützer. Túrin ist jedoch auch sein Verhängnis, da dieser Beleg – nachdem er von ihm aus der Gefangenschaft der Orks befreit wurde – aus Versehen mit dessen eigenem Schwert Anglachel ersticht. Belegs Bogen Belthroding wird mit ihm begraben.

#### Círdan
Círdan der Schiffbauer ist aus dem Volk der Teleri. Er ist wahrscheinlich der älteste in Mittelerde lebende Elb, der in Tolkiens Werken erwähnt wird. Er kommt im Ersten Zeitalter zusammen mit den Teleri-Fürsten Elwe und Olwe nach Beleriand. Dort bricht er die große Wanderung nach Valinor ab und lässt sich stattdessen mit seinem Volk in der Küstenregion (der Falas) nordwestlich der Sirionmündung nieder. Nach dem Untergang Beleriands gründet er am Golf von Lhûn, der nunmehr den äußersten Westen von Mittelerde bildet, die Grauen Anfurten. Von dort aus machen sich die verbliebenen Hochelben auf die Reise über das trennende Meer nach Valinor. Die Anfurten sind im Dritten Zeitalter neben Bruchtal und Lothlórien die letzten Zufluchtsstätten, in denen noch Hochelben leben. Círdan blieb auch im Vierten Zeitalter in Mittelerde und half mit seinen Schiffen und seiner Weisheit. Irgendwann spät im Vierten Zeitalter setzte er mit dem letzten weißen Schiff Richtung Valinor die Segel.
Círdan ist viele Jahre lang der Hüter des großen Elbenringes Narya, des Rings des Feuers. Er übergibt den Ring Gandalf, als dieser im Dritten Zeitalter nach Mittelerde kommt, denn er sieht voraus, dass ein schwerer Weg vor Gandalf liegt.
Círdan war sehr groß und zudem ist er (neben Mahtan) der einzige Elb, der als bärtig beschrieben wird.

#### Legolas
Legolas „Grünblatt“, wörtlich „grünes Laub“ ist der Sohn von Thranduil, dem Elbenkönig des Düsterwaldes, und Enkel von Oropher. Er ist der einzige Elb unter den neun Gefährten, die von Bruchtal aus aufbrechen, um den Einen Ring nach Mordor zu bringen, damit er im Feuer des Schicksalsberges zerstört werden kann. Im Verlauf des Ringkrieges wird er zu einem engen Freund des Zwergs Gimli. Gemeinsam verlassen die beiden nach Aragorns Tod Mittelerde, indem sie zusammen zur Fahrt über das Meer nach Westen aufbrechen – der wohl einzige Fall, in dem jemals einem Zwerg diese sonst nur Elben vorbehaltene Gunst gewährt wird. Auch in der Erzählung von Tuor und dem Fall von Gondolin gibt es einen Elben, der Legolas oder Grünblatt genannt wird. Er gehörte der Elbenschar vom „Haus des Baumes“ an und konnte besonders gut hören oder in der Dunkelheit sehen. Er führte Tuor und die Flüchtlinge zur Adlerspalte.

#### Thranduil
Thranduil ist König der Waldelben des Düsterwaldes. Er ist der Sohn von Oropher, der 3434 Z. Z. in der Schlacht von Dagorlad fällt, und Vater von Legolas. Er nimmt die Zwerge um Thorin Eichenschild gefangen, als sie auf ihrer Reise zum Erebor sein Königreich durchqueren.
Obwohl er über ein Volk von Waldelben herrscht, ist Thranduil ein Sindar-Elb, der schon vor der Errichtung von Saurons Festung Barad-dûr aus Lindon gekommen ist.

### Halbelben
Halbelben haben sowohl elbische als auch menschliche Vorfahren. Ihnen ist es freigestellt zu wählen, ob sie dem Volk der Menschen oder dem der Elben angehören wollen. Es gibt nur wenige Zeugnisse solcher Verbindungen in der Geschichte Mittelerdes. Lúthien Tinúviel und Beren, deren Sohn Dior der erste aller Halbelben war. Idril Celebrindal und Tuor, die Eltern von Earendil. Eine Verbindung zwischen Nimrodels Begleiterin und einem Vorfahren der Fürsten aus Dol Amroth sowie eine nicht zustande gekommene Verbindung zwischen der Menschenfrau Andreth und dem Elbenfürsten Aegnor.

#### Earendil und Elwing
Der Halbelb Earendil der Seefahrer, auch der „Strahlende“ und der „Gesegnete“ genannt, ist der Sohn von Tuor und Idril und Ehemann von Elwing (S.). Mit sieben Jahren entkommt Earendil (Q.) mit seinen Eltern dem Fall Gondolins und wächst fortan an den Mündungen des Sirion auf. Später fährt Earendil mit seiner Frau und dem von Beren und Lúthien zurückgewonnenen Silmaril auf dem Schiff Vingilot (Q.) nach Aman und bittet dort die Valar, den Bewohnern Mittelerdes in ihrem aussichtslosen Kampf gegen Melkor (Morgoth) zu helfen. Er ist der erste lebende Mensch, der jemals Valinor betritt, ohne mit dem Tod bestraft zu werden. Aufgrund seiner Abstammung aus beiden Geschlechtern ist er sowohl ein Fürsprecher der Elben als auch der Menschen. Auf seine Bitte hin ziehen die Valar gegen Morgoth in den Krieg des Zorns, in dessen Verlauf Beleriand in den Fluten des Meeres versinkt. Damit endet das Erste Zeitalter.
Earendil ist wie seine Frau Elwing Halbelb. Elwing trifft nach ihrer Ankunft in Aman für beide die Entscheidung, fortan zu den Elben gezählt zu werden; die Entscheidung über ihr Schicksal wird auch ihren beiden Söhnen anheimgestellt. Dies bedeutet, dass Elwing und Earendil die Rückkehr nach Mittelerde verwehrt ist. Mit seinem Schiff Vingilot und dem Silmaril auf der Stirn wird Earendil als Stern an den Himmel erhoben, wo er abends und morgens erscheint, als ein Zeichen der Hoffnung, für alle, die das Böse bedrängt. Earendil und sein Schiff tauchen in der letzten Schlacht der Valar gegen Morgoth erstmals als gleißend heller Stern am Himmel auf, die Adler um sich geschart. In seiner neuen Rolle kehrt er hier ein letztes Mal nach Mittelerde zurück, um in der Großen Schlacht mitzukämpfen. Er erschlägt Ancalagon den Schwarzen, den Größten von Morgoths Drachen. Dessen Sturz zerstört die Türme von Thangorodrim, was als ein wesentlicher Grund für den Untergang Beleriands angegeben wird.
Die Anrufung Earendils (Aiya Earendil, Elenion Ancalima (Q.) [Heil Earendil, hellster aller Sterne]) ruft bei Feinden der Freien Völker Angst und Schrecken hervor und stärkt die Herzen der Elben und Menschen.
Der Name bedeutet in der von J. R. R. Tolkien entwickelten Sprache Quenya „Meeresfreund“. Tatsächlich ist er nach Angaben Tolkiens vom Angelsächsischen éarendel abgeleitet und wurde von ihm in das Elbische umgewandelt. Zum ersten Mal stieß Tolkien auf diesen Namen in dem angelsächsischen Werk Christ:

“Eala Earendel engla beorhtast ofer middangeard monnum sended”

„Heil dir Earendel, strahlendster Engel, über Mittelerde den Menschen gesandt“

#### Elrond
Der Halbelb Elrond „Sterngewölbe“, geboren 532 E. Z. an den Mündungen des Sirion als Sohn von Earendil und Elwing, ist eine der zentralen Figuren in der Zeit des Herrn der Ringe. Wie sein Zwillingsbruder Elros (und alle Halbelben) wird er vor die Wahl gestellt, ob er Elb oder Mensch sein will. Er entscheidet sich für Ersteres – im Gegensatz zu seinem Bruder, der mit den Menschen auf die Insel Númenor zieht und erster König der Númenórer wird. In den Unruhen um Eregion im Zweiten Zeitalter zieht sich Elrond in ein Tal im Nebelgebirge zurück und gründet dort 1697 Bruchtal (Imladris). Um diese Zeit übergibt ihm Gil-galad Vilya, den blauen Ring, den Ring der Luft, und ernennt ihn zu seinem Herold und Vize-Regenten von Eriador.
Im Jahre 109 des Dritten Zeitalters heiratet er Galadriels Tochter Celebrían „Silber-bekränzte“. Ihre gemeinsamen Kinder sind Elladan, Elrohir und Arwen. Celebrían wird Mitte des Dritten Zeitalters, als sie gemeinsam mit ihren Söhnen auf dem Weg nach Lothlórien zu ihrer Mutter das Nebelgebirge überqueren will, von Orks überfallen, verschleppt und schwer gefoltert. Es gelingt ihren Söhnen zwar, sie zu befreien und zurück nach Imladris (Bruchtal) zu bringen, wo Elrond ihre körperlichen Wunden heilt, aber sie behält einen seelischen Schaden zurück, den er nicht zu lindern vermag, daher begibt sie sich ein Jahr nach dem Überfall zu den Grauen Anfurten und besteigt ein Schiff, das in den Westen segelt.
Elrond hilft Thorin Eichenschild, indem er ihm die geheime Mondrunenbotschaft auf der Karte des Einsamen Berges vorliest. Zudem beherbergt er Thorin und seine Zwergenschar sowie Bilbo Beutlin in seinem Haus. Gemeinsam mit Galadriel, Gandalf und Saruman gründet er den „Weißen Rat“. Mit Saruman und Galadriel vertreibt er im Jahre 2941 D.Z. den Geist Saurons aus seiner Festung Dol Guldur im Süden des Düsterwaldes.
In seinem Haus in Bruchtal heilt Elrond Frodo von der Stichwunde, die ihm der Hexenkönig auf der Wetterspitze zufügt. Er leitet kurze Zeit darauf den Rat von Elrond, in dem Vertreter der Menschen, Zwerge, Elben und Hobbits entscheiden, was mit dem Ring der Macht geschehen soll.
Er entsendet einige Dúnedain aus Eriador und seine Söhne Elladan und Elrohir, um Aragorn im Kampf an der Seite Rohans und Gondors zu unterstützen. Nach dem Ende des Ringkrieges verlässt er zusammen mit Galadriel, mehreren anderen Elben, Gandalf, Bilbo und Frodo Mittelerde in Richtung Valinor (Aman).

#### Elladan und Elrohir
Elladan „Sternenmensch“ und Elrohir „Sternenritter“ sind die Söhne Elronds und Celebríans und somit Arwens Brüder. Die beiden Halbelben werden im Jahr 130 D. Z. geboren und werden als einander so ähnlich beschrieben, dass nur wenige sie auseinanderhalten können. Dies (sowie das gemeinsame Geburtsjahr) legt die Vermutung nahe, dass es sich um Zwillinge handelt. Als ihre Mutter Celebrían von den Orks gefangen und gefoltert wird, brechen Elladan und Elrohir ins Nebelgebirge auf und befreien sie; Celebrían verlässt bald darauf über die Grauen Anfurten Mittelerde und segelt nach Valinor (Aman). Seitdem hegen die beiden einen tiefen Hass gegen alle Orks und bekämpfen sie, wo immer es möglich ist. Im Ringkrieg kämpfen sie und eine Schar Waldläufer in der Schlacht auf dem Pelennor an der Seite Aragorns. Im Vierten Zeitalter bleiben Elladan und Elrohir in Bruchtal, obwohl Elrond in den Westen segelt.

#### Arwen
Arwen „königliche Maid“ oder „Edelfrau“, geboren im Jahr 241 D. Z., ist die Tochter Elronds und Celebríans und die Enkelin von Galadriel. Man nennt sie auch Undómiel („Tochter der Abenddämmerung“; auch als „Abendstern“ übersetzt).
Als Halbelbin kann sie sich zwischen dem (unsterblichen) Leben als Elbin und einem menschlichen, sterblichen Schicksal entscheiden. Als sie sich in den sterblichen Aragorn, den Thronerben von Arnor und Gondor, verliebt, wählt sie den Weg ihrer Vorfahrin Lúthien Tinúviel und entscheidet sich für ein sterbliches Leben – sehr zur Trauer ihres Vaters, der mit den übriggebliebenen Elben in die Unsterblichen Lande segelt.
Am Ende des Ringkrieges heiratet sie Aragorn und schenkt ihm einen Sohn namens Eldarion sowie mehrere Töchter. Nach Aragorns Tod in hohem Alter geht sie nach Lórien, wo sie ein Jahr später stirbt. Ihr Grab liegt auf dem Hügel Cerin Amroth, dort, wo sie sich einst mit Aragorn verlobte.

## Menschen
Die Menschen treten mit dem Aufgehen der Sonne in die Welt. Sie sind im Gegensatz zu den Elben sterblich und haben auch gegenüber den Zwergen ein kurzes Leben. Die Sterblichkeit, das Schicksal, die Welt zu verlassen, während die Elben an Arda gebunden bleiben, bis die Welt endet, wird von Ilúvatar als Gabe verliehen, obwohl dies von den Menschen nicht immer als solche verstanden wird. Bald bevölkern sie den Osten Mittelerdes. Dort werden sie jedoch von bösen Mächten bedroht und einige Stämme fliehen in den Norden und Westen, wo sie die Reiche der Noldor und Sindar erreichen. Sie werden Atani oder in der Sindarin-Form Edain genannt, was „das zweite Volk“ oder die „Nachkommer“ bedeutet. Ursprünglich bedeutet Atan jedoch einfach „Mensch“.
Anders als die Elben, deren Existenz und Schicksal an das Mittelerdes gebunden ist und die deshalb nach ihrem Tod in Mandos’ Hallen auf das Ende Ardas warten, sind die Menschen nicht an Mittelerde gebunden. Das Ziel ihrer Existenz ist jedoch weder Valar noch Elben bekannt. Mit dieser offenen Lösung wollte Tolkien, selbst gläubiger Christ, offenbar seine Mythologie widerspruchsfrei gegenüber der christlichen Theologie halten.

### Edain
Als Edain bezeichnen die Elben ursprünglich nur jene Mitglieder der drei Häuser der Menschen, die als erste nach Beleriand kommen. Dieses sind das Haus Beors des Alten, die Vorfahren von Barahir und Beren, das Haus Haldad, das später nach dessen Tochter das Haus Haleth genannt wird, und das Haus Marach, später Haus Hador, von dem Hador Lórindol, der Vorfahr von Húrin und Túrin sowie von Huor und Tuor, abstammt. Das Wort Edain bedeutet einfach nur „Menschen“ und wird später auf alle Menschen angewandt. Insgesamt gibt es neun sogenannte Väter der Menschen.

#### Beren
Beren Erchamion „Der Wagemutige Einhänder“, auch Camlost „der mit der leeren Hand“ genannt, ist ein berühmter Held des Ersten Zeitalters, Sohn des menschlichen Helden Barahir und seiner Frau Emeldir. Er ist der erste Mensch, der mit Lúthien Tinúviel eine Elbin zur Frau gewinnt. Dazu muss er auf Geheiß des Brautvaters, des Elbenkönigs Thingol, eine zunächst unlösbar scheinende Aufgabe erfüllen: die Beschaffung eines Silmarils aus der Krone von Morgoth, der nicht mehr zu den Valar gezählt wurde. Beren versammelt einige Gefährten um sich – darunter der Elbenherrscher Finrod Felagund, der den Menschen mehr zugetan ist als Thingol – und zieht los, wird aber von Sauron gefangen genommen. Erst Lúthien schafft es mit der Hilfe von Huan, einem Jagdhund aus Valinor, ihren Geliebten zu befreien – seine Gefährten, einschließlich Finrods, kommen dagegen ums Leben. Beren und Lúthien ziehen mit Huan nach Angband und überwinden den Wolf Carcharoth, der den Eingang bewacht. Anschließend betört Lúthien den finsteren Herrscher Morgoth mit Hilfe ihrer Schönheit und singt ihn in den Schlaf. Mit dem Messer Angrist schneidet Beren dem Dunklen Herrscher einen Silmaril aus der Krone. Bei der anschließenden Flucht wird Beren von Carcharoth die Hand abgebissen, in der er den Silmaril hält. Beren und Lúthien kehren nach Doriath zurück, wo Thingol in eine Heirat einwilligt. Beren wird wenig später auf der Jagd nach Carcharoth tödlich verletzt. Im Sterben übergibt er den Stein aus dem Bauch des toten Wolfs an Thingol und erfüllt so seine Aufgabe. Lúthien trauert so sehr um ihn, dass sie kurze Zeit später stirbt. Ein trauriges Ende der Geschichte, wäre nicht Mandos, der beiden eine zweite Chance gibt: Er schenkt ihnen ein zweites Leben in Mittelerde. So kehren sie zurück und leben glücklich auf der Insel Tol Galen. Beide sind jedoch in ihrem zweiten Leben sterblich.
Auf dem Grabstein von J. R. R. Tolkien und seiner Frau Edith befinden sich die Inschriften Beren und Lúthien.

#### Tuor
Tuor wird während des Ersten Zeitalters in Hithlum im Norden von Beleriand als Sohn von Huor und Rían geboren. In der Nirnaeth Arnoediad, der Schlacht der Ungezählten Tränen, stirbt sein Vater. Tuor wächst daher bei seinem Ziehvater Annael unter den Grauelben (Sindar) auf. Die Geschichte Von Tuor und dem Fall von Gondolin beschreibt, wie er in Vinyamar Ulmo trifft, der ihm aufträgt, zu Turgon ins verborgene Königreich Gondolin zu gehen. Mit Hilfe des Elben Voronwe gelangt er dorthin und warnt Turgon vor dem Ende seines Königreichs.
Er heiratet später Turgons Tochter Idril Celebrindal. Beim Angriff auf Gondolin, das vollständig zerstört wird, fliehen sie mit den wenigen Überlebenden zu den Sirionmündungen. Ihr Sohn ist Earendil der Seefahrer, Vater von Elros und Elrond.
Als Tuor das Alter spürt, kommt seine Sehnsucht nach den Weiten des Meeres wieder auf und er erbaut das große Schiff Earráme „Meeresschwinge“, das ihn und Idril Celebrindal nach Valinor trägt.

#### Túrin
Túrin Turambar, der im Ersten Zeitalter geboren wird, ist der Sohn von Húrin Thalion, König von Dor-lómin, und dessen Frau Morwen. Sein Vater Húrin wird in der Schlacht der Ungezählten Tränen (Nirnaeth Arnoediad) gefangen genommen. Weil er dem Willen Morgoths trotzt, verflucht dieser Húrins Familie.
Als Húrin aus der Nirnaeth nicht zurückkehrt, schickt Morwen Túrin nach Doriath zu König Thingol, um sein Leben vor den Ostlingen zu retten, die Dor-lómin bald darauf besetzen. Dort wird Túrin aufgezogen und in Ehren gehalten. Nach Streitigkeiten, bei denen ein am Hofe lebender Elb den Tod findet, flieht Túrin aus Doriath, weil er nicht mit einem gerechten Urteil Thingols rechnet. Er wird der Anführer einer Bande von Gesetzlosen und nennt sich Neithan „der Gekränkte“ – der erste von vielen Decknamen Túrins. Thingol sendet Túrins Freund Beleg aus, um Túrin zu finden und zurückzuholen, aber als er ihn endlich gefunden hat, weigert Túrin sich zurückzukehren. Er und seine Männer nehmen den Kleinzwerg Mîm gefangen, beziehen in dessen Höhlen Quartier und säubern in den nächsten Jahren zusammen mit Beleg die Gegend von Orks. Túrin nennt sich nun Gorthol „Schreckenshelm“ nach dem Drachenhelm von Dor-lómin, einem Erbstück seiner Familie, den er dabei trägt. Später wird er von Mîm verraten und von Orks gefangen genommen. Er wird von Beleg und Gwindor gerettet, erschlägt dabei aber Beleg, den er für einen Ork hält. Mit Gwindor geht Túrin nach Nargothrond, wo er sich Agarwaen, Umarths Sohn „der Blutbefleckte, Sohn des Unglücks“ nennt. Er wird zu einem großen Krieger Nargothronds und zum Vertrauten König Orodreths; Túrin und Orodreths Tochter Finduilas verloben sich. Von den Elben in Nargothrond wird Túrin Mormegil „Schwarzes Schwert“ genannt, nach seinem Schwert Gurthang, das eine schwarze Klinge hat und bei dem es sich um das neu geschmiedete Schwert Belegs, Anglachel, handelt. Er bewegt Orodreth dazu, wieder offen Krieg gegen Morgoth zu führen; durch diesen unweisen Ratschlag besiegelt er Nargothronds Schicksal.
Túrin kämpft tapfer in der Schlacht von Tumhalad, doch als er ins zerstörte Nargothrond zurückkehrt, fällt er unter den Bann des Drachen Glaurung. Darum folgt er nicht der von Orks verschleppten Finduilas (die daher getötet wird), sondern geht nach Dor-lómin, um seine Mutter und seine Schwester zu suchen. Als er sie dort nicht findet und erkennt, dass er getäuscht worden ist, tötet er im Zorn viele Ostlinge; aus Furcht vor deren Rache tötet sich eine Verwandte Túrins. Mehrere Jahre lebt Túrin danach verborgen bei den Menschen in den Wäldern Brethils. Er nennt sich mit bitterer Ironie Turambar „Meister des Schicksals“. Im Jahre 500 heiratet er das Mädchen Níniel, das er in den Wäldern aufgelesen hat. Er weiß nicht, dass es sich dabei in Wirklichkeit um seine Schwester Nienor handelt, die er noch nie gesehen hat und die durch Glaurung ihr Gedächtnis verloren hat. Im folgenden Jahr, Nienor ist inzwischen von ihrem Bruder schwanger, bedroht Glaurung Brethil, und Túrin tötet ihn. Doch die Tücke des sterbenden Drachen bringt Túrin dazu, Brandir zu erschlagen, den Anführer der Menschen von Brethil. Nach dem Tod des Drachen erkennt Nienor ihren Mann als ihren Bruder und stürzt sich in den Fluss Teiglin. Túrin stürzt sich daraufhin in sein eigenes Schwert, das dabei zerbricht. Über seinem Grab wird der Stein der Unglücklichen errichtet. Damit hat sich Morgoths Fluch erfüllt. An einer Stelle in Tolkiens unveröffentlichten Texten findet sich der Hinweis, dass Túrin in der letzten Schlacht am Ende der Welt Morgoth töten wird, da er von allen am meisten unter ihm erlitten hat.
Túrin ist in Tolkiens Erzählungen ein tatsächlich „tragischer Held“, nachdem er mehrere Male tragisch verstrickt eigene Freunde erschlägt oder in den Tod treibt und seine eigene Schwester heiratet. Seine Geschichte zeigt Ähnlichkeiten mit der des griechischen Ödipus, aber auch mit Kullervo aus der Kalevala, aus der Tolkien viele Inspirationen bezog, und mit der Siegfried-Sage.

### Númenórer
Zu den Númenórern gehören alle, die einst von den Valar gesegnet wurden, welche ihnen die Insel Númenor schenkten, die sie eigens aus den Tiefen des Meeres erhoben. Die Insel lag westlich von Mittelerde und wird daher auch Westernis genannt. Die Númenórer sind mit einem langen Leben gesegnet.
Als Sauron die Númenórer zum Krieg gegen die Valar und die Elben aufstachelte, führte das zum Untergang der Insel Númenor. Die meisten Überlebenden waren jene, die sich treu zu den Valar verhielten und daher die „Getreuen“ genannt wurden. Sie gründeten in Mittelerde die Königreiche Arnor und Gondor. Eine andere Gruppe blieb Sauron treu und wurde auch als „dunkle“ oder „schwarze“ Númenórer bezeichnet.

#### Elros
Elros (Q.) „Sternengischt“ (* 532 E. Z.; † 442 Z. Z.) ist der Sohn von Earendil und Elwing und Zwillingsbruder Elronds. Er ist einer der Halbelben. Er wird in Arvernien geboren. Beim Überfall auf die Sirion-Mündungen wird er von Feanors Söhnen gefangen genommen. Diese Tat bereut Maglor aber und gibt den Gefangenen wieder die Freiheit.
Als Halbelb kann er zwischen einem menschlichen und einem elbischen Leben wählen. Am Ende des Ersten Zeitalters entscheidet er sich dafür, zu den Menschen gezählt zu werden, und wird unter dem Namen Tar-Minyatur erster König von Númenor, das er 410 Jahre lang regiert. Während seiner Regentschaft erbaut er unter anderem den Turm und die Zitadelle von Armenelos.

#### Ar-Pharazôn
Ar-Pharazôn „der Strahlende“ ist der letzte, mächtigste und stolzeste König des Inselreichs Númenor. Im Jahr 3255 Z. Z. nimmt er nach dem Tod Tar-Palantirs dessen Tochter zur Frau – gegen ihren Willen und gegen das Gesetz Númenors – und erlangt so die Macht. Als Sauron für sich den Titel des Königs der Menschen beansprucht, sammelt Ar-Pharazôn das Heer Númenors und segelt mit seiner Flotte nach Mittelerde, um Sauron zu unterwerfen. Die Macht der Númenórer zu dieser Zeit ist so groß, dass Sauron sich selbst auf seine stärksten Diener nicht mehr verlassen kann. Da er somit das gegnerische Heer im Kampf nicht besiegen kann, unterwirft er sich und willigt ein, als Gefangener nach Númenor zu gehen. Dort gewinnt er schon bald das Vertrauen des Königs und seiner Räte. Unter Saurons Einfluss wird Ar-Pharazôn zum mächtigsten Tyrannen, den die Welt seit Morgoth gesehen hat. In seinem Wahn und seiner Angst vor dem Tod stellt er sich letztlich sogar gegen die Valar und versucht, ihnen das Geheimnis der Unsterblichkeit zu entreißen. Er führt eine gewaltige Armee nach Aman, um die Valar zu bekriegen. Als er jedoch seinen Fuß auf Aman setzt, führt er damit den Untergang Númenors herbei. Ar-Pharazôn und seine Soldaten werden unter zusammenstürzenden Bergen begraben und vernichtet. Númenor wird vom Meer verschlungen und nur wenige entkommen dem Untergang, darunter Elendil und seine Söhne Isildur und Anárion.
Als Ar-Pharazôn gegen Aman zieht, legen die Valar das einzige Mal in der Geschichte die Herrschaft über Arda nieder.

#### Elendil
Elendil (Q.) „Elbenfreund“, welcher auch der Lange und der Getreue genannt wird, ist ein Númenorer, der nach dem Untergang Númenors nach Mittelerde kommt und das Nördliche Königreich Arnor gründet, während seine Söhne Isildur und Anárion im Süden Gondor gründen. Sein Vater ist Amandil „Freund Amans“, der letzte Herr von Andúnië und Führer der Getreuen von Númenor, also derer, die sich der Elben- und Valar-feindlichen Haltung des Königs widersetzen.
Elendils Macht beruht auf dem Wissen und den Schätzen, die er aus Númenor retten kann, seiner Freundschaft zu Gil-galad, dem letzten Hohen König der Noldor von Lindon und seinen Gefolgsleuten, den Dúnedain „West-Menschen“ oder Elendeli „Elbenfreunde“, die schon in Mittelerde leben oder mit ihm von Númenor geflohen sind. Seine Hauptstadt ist Annúminas „Turm des Westens“, die er am Ufer des Nenuial „Abendrot-See“ erbaut.

“Et Earello Endorenna utúlien. Sinome maruvan ar Hildinyar tenn’ Ambar-metta.”

„Aus dem Großen Meer bin ich nach Mittelerde gekommen. An diesem Ort wollen ich und meine Erben bleiben bis zum Ende der Welt.“

Elendil wird auch der Lange genannt, weil er selbst unter den hochgewachsenen Númenórern erstaunlich groß ist (angeblich misst er zwei Meter vierzig). Trotz dieser Hünengestalt ist er eher ein Gelehrter als ein Krieger. Die Akallabêth (Die Versunkene), die Geschichte über Númenor, soll zu großen Teilen sein Werk sein. Den Untergang Númenors bedauert er zeitlebens und mit Hilfe seiner Palantíri schaut er oft über das Meer nach Westen.
Erst in seinen letzten Jahren gewinnt er auch kriegerischen Ruhm. Sauron greift Gondor, das Reich von Elendils Söhnen, an und erobert Minas Ithil (das später zu Minas Morgul wird). Elendil und Gil-galad schließen das Letzte Bündnis zwischen Elben und Menschen und führen ein mächtiges Heer nach Süden, um Gondor beizustehen. Auf der Dagorlad tragen sie den Sieg davon und ziehen anschließend gegen Barad-dûr, Saurons dunkle Festung. Nach siebenjähriger Belagerung kommt es zum entscheidenden Kampf mit Sauron. Dabei werden Elendil und Gil-galad getötet, aber auch Sauron wird besiegt. Elendils Sohn Isildur schneidet ihm mit dem abgebrochenen Heftstück von Narsil, dem Schwert Elendils, das bei seinem Tod unter ihm zerbricht, den Einen Ring von der Hand.
Elendil wird am Berg der Ehrfurcht bestattet. Sein Grab wird auf Befehl von Isildur geheim gehalten, der die Anweisung und die Kenntnis vom Grab an seinen Nachfolger Meneldil weitergibt, und von diesem weiter in die nachfolgenden Generationen von Herrschern Gondors. Das Grab gilt als Mittelpunkt des Königreichs des Südens. Dort schenkt Cirion den Rohirrim das Land, welches sie Calenardhon nennen, und Eorl leistet den Eid auf immerwährende Freundschaft mit dem Volk Gondors.

#### Isildur
Isildur (Q.) ist Elendils Sohn. Er flieht zusammen mit seinem Vater und seinem Bruder Anárion im Jahre 3319 Z. Z. aus dem untergehenden Númenor. Die Brüder werden die ersten Könige Gondors. Isildur regiert in Minas Ithil, bis dieses im Jahre 3429 von Sauron eingenommen wird. In der Schlacht von Dagorlad im Jahr 3434 Z. Z. gelingt es Isildur, den Einen Ring vom Finger Saurons zu schneiden und ihn damit zu besiegen. Er verfällt aber der Macht des Ringes und weigert sich, ihn zu zerstören. Wenige Jahre später gerät er bei den Schwertelfeldern in einen Hinterhalt und wird von Orks erschossen, als ihm der Ring bei seinem Fluchtversuch über den Fluss Anduin vom Finger rutscht und ihn damit wieder sichtbar werden lässt.

#### Anárion
Anárion (Q.) „Sohn der Sonne“ (* 3219 Z. Z.; † 3440 Z. Z.) ist ein Sohn Elendils des Langen und der Bruder Isildurs.
Nach dem Untergang Númenors landet Anárion mit Isildur im Süden von Mittelerde, wo sie das Königreich Gondor gründen, welches sie gemeinsam von Osgiliath aus regieren. Anárion gründet Minas Arnor, das spätere Minas Tirith.
Schon bald wird Gondor von Sauron attackiert. Als Minas Ithil von Saurons Truppen eingenommen wird, flieht Isildur nach Arnor. Bei der Einnahme von Minas Ithil geht der dort verwahrte Palantir verloren und gelangt so in Saurons Besitz.
Anárion bleibt in seinem Königreich und verteidigt es erfolgreich gegen Saurons Angriffe, bis Isildur, Elendil und Gil-galad mit den Heeren des Letzten Bündnisses Gondor erreichen. Anárion schließt sich dem Bündnis an und wird während der Belagerung Barad-dûrs von einem herabfallenden Stein erschlagen.
Sein Sohn Meneldil folgt ihm auf den Thron Gondors.

### Saurons Mund
Saurons Mund war einer der schwarzen Númenórer. Er stammte von den Nachfahren der Númenórer in den Kolonien der Haradwaith ab und trat in Saurons Dienste, als der dunkle Turm wieder mächtiger wurde. Seinen Namen hatte er vergessen. Im Dienste Saurons wurde er ein mächtiger Hexenmeister, der sein Leben durch schwarze Magie beträchtlich verlängerte, trotzdem blieb er ein sterblicher Mensch und war kein Nazgûl oder Untoter anderer Art. Er galt als grausam und verschlagen und wurde aufgrund seines bösen Willens und seines Scharfsinns nicht nur der Statthalter des Turms von Barad-dûr, sondern galt als der ranghöchste von Saurons menschlichen Dienern. Er starb vermutlich beim Untergang Saurons oder in der folgenden Schlacht.
Im Film Der Herr der Ringe: Die Rückkehr des Königs (Extended Version) schlägt Aragorn ihm vor der Schlacht am schwarzen Tor den Kopf ab.

### Dúnedain
Die Dúnedain „Menschen des Westens“ sind die Edain, die zu Beginn des Zweiten Zeitalters nach Númenor auswandern, einer Insel, die ihnen von den Valar als Lohn für ihre Unterstützung im Kampf gegen Melkor geschenkt wurde. Nur wenige von ihnen entkommen jedoch dem Untergang Númenors, den sie selbst herbeigeführt haben. Dies sind die Getreuen, die dem Elbenfreund Elendil folgen und die sogenannten schwarzen Númenórer, die sich später von diesen abwenden und eigene Ziele verfolgen. Die Getreuen gründen die zwei Königreiche Arnor und Gondor, während die schwarzen Númenórer sich in Umbar ansiedeln. Die Dúnedain werden wie die Königreiche in zwei Gruppen aufgeteilt. Die Dúnedain des Nordens, auch als Waldläufer bekannt, zu denen zur Zeit des Ringkrieges auch Aragorn gehört, und die Dúnedain von Gondor, deren Hauptmann Faramir ist.
Die Dúnedain sind anderen Menschen nicht nur geistig und körperlich weit überlegen, sie haben auch eine viel höhere Lebenserwartung als die Menschen, deren Vorfahren nicht auf Númenor weilten. Sie können jedoch ebenso wie diese dem Bösen verfallen, wie man es von den schwarzen Númenórern sagt.

#### Arvedui
Arvedui (* 1864 D. Z.; † 1975 D. Z.) ist seit 1964 D. Z. der letzte König von Arthedain. Im Jahr 1944 D. Z. erhob er Anspruch auf die Krone von Gondor. Er war mit Fíriel, der Tochter Ondohers, dem König von Gondor, verheiratet. Ondoher und seine beiden Söhne waren zudem kurz zuvor im Kampf gefallen. Der Rat von Gondor wies jedoch den Anspruch zurück. Am Ende des Dritten Zeitalters erhob Aragorn als Nachfahre Arveduis und Fíriels erneut Anspruch auf Gondor.
In Arveduis Regierungszeit beginnt der Hexenkönig von Angmar erneut damit Arnor anzugreifen. Die wichtigsten Festungen Arnors, der Amon Sûl und Fornost, welche beide Aufbewahrungsorte eines Palantir sind, fallen. Arvedui kann jedoch mit den Palantiri nach Norden in die Forodwaith fliehen und wird von den Lossoth aufgenommen. Círdan, der von Arveduis Sohn Aranarth von seiner Lage erfahren hatte, sendet ihm ein Schiff nach Norden. Trotz Warnungen der Lossoth besteigt Arvedui das Schiff und geht mit diesem und den zwei Palantiri in der Eisbucht von Forochel unter.
Sein Sohn Aranarth nahm die Krone Arthedains nicht an, sondern wurde der erste Stammesführer der Dunedain.

#### Aragorn
Aragorn II. Elessar (* 1. März 2931 D. Z.; † 1. März 120 V. Z.), Sohn Arathorns II., ist ein Anführer der Dúnedain in Eriador und ein Nachfahre von Isildur. Er ist der Erbe der Königswürde von Gondor und Arnor.
Als Aragorn zwei Jahre alt ist, wird sein Vater Arathorn im Kampf gegen Orks durch einen Pfeil getötet. Aragorn und seine Mutter Gilraen kommen nach Bruchtal, wo Elrond die Rolle eines Vaters für Aragorn übernimmt. Um ihn vor dem Feind zu schützen, der nach dem Erben Isildurs sucht, wird seine wahre Identität verschleiert und er wird nur noch Estel „Hoffnung“ genannt. Erst als Aragorn 20 Jahre alt wird, nennt Elrond ihm seinen richtigen Namen und eröffnet ihm seine Bestimmung.
In Bruchtal begegnet Aragorn kurz darauf zum ersten Mal Elronds Tochter Arwen Undómiel und verliebt sich in sie. Elrond sagt Aragorn jedoch, dass er Arwen an keinen Geringeren als den König von Arnor und Gondor geben würde. Aragorn verlässt Bruchtal und bereist viele Gegenden Mittelerdes, um sich auf seine schwere Aufgabe vorzubereiten. In dieser Zeit wird er ein Freund Gandalfs. Während seiner gefährlichen Reisen und in seiner oft langen Abwesenheit lässt er das Auenland durch die Dúnedain bewachen.
Unter dem Namen Thorongil dient Aragorn unter anderem Ecthelion, dem Statthalter Gondors und Vater Denethors, als Heerführer. Durch strategisches Geschick vernichtet er nahezu die gesamte Flotte der Korsaren von Umbar und verdient sich dadurch großen Ruhm in Gondor. Er verlässt den Hof von Gondor, als Denethor an die Macht kommt, der zu ahnen scheint, wer der mysteriöse Feldherr wirklich ist.
Nachdem er von Gandalf erfahren hat, dass der Eine Ring gefunden worden ist, spürt er Gollum auf, als dieser aus Mordor zurückkehrt. Während Gandalf von Saruman aufgehalten wird, trifft die Gemeinschaft der Hobbits um Frodo in Bree auf Aragorn. Er offenbart sich ihnen unter dem Namen Streicher (im Original strider) und führt sie durch die Sümpfe und über die Berge nach Bruchtal, wo er an Elronds Rat teilnimmt und anschließend als einer der Neun Gefährten mit Frodo und dem Ring nach Süden aufbricht. Nach Gandalfs Sturz in Moria führt er die Gemeinschaft des Ringes bis zu deren Zerfall in Parth Galen. Im folgenden Ringkrieg übernimmt er nach der siegreichen Schlacht auf dem Pelennor den Oberbefehl des Heers des Westens im letzten Kampf gegen Sauron.
Nach Ende des Ringkrieges wird er unter dem Namen Elessar „Elbenstein“ zum König des wiedervereinten Königreiches von Arnor und Gondor gekrönt. Er heiratet Arwen, die für ihn ihre Unsterblichkeit aufgibt. Sie schenkt ihm einen Sohn, Eldarion „Elbensohn“, sowie mehrere Töchter.
Sein Königsname Elessar wurde ihm von Galadriel geweissagt. Die Menschen von Minas Tirith gaben ihm diesen Namen nach der Schlacht auf dem Pelennor aufgrund seiner Smaragdbrosche. Als Namen seiner Dynastie erwählte er Telcontar, was das Quenyaäquivalent für Streicher, seinen Namen in Bree, ist.
Im Rahmen der Neuordnung des neuen vereinten Königreichs von Gondor und Arnor wird auch der Orthanc wieder in Besitz genommen, wo künftig wieder der dort von Saruman benutzte Palantir aufbewahrt werden soll. Bei der Durchsuchung des Turms werden zahlreiche von Saruman und Grima gestohlene Wertgegenstände entdeckt. In einer verborgenen Kammer findet man zudem zwei Gegenstände, die Saruman offenbar auf der Suche nach dem Einen Ring entdeckt hat: die Kapsel, in der Isildur einst den Einen Ring um den Hals trug, sowie den Elendilmir, einen weißen Stein aus elbischem Kristall auf einem Stirnreif aus Mithril, den Isildur als Zeichen der Königswürde des Nördlichen Königreichs trug.
Aragorns Schwert Andúril ist aus den Bruchstücken des legendären Narsil geschmiedet, Elendils Schwert, das bei seinem Tod am Ende des Zweiten Zeitalters unter ihm zerbricht und mit dessen abgebrochener Klinge Isildur den Ring vom Finger Saurons schneidet.
Aragorn stirbt schließlich nach 120 Jahren Herrschaft über das Vereinigte Königreich eines natürlichen Todes. Es kann mit Recht gesagt werden, dass in ihm der Adel der alten Númenórer wiedererstarkt war, denn er hatte seit Jahrtausenden eine der längsten Lebensspannen aller Menschen. Er war zudem sehr weise und wusste um viele Dinge in Mittelerde, sicher auch ein Resultat seiner langen Wanderungen. Er besaß weiterhin die Gabe der Hellsicht. Während seiner Herrschaft erblühte das Königreich und wurde so groß und stark wie nie zuvor.
Weitere Namen:
- Dúnadan (S.) „Mensch des Westens“; wegen seiner Abstammung von den Númenórern.
- Estel (S., Q.) „Hoffnung“; der Name, den er von Elrond bekam, als er bei ihm aufwuchs.
- Elessar (Q.) „Elbenstein“ unter diesem Namen würde er König von Arnor und Gondor.
- Telcontar (Q.) „Streicher“, der Name, den er für seine Dynastie wählt. Tar Elessar Telcontar (Q.) „König Elbenstein, der Schreiter“, wohl auch, weil es ein langer Weg war, bis er sein Ziel erreichte.
- Thorongil (S.) „Sternenadler“ ist ein Deckname, den er zum Andenken an seinen Vater Arathorn (S.) „Königsadler“ wählt und unter dem er in jungen Jahren sowohl König Thengel von Rohan, als auch Ecthelion II, dem Statthalter Gondors und Vater Denethors dient.
- Envinyatar (Q.) „der Erneuerer“, ein Name, den er in den Häusern der Heilung erhält, weil er es vermag, Menschen nur mit Hilfe seiner Hände und dem Königskraut Athelas von Verletzungen und dem Schwarzen Hauch zu heilen.

### Menschen aus Gondor

#### Denethor
Denethor II., Sohn Ecthelions II., ist der 26. Truchsess (Statthalter) von Gondor. Er lebt von 2930 bis zum 15. März 3019 D. Z. Im Jahre 2976 hat er Finduilas, die Schwester Fürst Imrahils aus Dol Amroth geheiratet, die ihm zwei Söhne schenkt. Diese beiden Söhne Boromir und Faramir spielen im Herrn der Ringe eine tragende Rolle.
Denethor wird als kühn und tapfer, aber auch weitsichtig und klug geschildert. Nach Gandalfs Aussagen fließt in seinen Adern fast reines, númenórisches Blut – wie auch bei seinem Sohn Faramir, nicht dagegen bei Boromir. Seit seinem Amtsantritt im Jahr 2984 liegt ihm vor allem das Wohlergehen Gondors am Herzen, aber ebenso sehr der Machterhalt für ihn und seinen Sohn Boromir, als nächstem Truchsess. Doch schon bald darauf stirbt seine geliebte Frau Finduillas an einer unheilbaren Sehnsucht nach dem Meer, an dem sie geboren wurde, welches sie aber nicht besuchen darf, da Denethor um ihre Sicherheit besorgt ist, denn die Küste wird zu dieser Zeit besonders stark von den Korsaren aus Umbar heimgesucht. Nicht zuletzt durch diesen Verlust ist Denethor zur Zeit des Ringkrieges ein harter und teilweise verzweifelter Mann, der keine Schwäche duldet.
Wahrscheinlich erfährt er durch den Palantír von Minas Tirith, der dabei vermutlich von Sauron beeinflusst wird, von Aragorn, dem Erben Isildurs und Thronanwärter, den er bereits Jahre zuvor unter dem Namen Thorongil kennengelernt hatte, als dieser unter seinem Vater Ecthelion diente, und dessen Stärke und Ausstrahlung er somit nur zu gut kennt.
Der Tod Boromirs, von dem er zunächst durch das geborstene Horn von Gondor erfährt, erschüttert ihn zutiefst, da er seinem jüngeren Sohn Faramir nicht die Führungsqualitäten seines Bruders zutraut und befürchtet, dass dieser nicht in der Lage sein wird, sich Aragorn entgegenzustellen, wodurch die Herrschaft ihres Hauses in Gondor endet.
So will er lieber sterben, als Gondors Niederlage mit anzusehen oder die Rückkehr eines rechtmäßigen Königsanwärters zu akzeptieren. Daher versucht er, sich und seinen schwer verwundeten Sohn Faramir auf einem Scheiterhaufen zu verbrennen, weil für ihn eine Unterwerfung niemals in Frage kommt. Während Faramir gerettet wird, stirbt der wahnsinnig gewordene Denethor im Feuer.

#### Boromir
Boromir wird im Jahr 2978 D. Z. als ältester Sohn Denethors II. (Truchsess von Gondor) und dessen Frau Finduilas von Dol Amroth geboren. Boromir wird als stolzer und hochgewachsener Mensch beschrieben, der sich vor allem im Kampf durch Mut, Kraft und Geschicklichkeit auszeichnet. Nach einem prophetischen Traum, den auch sein jüngerer Bruder Faramir träumt, reist er nach Bruchtal, um sich den Traum deuten zu lassen.
Als ältester Sohn und Erbe des Truchsessen trägt er das Horn von Gondor. Er begleitet die Gemeinschaft des Ringes bis zu den Rauros-Fällen. Dort kommt es zu einem Streit zwischen ihm und Frodo Beutlin, bei dem er versucht, den Ring gewaltsam an sich zu nehmen. Er ist mehr und mehr vom Ring besessen, den er nicht als Gefahr, sondern vielmehr als mächtige Waffe sieht, die man nicht vernichten darf. Seine Tat hat den Bruch der Gemeinschaft zur Folge. Frodo trennt sich von der Gemeinschaft, indem er sich mit dem Ring unsichtbar macht und flieht. Boromir erkennt zu spät seine Verblendung. Er versucht, seinen Fehler wiedergutzumachen, und wird durch eine Vielzahl von Orkpfeilen getötet, als er Merry und Pippin vergeblich gegen eine Übermacht von Orks und Uruk-hai verteidigt.
Boromir wird von den verbliebenen Gefährten Aragorn, Legolas und Gimli zusammen mit seinen Waffen und dem Horn von Gondor in einem Boot bestattet. Sein jüngerer Bruder Faramir sieht das Bestattungsboot später auf dem Anduin gen Süden treiben. Das Horn wird, in zwei Teile zerborsten, ans Ufer geschwemmt und zu seinem Vater Denethor gebracht, der daraufhin in tiefe Trauer fällt.

#### Faramir
Faramir ist der zweite Sohn von Denethor II., Truchsess (Statthalter) von Gondor und Finduilas von Dol Amroth, er lebt vom Jahr 2983 D. Z. bis zum Jahr 83 V. Z. Als er fünf Jahre alt ist, stirbt seine Mutter, was zur Folge hat, dass sich sein Vater Denethor sehr verschließt und all seine Liebe scheinbar seinem älteren Sohn Boromir schenkt. Davon erfährt auch Gandalf (Mithrandir), der sich daraufhin zeitweise um Faramir kümmert und ihn in den Geschichten und Liedern Mittelerdes unterweist. Diese Verbindung wird von Denethor nicht besonders gern gesehen, da er Gandalf nicht vertraut und denkt, dass sein Sohn dadurch verweichlicht würde. Daher muss Faramir bereits mit zehn Jahren in den Wachdienst des Palastes eintreten.
Im Ringkrieg ist Faramir zunächst Hauptmann der Waldläufer von Ithilien und gilt als einer der besten menschlichen Bogenschützen seiner Zeit. Nach dem Tod seines geliebten älteren Bruders Boromir, um den er sehr trauert, wird er an dessen Stelle Heerführer von Gondor. Im Gegensatz zu seinem Bruder kann er, als ihm Frodo begegnet, der Versuchung widerstehen, den Ring an sich nehmen zu wollen. Als Denethor II. vom Tode Boromirs erfährt, wünscht er sich, Faramir wäre stattdessen gestorben, wohl auch, weil er selbst es war, der Boromir nach Imladris entsandte und nicht Faramir, der ihn darum gebeten hatte, selbst dorthin gehen zu dürfen. Er schickt Faramir in die aussichtslose Schlacht um Osgiliath, in der er von einem vergifteten Pfeil der Südländer (Haradrim) schwer verletzt wird.
Sein Vater ist über die scheinbar tödliche Verwundung Faramirs so bestürzt, dass er beschließt, sich selbst und Faramir zu verbrennen. Während Faramir mit Beregonds und Pippins Hilfe von Gandalf gerettet wird, stirbt Denethor auf seinem eigenen Scheiterhaufen. Faramir wird dadurch zum neuen Truchsess von Gondor, ist aber weder ansprechbar noch handlungsfähig. Erst als Aragorn nach der Schlacht auf dem Pelennor heimlich zu den Häusern der Heilung kommt und Faramir durch die „Hände eines Königs“ ins Leben zurückruft, beginnt er zu genesen.
Während seiner Genesung begegnet Faramir Éowyn und verliebt sich in sie. Sie heiraten am 10. August 3019 nach dem Ende des Ringkrieges. Als Aragorn König von Arnor und Gondor wird, ernennt er Faramir zum Statthalter Gondors und Fürsten von Ithilien.

#### Beregond
Beregond ist ein Angehöriger der Stadtwache von Minas Tirith zur Zeit des Ringkrieges. Er ist der Vater von Bergil, einem Jungen, mit dem Pippin einige Zeit in Minas Tirith verbringt. Als Denethor sich zusammen mit seinem Sohn Faramir verbrennen will, wird Beregond von Pippin alarmiert. Daraufhin verlässt er seinen Posten und kämpft sich zur Grabstätte der Statthalter durch. Dabei muss er die Wache töten. Anschließend kämpft er gegen Denethors Helfer, um Faramir zu retten. Schließlich gelingt es Gandalf, Faramir zu retten. Aragorn spricht nach seiner Krönung ein Urteil über Beregond: Aufgrund seiner Tapferkeit und seiner Liebe zu Faramir soll er nicht bestraft werden. Doch muss er aus der Wache der Stadt ausscheiden, um der Weißen Schar zugeteilt zu werden, der Wache des neuen Statthalters Faramir. Als ihr Hauptmann soll er in Ehren und Frieden Faramir dienen, für den er so viel gewagt hat.

#### Cirion
Cirion ist herrschender Truchsess in Gondor zwischen 2489 und 2567 D.Z. und schließt nach der Schlacht auf der Ebene von Celebrant 2510 D.Z. das immerwährende Bündnis mit Eorl, dem Anführer der Rohirrim. In Erfüllung dieses Schwurs führt König Theoden sein Heer 509 Jahre später zur Schlacht auf dem Pelennor. Cirion gilt als kluger und weiser Herrscher, da er durch die Schenkung der durch die ständigen Kriege ohnehin weitgehend entvölkerten später so genannten Riddermark sein eigenes Reich an der Nordgrenze stabilisierte. Allerdings legt er mit diesem Bund gleichzeitig den Grundstein für die immerwährenden Konflikte zwischen den zugewanderten Rohirrim und den Resten der ursprünglichen Bevölkerung, die ebenfalls Anspruch auf das Gebiet erheben, was letztlich dazu führt, dass Teile davon sich Saruman bei seinem Krieg gegen die Nordländer anschließen.

### Menschen aus Thal

#### Girion
Girion war Fürst von Thal und der umliegenden Ländereien bis zum Jahr 2770 D.Z., als der Drache Smaug den Einsamen Berg angriff und zuvor die Stadt Thal zerstörte. Girion starb bei dem Versuch, Smaug zu töten und seine Stadt zu retten. Nach dem Überfall des Drachen verließen die Überlebenden die zerstörte Stadt, der Großteil von ihnen ließ sich in der nahegelegenen Seestadt Esgaroth nieder.

#### Bard
Bard (auch Bard der Bogenschütze genannt) wächst als Nachkomme Girions, des letzten Königs von Thal, in der Seestadt Esgaroth auf. Als versierter Bogenschütze ist er Mitglied der Stadtwache des Bürgermeisters. Diesem ist er aufgrund seiner allgemeinen Beliebtheit als möglicher Aufwiegler und Volksheld ein Dorn im Auge. Als der Drache Smaug im Jahre 2941 D.Z. die Seestadt angreift und nahezu vollständig zerstört, wird dieser von Bard mit einem schwarzen Pfeil getötet. Danach führt er die Überlebenden nach Thal und ist Anführer der Menschen in der Schlacht der fünf Heere. Nach der Schlacht wird Bard König des neu gegründeten Königreiches von Thal. Nach seinem Tod im Jahre 2977 D.Z. folgt sein Sohn Bain ihm auf den Thron.

#### Bain
Bain ist der Sohn des Drachentöters Bard und wird nach dem Tod seines Vaters im Jahre 2977 D.Z. neuer König von Thal. Nach seinem Tod wird sein Sohn Brand König von Thal.

### Rohirrim
Die Rohirrim sind ein Reitervolk, das im Lande Rohan nordwestlich von Gondor lebt. Sie selbst nennen sich Eorlingas („Söhne Eorls“). Von ihren Feinden, den Dunländern, werden sie als Forgoil („Flachsköpfe“) bezeichnet.
Die Rohirrim sind Nachkommen der Éothéod und entfernt stammesverwandt mit den Dúnedain. Das von ihnen bewohnte Gebiet gehörte ursprünglich den Dunländern und wurde den Rohirrim einst von Gondor zum Dank für erwiesene Kriegsdienste gegen die Wagenfahrer gegeben. Dies erklärt den Rachedurst der Dunländer, die Saruman für seine Zwecke einzuspannen weiß. Die Rohirrim leben in Rohan in kleinen verstreuten Dörfern und betreiben neben anderen ländlichen Gewerben vor allem die Pferdezucht. Ihre Pferde gelten als die besten von ganz Mittelerde; selbst bei den Rappen der Schwarzen Reiter handelt es sich um aus Rohan gestohlene Pferde.
Die meisten der Rohirrim sind hochgewachsen, haben lange blonde Haare und blaue Augen. Sie verstehen nicht viel von den Künsten, Handwerken und Wissenschaften, die in Gondor gepflegt werden. Gefürchtet sind die Éored (Schwadronen) ihrer Reiterei, die mit grimmigen Stabreim-Gesängen in die Schlacht ziehen.
Die meisten Rohirrim beherrschen Westron. Unter sich gebrauchten sie aber eine altertümliche Sprache, die mit dem Adûnaïschen verwandt ist.
Die Beschreibung ihrer Kultur und insbesondere ihrer Hauptstadt Edoras mit der Goldenen Halle Meduseld erinnert an die angelsächsische Kultur des 9. und 10. Jahrhunderts (mit einer erhöhten Bedeutung des Pferdes) und ähnelt insbesondere den Beschreibungen der Beowulfsage, in der Beowulfs Halle ebenfalls den Namen Meduseld trägt. Die Sprache der Rohirrim ist der zu dieser Zeit vorherrschenden angelsächsischen Sprache nachgebildet und beinahe mit ihr identisch.

#### Eorl „der Junge“
Eorl, Sohn des Léod, lebt vom Jahre 2485 D. Z. bis ins Jahr 2545 D. Z. und ist Fürst der nördlichen Menschen, die sich selbst die Éothéod nennen. Im Jahr 2510 D. Z. greifen Menschen aus dem Osten, die Balchoth, das Reich von Gondor an, während Orks zur selben Zeit vom Nebelgebirge aus angreifen. Gondors Statthalter Cirion bittet die Éothéod um Hilfe. Unverzüglich zieht Eorl seine Truppen zusammen und reitet zur Schlacht auf dem Feld von Celebrant. Seinem Reiterheer gelingt es, die Orks und Ostmenschen über den Fluss Limklar zurückzudrängen. Zum Dank und als Gegenleistung für Eorls Eid unverbrüchlicher Treue schenkt Gondors Statthalter Eorl die Provinz Calenardhon. Dieses Land wird in Gondor fortan als Rohan („Pferdeland“) bezeichnet, seine Bewohner als Rohirrim. Die Éothéod nennen ihr neu gewonnenes Reich die Riddermark, Eorl wird dort der erste König. Er nimmt sich die Altburg in der Ostfold als Hauptstadt.
Den Beinamen der Junge erhält er, weil er bis zu seinem Tod blondes Haar und rote Wangen hat. Zudem besteigt er den Thron seines Vaters bereits im Alter von sechzehn Jahren. Léod ist bei einem Sturz von einem Wildpferd gestorben und Eorl schwört, seinen Vater zu rächen. Er findet das Pferd, nennt es Felaróf und nimmt ihm zur Strafe für den Tod seines Vaters die Freiheit. Aus Felaróf entwickeln sich die Mearas, die Pferde des Königs. Eorl ist neben seinem Pferd im ersten Grabhügel der ersten Linie begraben.

#### Helm „Hammerhand“
Helm „Hammerhand“, Sohn des Gram, lebt vom Jahre 2691 D. Z. bis ins Jahr 2759 D. Z. und ist von 2741 D. Z. bis zu seinem Tod der neunte König der Mark. Im Jahr 2758 wird Rohan gleichzeitig von eindringenden Ostlingen und von Dunländern aus dem Westen attackiert. Gondor kann keine Hilfe entsenden. Rohan wird überrannt, die Bevölkerung flieht in die Berge. Helm wird in Edoras belagert, das letztendlich eingenommen wird. Helms Sohn Haleth fällt bei der Verteidigung der Hauptstadt, sein Vater flieht mit seinem Sohn Háma und allen aus seinem Volk, die der Versklavung entgangen sind, nach Helms Klamm. Ein langer Winter folgt und in Rohan bricht eine Hungersnot aus. Bei einem Versuch, Nahrung zu erbeuten, stirbt Háma, Helms letzter Sohn.
Der König verlässt mehrere Male die Burg, um sich in das Lager seiner Feinde zu schleichen, die ihn belagern, und tötet viele von ihnen. Einige Dunländer behaupten, er sei unverwundbar. Eines Nachts kehrt er jedoch nicht wieder zurück.
Währenddessen schart Fréaláf, der Neffe des Königs, einige Männer um sich. Von Dunharg aus überfällt er Edoras und tötet Wulf, den Anführer der Dunländer. Durch die einsetzende Schneeschmelze verwandelt sich das Entwassertal in einen Sumpf, in dem die Feinde zugrunde gehen. Auch Gondor entsendet nun Truppen nach Rohan, und 2759 D. Z. sind alle Feinde vertrieben. Da kein direkter Nachkomme Helms mehr lebt, wird sein Neffe Fréaláf zum König ernannt. Mit ihm beginnt die zweite Linie von Königen der Mark.

#### Théoden
Théoden (vom altenglischen þéoden „Fürst“), Thengels Sohn, aus dem Geschlecht von Eorl, (* 2948; † 3019 D. Z.) ist der 17. König von Rohan. Mit seiner Frau Elfhild hat er einen Sohn, seinen Thronerben Théodred. Nachdem Théodens Schwester Théodwyn kurz nach dem gewaltsamen Tod ihres Mannes Éomund stirbt, nimmt Théoden deren Kinder Éomer und Éowyn in die Goldene Halle Meduseld auf, so dass sie an seinem Hof in Edoras aufwachsen.
Gegen Ende des Dritten Zeitalters wird Théoden von seinem Ratgeber Gríma verraten, der im Auftrag des Zauberers Saruman handelt. Unter diesem Einfluss wird er massiv geschwächt und hört nur noch auf Grímas Einflüsterungen. In dieser Zeit stirbt sein Sohn Théodred bei Gefechten mit Truppen Sarumans an den Furten des Isen. Théoden wird schließlich von Gandalf geheilt und verbannt den verräterischen Gríma aus seinem Reich.
Danach erlangt er seine frühere Willensstärke zurück und führt die Rohirrim in den Krieg gegen Saruman. Dessen Armee aus Orks und Uruk-hai belagert den König und seine Reiter in Helms Klamm, wird aber besiegt. Théoden kommt dann, aus alter Bündnistreue, dem Truchsess von Gondor zu Hilfe, als Saurons Armeen die Stadt Minas Tirith belagern. Vor den Mauern der Stadt, in der Schlacht auf dem Pelennor, stirbt Théoden im Kampf mit dem Fürsten der Nazgûl, als sein Pferd Schneemähne, von einem Pfeil getroffen, stürzt und ihn unter sich begräbt. Er wird in Gondor aufgebahrt und in Rohan an der Seite seiner Vorfahren bestattet.
Thronfolger und 18. König von Rohan ist sein Neffe Éomer.

#### Éomer
Éomer („Pferde-Berühmt“, vom altenglischen éoh „Pferd“), Sohn Éomunds und Théodwyns, der Schwester Théodens, lebt vom Jahr 2991 D. Z. bis ins Jahr 63 V. Z. Éomund wird im Jahr 3002 von Orks getötet, auch Théodwyn stirbt bald danach. So werden ihre Kinder Éomer und Éowyn in König Théodens Haus aufgezogen. Zur Zeit des Ringkrieges ist Éomer 3. Marschall der Riddermark.
Saruman beeinflusst König Théoden mit Hilfe seines Spions Gríma, eines Ratgebers des Königs. Erst durch Gandalf wird Grímas Verrat aufgedeckt und Grima verjagt. Théoden ernennt Éomer daraufhin zum ersten Marschall der Riddermark und macht ihn damit zu seinem Erben und Thronfolger, nachdem sein Sohn kurz vorher im Kampf gefallen ist.
Éomer kämpft in der Schlacht von Helms Klamm und auf dem Pelennor und zieht mit Aragorn und den Heerführern des Westens als Anführer der Reiter von Rohan in die letzte Schlacht am Schwarzen Tor von Mordor.
Nach dem Tod Théodens auf dem Schlachtfeld vor Minas Tirith wird Éomer König von Rohan. Er heiratet Lothíriel aus Dol Amroth. Vor seinem Tod ruft er noch einmal Meriadoc Brandybock zu sich. Er stirbt schließlich im Alter von 93 Jahren.

#### Éowyn
Éowyn („Freude an Pferden“, vom altenglischen éoh „Pferd“; wyn „Freude“; * 2995 D. Z.) ist die Tochter von Éomund, Marschall der Mark, und König Théodens Schwester Théodwyn. Als sie ein kleines Kind ist, kommt ihr Vater während eines Ork-Angriffes ums Leben, ihre Mutter stirbt an der Trauer um ihren gefallenen Mann. König Théoden von Rohan nimmt sie und ihren älteren Bruder Éomer mit nach Rohan, wo sie unter seiner Obhut aufwachsen. Als Schildmaid von Rohan lernt sie neben den höfischen Tugenden auch zu kämpfen. Mit enormem Mut und Klugheit begabt, leidet sie darunter, als Frau nur auf „Heim und Herd“ festgelegt zu werden. Lange pflegt sie den gebrechlichen König, der unter den Einflüsterungen von Gríma zunehmend verfällt.
Sie begegnet Aragorn und verliebt sich unglücklich in ihn. Als aber dieser ihr sagt, dass es nur ein Schatten und Gedanke sei, den sie liebt, stirbt ihre Hoffnung. Als ihr Onkel Théoden, der von Gandalf geheilt wird, nach der Schlacht um Helms Klamm mit seinen Männern in den Krieg gegen Mordor zieht, verkleidet sie sich als Mann und nennt sich Dernhelm, um mitzukämpfen. In der großen Schlacht um Minas Tirith besiegt sie mit Merry den Hexenkönig von Angmar, den obersten der Nazgûl. Diesem war prophezeit worden, dass er „durch keines Mannes Hand würde fallen können“. Danach fällt sie in einen todesähnlichen Schlaf, von dem sie Aragorn heilt, wodurch dieser seinen Anspruch auf die Königswürde beweist. Sie trifft dann in Gondors Häusern der Heilung Faramir, den Truchsess von Gondor und späteren Fürsten von Ithilien, den sie nach dem Ringkrieg heiratet.

#### Gríma „Schlangenzunge“
Gríma, Gálmóds Sohn († 3019 D. Z.), ist der engste Ratgeber König Théodens von Rohan. Unter dem Einfluss Sarumans schwächt er seinen König und verhindert, dass dieser den bevorstehenden Krieg und die Bedrohung aus Sarumans Festung Isengart wahrnimmt. Außerdem stellt er Éowyn, der Nichte des Königs, nach und ist maßgeblich daran beteiligt, dass ihr Bruder Éomer aus Meduseld, der Goldenen Halle von Rohan, verbannt wird.
Etwa zu der Zeit, als Frodo aus Beutelsend aufbricht, um das Auenland zu verlassen, wird Gríma auf dem Weg nach Isengart von einigen Nazgûl unter Führung des Hexenkönigs abgefangen. Er rettet sein Leben, indem er Saruman an die Nazgûl verrät und steht fortan, ohne Wissen Sarumans, in deren Diensten. Damit wird er zum doppelten Verräter und trägt zum Untergang Sarumans bei. Von Saruman wird er trotz der für ihn geleisteten Dienste wie ein Sklave behandelt. Als Berater des Königs hält er sich meist in Edoras auf. Nachdem Théoden durch Gandalf geheilt wird, verbannt Théoden Gríma, der daraufhin zu Saruman nach Isengart flieht.
Als Saruman nach Ende des Ringkrieges von Baumbart freigelassen wird, folgt Gríma ihm und unterstützt ihn dabei, die Hobbits im Auenland zu tyrannisieren. Als die Hobbits unter der Führung von Frodo Beutlin Saruman besiegen und des Landes verweisen, ersticht Gríma Saruman schließlich aus Hass und Verzweiflung und wird selbst von Hobbit-Bogenschützen erschossen.

### Dunländer
Die Dunländer besiedeln zunächst Teilgebiete Gondors und werden nach und nach von dessen Bewohnern verdrängt. Es ist wahrscheinlich, dass auch jene Krieger einst zu diesem Volk gehörten, die Gondor im Krieg des Letzten Bündnisses ihre Unterstützung verweigerten und von Isildur mit einem Fluch belegt wurden. Man nennt diese auch die Armee der Toten, die sich in den Ered Nimrais („Weiße Berge“) verbarg. Die Menschen von Dunlad („Westebene“ oder „Dunkelland“), einem Gebiet westlich des Hithaeglir („Nebelgebirge“) zwischen Glanduin („Grenzfluss“) und Angren/Isen („Eiserner“) in Enedwaith („Mittelland“) schlossen sich Saruman auf seinem Feldzug gegen Rohan an, weil er ihnen diese Länder als Lohn versprach.

### Haradrim
Die Haradrim (Westron für „Südländer“) sind wilde und als kriegerisch beschriebene Menschen aus Harad, einem großen Bereich im südlichen Mittelerde. Im Zweiten Zeitalter leisten einige der Haradrim Númenor Tribut, doch im Dritten Zeitalter stehen sie unter dem Einfluss Saurons und sind eine ständige Bedrohung für Gondors südliche Grenzen. Einige der Haradrim werden von schwarzen Númenórern regiert.
Die Haradrim sind im Allgemeinen groß und dunkelhäutig, mit schwarzem Haar und dunklen Augen. Die Bewohner von Fern-Harad werden als schwarzhäutig beschrieben, mit weißen Augen und roten Zungen, wie Halbtrolle. Sie tragen scharlachrote Kleidung und Goldschmuck. Einige Stämme der Haradrim bemalen ihre Körper.
In der Schlacht führen sie Krummschwerter und alle möglichen anderen Waffen und sind wegen ihrer Kriegs-Olifanten gefürchtet. Von den Hobbits werden sie als „Schwärzlinge“ bezeichnet, wobei die Erzählungen von den Olifanten als Legende angesehen werden.
Die schwersten Angriffe der Haradrim auf Gondor finden in den Jahren 1014–1050 D. Z. über Umbar statt. Besonders erwähnt werden außerdem:
- 1944: Die Menschen von Nah-Harad verbünden sich mit den Wagenfahrern (Balchoth) und den Bewohnern von Khand (Variags)
- 2885: Sie werden in der Schlacht am Poros-Übergang geschlagen
- 3019: Die Haradrim kämpfen während des Ringkriegs in der Schlacht auf dem Pelennor und in Ithilien

### Ostlinge
Als Ostlinge werden alle Bewohner der östlichen Gebiete Mittelerdes bezeichnet, die im Westen des Kontinents kaum bekannt sind – das heißt jener Gebiete, denen Tolkien weniger Aufmerksamkeit schenkte. Über das weite Ostgebiet, in dem offenbar vor allem Menschen und nur wenige Elben und Zwerge leben, gibt es nur wenige Informationen. Die Einwohner sind Nachfahren jener Menschen, die während der Großen Wanderung keinen Kontakt mit den Elben aufgenommen haben. Die größten Ostländer sind Rhûn und Khand. Einst von den Menschen des Westens verdrängt, gibt Sauron ihnen die Chance, sich zu rächen. Sie stellen sich als Söldner unter seinen Kriegsdienst und dienen so dem dunklen Herrscher in den Schlachten gegen die freien Völker Mittelerdes.
Im Dritten Zeitalter tauchen sie als kriegerische Angreifer vor Gondor auf und unterstützen Saurons Armee in der Schlacht auf dem Pelennor. Namentlich bekannt sind vor allem zwei Völker der Ostlinge, die Wagenfahrer und die Balchoth. Die Wagenfahrer benutzen im Kampf charakteristische Streitwagen, nach denen sie benannt sind. Die Balchoth (S.) „Grausame Horde“ aus Rhôvanion werden – wie alle Ostlinge – schließlich im Ringkrieg am Ende des Dritten Zeitalters vernichtend geschlagen.

### Menschen aus Bree
Diese Menschen leben in Bree, dem größten Ort des Breelandes, das gemeinsam von Menschen und Hobbits bewohnt wird. Sie kommen im Zweiten Zeitalter aus den östlichen Gebieten auf der Flucht vor Sauron und den Ostlingen und werden sesshaft. In Der Herr der Ringe spielt ein Wirt aus Bree eine wichtige Rolle, der etwas vergessliche, aber liebenswürdige Gerstenmann Butterblume (bzw. Butterblüm, im Original Barliman Butterbur). Er übergibt Frodo mit erheblicher Verspätung den Brief von Gandalf, in dem dieser die Hobbits anweist, nicht auf ihn zu warten, sondern mit Aragorn weiterzuziehen. Auch Saruman hat Mittelsmänner in Bree, die zum Beispiel die Abreise von Merry, Pippin, Sam, Frodo und Aragorn beobachten und Saruman darüber informieren. Ein Beispiel dafür ist Lutz Farning.

### Nazgûl (Ringgeister)
Die Nazgûl (aus nazg „Ring“ und gûl „Geist“ in der schwarzen Sprache Mordors; daher auch Ringgeister genannt) trugen als Könige der Menschen die Neun Ringe der Macht, die Sauron ihnen gegeben hat. Sie wurden dadurch nahezu unsterblich, verfielen jedoch nach und nach der Macht des Einen Rings und wurden zu Geistern und zu Sklaven Saurons. Von den Elben werden sie Úlairi (Quenya) genannt. Sie sind auch als Schwarze Reiter oder Die Neun bekannt.
Die Waffe der Ringgeister ist vor allem der lähmende Schrecken, den ihr bloßes Auftreten verursacht. Beim Kontakt mit Lebenden tragen sie schwarze Mäntel mit Kapuzen und schwarze Stiefel, um ihre Unsichtbarkeit zu verbergen. Als Waffen benutzen sie auch verhexte Klingen, wie die Morgul-Klinge, mit welcher der Hexenkönig Frodo auf der Wetterspitze verletzt. Das Sonnenlicht kann sie schwächen. Herkömmliche Waffen prallen an ihnen ab, mit bestimmten Klingen elbischer und númenórischer Herkunft können sie jedoch verletzt oder getötet werden.
Ihre Sinneseindrücke sind bei Tageslicht stark beeinträchtigt. Sie mögen es nicht, bei Tage umzugehen. Aragorn sagt über sie: „Sie sehen die Welt des Lichtes nicht so wie wir […] Unsere Gestalten werfen in ihrem Geist Schatten, die nur die Mittagssonne zerstört; aber in der Dunkelheit nehmen sie viele Zeichen und Formen wahr, die uns verborgen bleiben. Und zu jeder Zeit riechen sie das Blut von lebenden Wesen, begehren und hassen es.“
Als das Letzte Bündnis gegen Ende des Zweiten Zeitalters Sauron besiegt, versagt den Ringgeistern der Mut. Ihr Meister ist nach dieser Niederlage und dem Verlust des Einen Rings stark geschwächt, und auch die Nazgûl halten sich verborgen.
Ihr Sitz ist die Stadt Minas Morgul, die sie im Jahre 2002 D. Z. erobern. Von dort aus bereiten sie Saurons Rückkehr vor und treten im Jahre 2251 erstmals wieder in Erscheinung. Sie suchen als Schwarze Reiter nach dem Auenland.
Die beiden wichtigsten Nazgûl sind der Hexenkönig (häufig der Hexenkönig von Angmar genannt), der eine eiserne Krone trägt, und Khamûl, welcher einen besonders guten Geruchssinn hat. Der Hexenkönig wird in der Schlacht auf dem Pelennor von Éowyn, der Prinzessin von Rohan, und dem Hobbit Meriadoc nach einem Stich in die Achillessehne getötet. So erfüllt sich die Prophezeiung des Elben Glorfindel, er werde von keines Mannes Hand sterben. Khamûl kommt mit den anderen Nazgûl nach der Zerstörung des Einen Rings am Schicksalsberg um und ist der einzige der Ringgeister, dem von Tolkien selbst (neben Beschreibungen wie Der Hauptmann Saurons, Der Schatten des Ostens oder Der Schwarze Ostling) ein eigener Name gegeben wird: Im Herrn der Ringe noch namenlos, wird er in den Nachrichten aus Mittelerde explizit Khamûl genannt. Alle anderen kursierenden Namen sind nicht-kanonische Erfindungen der Firma Iron Crown Enterprises, den Herausgebern des Mittelerde-Rollenspielsystems MERS.

### Wasa oder Drúedain (Drú-Menschen)
Die Wasa sind ein kleines Menschenvolk, das im Dritten Zeitalter im Drúadan-Wald an den Nordhängen des Weißen Gebirges (zwischen Amon Dîn und Nardol) lebt. Sie sind kaum größer als 1,20 m, nicht gerade schön und von ungeschlachtem Körperbau, mit runden Gesichtern, platten Nasen, dunklen Augen und breiten Mündern. Sie sind sehr stark und erst ihr schallendes und ansteckendes Lachen vermittelt die Gewissheit, dass die Drúedain keine Orks sind (die von ihnen abgrundtief gehasst werden). Sie sprechen eine eigentümliche, uralte Sprache, verwenden aber keine Schriftzeichen. Sie sind sehr geschickt darin, täuschend lebensechte Holz- und Steinfiguren von sich anzufertigen. Sie besitzen zumindest mathematische Grundkenntnisse, rechnen aber in einem umständlichen 20er-System. Sie wohnen in Höhlen und misstrauen den „Leuten aus den Steinhäusern“.
Der eigentliche Name der Drúedain ist Rog (Plural Rogin), der aus der Sprache der Rohirrim kommt.
Bei ihren Nachbarvölkern sind sie nicht besonders beliebt. Ihnen wird nachgesagt, sie verstünden sich auf dunkle Zauberkunst und schössen mit Giftpfeilen aus dem Hinterhalt. Bei den Rohirrim gelten die Drúedain als Wilde und werden von ihnen teilweise wie Tiere gejagt. Ghan-Buri-Ghan ist einer ihrer Anführer. Vor der Schlacht auf dem Pelennor hilft er den Rohirrim: Er führt sie auf einem versteckten Pfad durch die Berge und vermeidet so die Begegnung mit dem feindlichen Heer, das sie am Erreichen der Stadt Minas Tirith hindern soll. Zum Dank wird ihnen nach dem Ende des Ringkrieges ihr Wohngebiet auf immer als Heimat zugesichert und sie sind vor weiteren Nachstellungen geschützt.

### Beorn
Beorn ist ein Charakter aus dem Hobbit. Er ist ein stämmiger und sehr kräftiger Mensch, der die Fähigkeit besitzt, sich in einen Bären zu verwandeln. Gandalf erklärt Bilbo und den Zwergen, er sei ein Hautwechsler: „Manchmal ist er ein mächtiger schwarzer Bär, manchmal ist er ein großer starker, schwarzhaariger Mensch mit gewaltigen Armen und einem langen Bart.“ Im Kampf verhält er sich wie ein Berserker. Zusammen mit seinem Sohn Grimbeorn begründet er das Volk der Beorninger, die insbesondere als gute Bäcker und für ihre hervorragenden Honigkuchen bekannt sind.
Mit der Figur Beorns und deren Namen erlaubt sich Tolkien einige „Scherze“: Der Name Beorn stammt aus dem Altenglischen – dort bedeutete das Wort ursprünglich einfach „Bär“, bis die Bedeutung sich einige Jahrhunderte später zu „Krieger“ verändert hatte. Beorns Fähigkeit, sich in einen Bären zu verwandeln, erinnert also vermutlich an die linguistische Entwicklung des Wortes. Eine weitere Spitzfindigkeit ist die Darstellung Beorns als Vegetarier, der sich hauptsächlich von Honig ernährt. Dies hat ebenfalls einen linguistischen Hintergrund: Das altenglische Wort béo heißt übersetzt „Biene“. Auch die Ähnlichkeit des Wortes zum Helden des von Tolkien oft untersuchten und gelesenen altenglischen Gedichts Beowulf ist unverkennbar.
Die Bärtierchen-Art Beorn leggi wurde nach dieser Figur benannt.

## Zwerge
J. R. R. Tolkien griff bei der Gestaltung seiner Zwerge viel stärker als bei Elben auf bestehende Mythen und Stereotype zurück. So ist die Idee von kleinwüchsigen, handwerklich geschickten, bärtigen Bergleuten, die eine große Faszination für Gold und Edelsteine haben, auch in anderen und älteren literarischen Zusammenhängen zu finden. Zahlreiche von Tolkiens Zwergennamen stammen wie auch der Name Gandalf aus der altnordischen Tradition, genauer aus dem Dvergatal, der Zwergenerzählung in der Völuspá, einem Teil der Älteren Edda.
Innerhalb von Tolkiens Welt wurden die Zwerge vom Vala Aule noch vor dem Erwachen der Elben und Menschen entworfen. Aule war ungeduldig und wollte nicht auf das Erscheinen der von Ilúvatar geschaffenen Rassen warten, um Schüler für seine Kunst zu bekommen. Er formte daher im Geheimen die sieben Urväter der Zwerge, war aber unfähig, ihnen eigenes Leben und Seelen zu geben. Erst nachdem Ilúvatar erkannte, dass Aule bereit war, seine Werke zu opfern, adoptierte er die Zwerge als seine eigenen Kinder und hauchte ihnen einen eigenen Willen ein. Sie durften aber erst nach den Erstgeborenen, den Elben, die Welt erblicken. Deshalb legte Aule die Zwerge unter der Erde schlafen und weckte sie erst nach dem Erscheinen der ersten Elben wieder auf. Zwerge (Naugrim oder Nornwaith) leben erheblich länger als Menschen. Zudem zeichnen sie sich durch ihre hohe Ausdauer aus, so dass sie trotz Last, Beschwerlichkeit des Weges und weiten Märschen nur langsam ermüden. Es wird behauptet, dass Zwerge nach ihrem Tod wieder zu Stein werden und dass manche ihrer Vorväter, vor allem Durin, immer wieder geboren werden. Zwerge haben einen prachtvollen Bartwuchs, eine geringe Körpergröße – allerdings mindestens 1,20 m – und eine stämmige bis untersetzte Statur.
Aule erdachte die Zwerge als stark und unnachgiebig, damit sie Melkor widerstehen konnten. Zwar gelang es Sauron, sie mit den Ringen der Macht zu verführen, er konnte aber ihre Geister aufgrund ihrer von Aule gegebenen Widerstandskraft nicht beherrschen. Überhaupt haben Zwerge so gut wie nie bewusst Melkor oder Sauron gedient und diese immer nach Möglichkeit, besonders wenn ihre Eigeninteressen gefährdet waren, bekämpft, doch beschreibt Tolkien in Der Hobbit auch bösartige Zwerge, die sich mit Orks verbündeten. Auf den Umstand der Interessenwahrung und der zwergischen Sturheit (vor allem in Bezug auf Gold und andere Schätze) sind auch die teilweise entstandenen Zwiste zwischen Zwergen und anderen freien Völkern, vor allem den Elben, zurückzuführen, da sich die Zwerge auch bei ihnen nicht scheuten, teils gewaltsam ihre materiellen Interessen und Rechte geltend zu machen.
Während die Elben in Mittelerde glaubten, dass die Zwerge nach ihrem Tode wieder in die Erde zurückkehren und zu Stein werden würden, glaubten die Zwerge selbst dies keineswegs. Sie sagten vielmehr, dass Aule, den sie selbst Mahal nennen, sie in einer gesonderten Halle in Mandos versammeln ließe, um ihm in der Letzten Schlacht zu dienen und um Aule zu helfen, Arda danach wieder aufzubauen. Sie berichteten auch, dass die sieben Väter der Zwerge in ihrem eigenen Geschlecht immer wieder zum Leben erwachen und denselben Namen tragen werden. Von diesen Vätern war Durin der berühmteste, welcher der Stammvater der Zwerge von Khazad-dûm war, die von allen Zwergen dem Volk der Elben am freundlichsten gesinnt waren.
Obwohl die Zwerge lieber unter ihresgleichen bleiben, treiben sie doch regen Handel mit anderen Völkern, so etwa den Menschen von Thal und Esgaroth, und benutzen dafür ihre Handelsrouten. Ihre richtigen Namen sind allerdings wie ihre eigene Sprache geheim, weshalb sie diese niemals Angehörigen eines anderen Volks verraten und sie nicht einmal auf ihren Grabsteinen vermerkt sind. Die in Tolkiens Welt öffentlich verwendeten Namen entsprachen in ihrer Form denen der nördlichen Menschen, wie auch die Zwerge nach außen hin die Sprache der jeweils benachbarten Völker verwendeten.
Die einzige Zwergenfrau, die namentlich in Der Herr der Ringe genannt wird, ist Dís, Tochter Thráins II. Gimli erklärt, es gebe nur wenig Zwergenfrauen, wahrscheinlich nicht mehr als ein Drittel des ganzen Volks der Zwerge. Sie seien, außer in großer Not, selten unterwegs und wären den Zwergenmännern hinsichtlich etwa einer ebenfalls vorhandenen gewissen Ausprägung zum Bartwuchs und einer tieferen Stimmlage so ähnlich, dass das Gerücht entstand, es gebe gar keine Zwergenfrauen und sie wüchsen aus Stein. Die Reproduktionsrate unter den Zwergen scheint durch die geringe Population von weiblichen Zwergen und einer latenten gegenseitigen Bindungsunwilligkeit überaus klein zu sein.
Die üblichen Waffen der Zwerge sind Äxte und Beile aller Arten, mitunter zusammen mit einem Schild geführt. Teilweise werden aber auch Schwerter und andere übliche Kriegswaffen eingesetzt; so verwendet z. B. Thorin sogar ein Elbenschwert, das aus Gondolin stammt. Sie rüsten sich meist mit verstärkten Kettenrüstungen und Helmen. Zudem werden mitunter große Kriegsmasken eingesetzt, um den Feind zusätzlich in Furcht zu versetzen. Auch waren die Masken in der Nirnaeth Arnoediad gegen den Drachen Glaurung von Bedeutung, weil sie seinem Feuer standhielten. Eine besondere übergreifende Wichtigkeit erlangten die Zwerge in alter Zeit und andeutungsweise wieder nach dem Ringkrieg durch die Gewinnung und Verarbeitung von Mithril-Metall in den Minen von Moria. Dies ist das härteste bekannte Metall in Mittelerde und hochbegehrt, da es neben der Widerstandskraft zudem nur eine geringe Masse aufweist und darum leichter zu tragen ist.

### Durin
Durin war der Älteste der Sieben Väter der Zwerge, er erwachte unter dem Berg Gundabad. Von dort wanderte er an der Ostseite des Nebelgebirges bis zu dem Spiegelsee (Kheled-zâram), in diesem erblickte er eine Krone aus Sternen über seinem Kopf, er sah das als gutes Zeichen und ließ sich in Azanulbizar „Schattenbachtal“ nieder, wo später Khazad-dûm „Zwergenschacht“ entstand. Durin wurde auch der Unsterbliche genannt, weil er sehr lange lebte und sein Geschlecht bis in die Tage des Vierten Zeitalters nie erlosch. Außerdem wurde fünfmal ein Erbe geboren, der seinem Stammvater so ähnlich sah, dass auch er Durin genannt wurde. Der letzte dieser Reihe, Durin VI., wurde 1980 D. Z. in Khazad-dûm, der Mine von Moria, von einem Balrog erschlagen. Diesen hatten die Zwerge geweckt, als sie in ihrer Gier nach Mithril („Wahrsilber“ oder „Moria-Silber“) zu tief gruben. Durin wurde in vielen Liedern und Gedichten der Zwerge besungen. Eines trägt den Titel „Die Welt war schön zu Durins Zeit“. Hier folgt ein kleiner Ausschnitt:

„Die Welt war jung, die Berge grün, als fleckenlos der Mond noch schien,

Nicht Berg noch Tal, nicht Strom noch Land war da zu Durins Zeit benannt.

Er gab den Dingen Nam und Stand, trank ersten Trunk vom Quellenrand

Und sah im Spiegel Widerschein von Sternen, Gold und Edelstein,

Sah sich zu Haupte eine Kron aufblinken und verschatten schon.

…

Sein Grab liegt unter Schatten da in Khazad-dûm in Moria

Die Sterne glitzern wunderlich im Spiegelsee die Krone blich,

Tief ist der See, der sie begräbt, bis Durin sich vom Schlaf erhebt.“

Laut Christopher Tolkien kehrt die letzte Reinkarnation von Durin, Durin der Siebte, mit einem Großteil der Langbärte zurück nach Moria, und führt das einstmals größte Reich der Zwerge zu neuem Ruhm und Reichtum.

### Thorin Eichenschild
Thorin Eichenschild (* 2746; † 2941 D. Z.; englisch Thorin Oakenshield), Sohn des Thráin, ist als Thorin II. von 2850 D. Z. bis zu seinem Tode König der Zwerge aus dem Hause Durin. Den Beinamen Eichenschild erhält er, als er in einer Schlacht vor den Toren Morias seinen Schild verliert und die Schläge seiner Feinde mit einem Eichenast abwehrt. Thorin ist einer der Protagonisten im Hobbit, in dem er sich mit zwölf anderen Zwergen, Bilbo Beutlin und Gandalf aufmacht, das Königreich unter dem Berg (Sindarin Erebor) zurückzugewinnen, das der Drache Smaug den Zwergen geraubt hat. Thorin Eichenschild stirbt in der Schlacht der Fünf Heere, als Elben, Menschen und Zwerge gemeinsam gegen Orks und Warge aus dem Nebelgebirge kämpfen. Bei dem Versuch, Bolg, den Anführer der Orks, zu töten, erleidet er tödliche Wunden.
Sein Grab liegt unter dem Einsamen Berg. Er wird begraben mit dem Arkenstein auf der Brust, dem Schatz seines Hauses. Auf seinem Grab liegt das in Gondolin geschmiedete Schwert Orcrist, das er auf seiner Reise zum Erebor in einer Trollhöhle gefunden hat und dessen Klinge blau schimmert, wenn sich Orks in der Nähe befinden. Auf diese Weise können die Zwerge seither nicht mehr von Orks überrascht werden.
Von Thorins zwölf Begleitern bei der Reise zum Erebor entstammen auch Fíli, Kíli, Dori, Nori, Ori, Óin, Glóin, Balin und Dwalin dem Haus Durin. Seine entfernteren Verwandten Bombur, Bifur und Bofur stammen von den Zwergen aus Moria ab.

### Dain II.
Dain II. Eisenfuß (* 2767; † 3019 D.Z.), Sohn des Nain, Vetter Thorin Eichenschilds, war zur Zeit der Erzählung des „Hobbits“ der Fürst der Eisenberge. Weil er dem Berg Erebor am Nächsten wohnte und über ein stattliches Heer verfügte, bat Thorin den Raben Roac, zu ihm zu fliegen und Unterstützung zu schicken. Daraufhin kam der Zwergenkönig selbst mit fünfhundert seiner besten Krieger, um seinem Vetter beizustehen. Bevor es aber zum Konflikt zwischen Zwergen, Menschen und Elben kommen konnte, erreichten die Orks und die Warge das Schlachtfeld und die Schlacht der Fünf Heere begann. Nachdem Thorin auf dem Schlachtfeld gefallen war, wurde Dain der König unter dem Berg vom Erebor.

### Glóin
Glóin (* 2783 D. Z.; † 15 V. Z.) ist ein Zwerg aus Durins Sippe. Er ist der Sohn von Gróin (* 2671 D. Z.;† 2923 D. Z.) und Vater von Gimli (* 2879). Nach der Schlacht von Anazulbizar, in der der Orkkönig Azog getötet wird, begleitet er Thrain und Thorin auf ihren Wanderungen. Später wird er ein Mitglied in Thorins Gruppe, als sie ausziehen, um den Drachen Smaug zu töten und den Zwergenschatz zurückzuerobern. Nach der Tötung von Smaug nimmt Glóin seinen Wohnsitz in Erebor, wo wieder Frieden herrscht. Im Jahr 2989 ging Balin mit seinem Bruder Óin und einigen anderen Zwergen nach Moria. Als er 30 Jahre nichts von ihnen gehört hat, ging er mit seinem Sohn Gimli im Jahr 3019 D. Z. nach Bruchtal, um Elrond im Auftrag der Zwerge von Erebor um Rat zu fragen und an seinem Rat teilzunehmen.

### Gimli
Gimli (* 2879 D. Z.), Glóins Sohn, verbringt seine Jugend in den Ered Luin, den „Blauen Bergen“, im Nordwesten von Mittelerde. Sein Vater Glóin und dessen Bruder Óin gehören zu den 13 Zwergen, denen Bilbo Beutlin sich auf der Reise zum Erebor anschließt.
Gimli gehört als einziger Vertreter der Zwerge zur Gemeinschaft des Ringes um den Ringträger Frodo Beutlin. Er schließt gegen alle zwergische Gewohnheit enge Freundschaft mit dem Elben Legolas und erhält daher den Beinamen Elbenfreund.
Nach Saurons Sturz bringt Gimli einen Teil des Zwergenvolks von Erebor in den Süden und wird der Herr der Glitzernden Höhlen (Aglarond). Er und sein Volk vollbringen große Werke in Gondor und Rohan. In Minas Tirith ersetzen sie das durch den Hexenkönig zerstörte Tor durch ein neues, das sie aus Mithril und Stahl schmieden.
Gemeinsam mit Legolas verlässt Gimli im Jahr 120 V. Z. Mittelerde, um in Valinor zu leben – als einziger Zwerg, dem dieses besondere Vorrecht der Elben jemals gewährt wird.

### Balin
Balin (* 2763 D. Z.; † 2994 D. Z.), Fundins Sohn, ist einer der Begleiter Thorin Eichenschilds auf dessen Reise zum Erebor. 2989 D. Z. bricht er mit einer größeren Zahl von Zwergen, darunter auch Óin und Ori, nach Moria auf, um die alte Zwergenfestung von den Orks zurückzuerobern. Nach anfänglichen Erfolgen nennt er sich Herr von Moria, wird jedoch fünf Jahre nach seiner Ankunft von einem Ork erschossen. Die neue Zwergenkolonie wird später vollständig vernichtet. Balins Grabkammer sowie Aufzeichnungen, aus denen sein Schicksal und das der Kolonie hervorgeht, findet die Gemeinschaft des Ringes, als sie Moria auf ihrem Weg von Bruchtal in den Süden durchquert.

### Dwalin
Dwalin (* 2772 D. Z.; † 92 V. Z.), Fundins Sohn und Balins jüngster Bruder, begleitete Thorin Eichenschild auf der Reise zum Erebor. Nach der Schlacht der Fünf Heere lässt er sich im Erebor mitsamt seinem Anteil am Schatz nieder. Außerdem ist er mit Balin ein Gefährte Thráins, als dieser 2841 D. Z. erfolglos versucht den Erebor zurückzufordern. Nachdem Thráin am Rand des Düsterwaldes entführt wurde, kehren die beiden Zwerge ins Blaue Gebirge zurück.

### Fíli
Fíli (* 2859; † 2941 D. Z.) war der ältere Sohn der Zwergenfrau Dís und auch der Neffe von Thorin Eichenschild.
Zusammen mit seinem Bruder Kíli war er einer jener Zwerge, die mit Thorin Eichenschild und Bilbo Beutlin zum Einsamen Berg zogen. Dort kämpfte Fíli mit den anderen Zwergen in der Schlacht der Fünf Heere. Als sein Onkel während der Schlacht tödlich verwundet wurde, versuchte er zusammen mit Kíli ihn mit seinem Leib zu verteidigen, beide fanden jedoch hierbei den Tod.
Fíli war der zweitjüngste Zwerg der Gefährten von Bilbo Beutlin.

### Kíli
Kíli (* 2864; † 2941 D. Z.) war der jüngere Sohn der Zwergenfrau Dís und auch der Neffe von Thorin Eichenschild.
Zusammen mit seinem Bruder Fíli war er einer jener Zwerge, die mit Thorin Eichenschild und Bilbo Beutlin zum Einsamen Berg zogen. Dort kämpfte Kíli mit den anderen Zwergen in der Schlacht der Fünf Heere. Als sein Onkel während der Schlacht tödlich verwundet wurde, versuchte er zusammen mit Fíli ihn mit seinem Leib zu verteidigen, beide fanden jedoch hierbei den Tod.
Kíli war der jüngste Zwerg der Gefährten von Bilbo Beutlin.

## Hobbits

### Bilbo Beutlin
Bilbo Beutlin (im englischen Original Bilbo Baggins; * 22. September 2890 D. Z.; 1290 nach Auenland-Zeitrechnung) ist ein „angesehener und achtbarer“ Hobbit und lebt unauffällig in Hobbingen – bis er im April 2941 „zu seiner eigenen bleibenden Verwunderung“ mit Gandalf, Thorin Eichenschild und weiteren 12 Zwergen zum Einsamen Berg Erebor aufbricht, um den Zwergenschatz vom Drachen Smaug zurückzuerobern. Dies führt zu einer gefahrvollen Reise über das Nebelgebirge, durch den Düsterwald bis nach Erebor, wo der Drache den Tod findet und die Schlacht der 5 Heere geschlagen wird, ehe Bilbo, von den Zwergen für seine Dienste reich belohnt, wieder in seine Heimat nach Hobbingen im Auenland zurückkehrt.
Auf dieser Reise findet er in einem Gang tief unter dem Nebelgebirge den Einen Ring, den Gollum dort verloren hat. Er besiegt Gollum im Rätselkampf und entkommt mit Hilfe des Ringes. Er nutzt die Fähigkeit des Ringes, seinen Träger unsichtbar zu machen, mehrmals während seiner Reise und trägt ihn auch im Auenland, ohne seine Herkunft und Bedeutung zu kennen. Als Ringträger altert er ungewöhnlich langsam und gilt unter Hobbits auch wegen seiner weiterhin gepflegten Kontakte zu Gandalf, den Zwergen und auch Elben als etwas verschroben.
An seinem „einundelfzigsten“ (111.) Geburtstag übergibt Bilbo auf Anraten und mit Unterstützung Gandalfs den Ring und sein gesamtes Eigentum an seinen Lieblingsneffen und Adoptivsohn Frodo Beutlin, der am selben Tag seinen 33. Geburtstag und damit seine Mündigkeit feiert. Bilbo macht sich mit drei Zwergen auf die Reise nach Bruchtal, wo er bei Elrond ein ruhiges Leben weitab vom Ring lebt und sich dem Verfassen von Gedichten und Liedern widmet.
Als Frodo sich viele Jahre später mit der „Gemeinschaft des Ringes“ auf den Weg macht, um den Einen Ring in den Feuern des Schicksalsberges zu vernichten, hat Bilbo nur die Rolle eines Chronisten.
Nach dem Ende des Ringkrieges begleitet er Frodo, Gandalf und viele Elben zu den Grauen Anfurten, um dort nach Valinor (den unsterblichen Landen) zu segeln. Zu dieser Zeit hat er bereits sein 132. Lebensjahr erreicht und ist damit (abgesehen von Gollum/Sméagol) der älteste Hobbit, der je in Mittelerde gelebt hat.
Bilbo Beutlin ist auch insofern eine zentrale Figur in Tolkiens Werk, als die Bücher Der Hobbit und Der Herr der Ringe vorgeblich Übersetzungen aus Bilbos Aufzeichnungen darstellen. In der Einleitung zum Herrn der Ringe beschreibt Tolkien ausgeklügelt, wie und von wem das Buch mehrmals abgeschrieben worden sei, bis es schließlich von ihm selbst ins Englische „übersetzt“ wurde. Auch die Aufzeichnungen der elbischen Mythologie und der Sagen des ersten und Zweiten Zeitalters wurden von Bilbo gesammelt und übersetzt.

### Frodo Beutlin
Frodo Beutlin (im Original Frodo Baggins; * 22. September 2968 D. Z.) ist der Sohn von Drogo Beutlin und Primula Brandybock. Als er zwölf Jahre alt ist, kommen seine Eltern bei einem Bootsunfall ums Leben. Von da an lebt er bei seinem Onkel Bilbo Beutlin, der ihn später zu seinem Adoptivsohn und Erben macht. Als Bilbo an seinem hundertelften Geburtstag (gleichzeitig Frodos 33. Geburtstag) das Auenland wieder verlässt, hinterlässt er Frodo seinen Besitz und vertraut ihm auch seinen unsichtbar machenden Ring an, den er auf seiner Fahrt zum Erebor gefunden hat.
Siebzehn Jahre später erfährt Frodo zu seinem Entsetzen von Gandalf, dass es sich bei dem Ring um den Einen Ring von Sauron handelt. Gandalf erklärt ihm, dass der Ring vernichtet werden muss. Eine Weile später macht Frodo sich daher mit seinen Freunden Sam, Merry und Pippin auf den Weg nach Bruchtal, um den Ring vor den Ringgeistern (den sogenannten Nazgûl) in Sicherheit zu bringen. Frodo wird auf der Flucht vom Hexenkönig an der Wetterspitze an der linken Schulter verwundet, erreicht aber mit Hilfe von Aragorn und dem Elben Glorfindel gerade noch rechtzeitig Bruchtal, wo er von Elrond geheilt wird.
Später bricht er – nach der Entscheidung des Rates von Elrond – mit der Gemeinschaft des Ringes nach Mordor auf, um den Ring in die Feuer des Schicksalsberges zu werfen und so zu zerstören. Er trägt eine Kettenrüstung aus Mithril, die ihm mehrmals das Leben rettet. Das Kettenhemd hat ihm Bilbo geschenkt, der es seinerseits von Thorin Eichenschild geschenkt bekam. An den Rauros-Fällen trennt er sich vom Rest der Gemeinschaft, nachdem Boromir versucht hat, ihm den Ring gewaltsam abzunehmen. Zusammen mit Sam überquert er die Emyn Muil und die Totensümpfe und gelangt schließlich unter der Führung von Gollum bis nach Mordor. Sam und Frodo werden schließlich von Gollum verraten, der sie in die Falle der schrecklichen Spinne Kankra lockt. Nach einem Stich der Spinne wird der bewusstlose Frodo von Orks gefangen genommen und in den Turm von Cirith Ungol gebracht. Von dort rettet ihn Sam, der im Glauben, Frodo sei von der Spinne getötet worden, auch den Ring an sich genommen hat.
Der Ring wird für Frodo trotz der überraschenden Zähigkeit der Hobbits, die zuvor nur Gandalf vermutet hat, immer mehr zur unerträglichen Belastung. Trotz der unerschütterlichen Loyalität und Hilfe seines Gefährten Sam steht die Fahrt auf Messers Schneide, bis der Ring schließlich zum Schicksalsberg gelangt. Zuletzt ist Frodo so sehr von der Macht des Ringes beeinflusst, dass er nicht imstande ist, den Ring ins Feuer zu werfen, sondern ihn für sich selbst beansprucht. Gollum, selbst ein früherer Ringträger, der die Hobbits bis zuletzt verfolgt, nimmt ihm jedoch die Entscheidung ab, indem er ihm gierig den Ring-Finger abbeißt und im Freudentaumel über den wiedererlangten Ring in die Feuer des Schicksalsberges stürzt. Auf diese Weise endet der Ringkrieg mit Saurons Vernichtung. Frodo und Sam werden von den Adlern vom Schicksalsberg gerettet und zum siegreichen Heer des Westens unter Führung des künftigen Königs Aragorn gebracht, wo sie als Helden gefeiert werden.
Schließlich kehrt Frodo in das Auenland zurück. Dort befreit er mit seinen Freunden Pippin, Merry und Sam das Auenland aus der Gewalt Sarumans. Zwei Jahre später, noch immer belastet durch seine verschiedenen Verletzungen aus seinen Abenteuern, erhält Frodo zusammen mit Bilbo die Erlaubnis, mit den Elben und Gandalf von den Grauen Anfurten, dem letzten Hafen der Elben, in die unsterblichen Lande zu segeln.
Frodo wird von J. R. R. Tolkien als fiktiver Hauptautor des Herrn der Ringe geschildert (Metafiktion), da er Bilbos Aufzeichnungen und seine eigenen Erfahrungen zusammenfasst und niederschreibt. Nur die letzten Seiten des Buches sollen aus der Feder von Sam stammen.

### Meriadoc Brandybock
Meriadoc Brandybock (Merry; Original Brandybuck; in der Hobbitsprache Kalimac Brandagamba) ist ein Hobbit aus Bockland und ein guter Freund von Frodo Beutlin und Peregrin Tuk. Merry flieht zusammen mit Frodo, Pippin und Sam aus dem Auenland nach Bruchtal und gehört später zu den Neun Gefährten, die von Elrond ausgesandt werden, um den Einen Ring zu vernichten.
Zusammen mit Pippin wird Merry von Orks aus Isengart gefangen genommen, als die Gemeinschaft des Ringes zerbricht. Sie können fliehen und treffen im Wald von Fangorn auf die Ents; diese begleiten sie beim Angriff auf Isengart. Sie sind an dieser Stelle „der Stein, der eine Lawine ins Rollen“ bringt, denn sie bringen die Ents dazu, sich nach Isengart aufzumachen und Saruman zu stürzen.
Merry wird später zum Knappen von Théoden, König von Rohan, und kämpft mit Éowyn in der Schlacht auf dem Pelennor. Dort hilft er Éowyn, den Hexenkönig von Angmar, Anführer der Nazgûl, zu töten, indem er ihm sein Schwert in das Bein rammt und ihn so ablenkt.
Nach dem Ringkrieg wird er gemeinsam mit Pippin von König Elessar (Aragorn) im Jahr 14 V. Z. zum Ratsherrn des Nördlichen Königreichs ernannt und genießt bei den Hobbits einen ausgezeichneten Ruf.
Da Merry und Pippin im Fangorn den Enttrank kosten und durch seinen Zauber erheblich wachsen, sind sie mit mindestens 4 ½ Fuß (~ 1,37 m) die größten Hobbits in der Geschichte des Auenlands.

### Peregrin Tuk
Peregrin Tuk (genannt Pippin; im Original Took) ist ein Hobbit aus Tukland. Er zählt Meriadoc Brandybock und Frodo Beutlin zu seinen besten Freunden. Er flieht mit Frodo, Merry und Sam nach Bruchtal und wird mit den drei anderen Mitglied der Neun Gefährten, die von Elrond ausgesandt werden, um den Einen Ring zu vernichten.
Pippin lässt während der Durchquerung von Moria aus Neugier einen Stein in einen Brunnen fallen und macht damit vermutlich die Feinde auf sich aufmerksam (Orks, Trolle und der Balrog von Moria), von denen die Gefährten später angegriffen werden. Er wird zusammen mit Merry von Orks gefangen genommen, als die Gemeinschaft des Ringes zerbricht. Sie können fliehen, als die Orks von Reitern aus Rohan angegriffen und vernichtet werden. Sie treffen in Fangorn auf die Ents und begleiten diese bei ihrem Angriff auf Isengart. Sie sind dabei „der Stein, der eine Lawine ins Rollen“ bringt, denn Saruman und seine Orks sind den Ents schon lange ein Dorn im Auge.
Pippin kann der Versuchung nicht widerstehen, heimlich in Sarumans Palantír zu sehen, den Grima aus dem Orthanc geworfen hat, und wird dabei von Sauron entdeckt. Er reitet mit Gandalf nach Minas Tirith und tritt in die Dienste des Truchsesses von Gondor, Denethor II.
Zu hohen Ehren gelangt Pippin, als er Thain des Auenlandes wird und gemeinsam mit Merry von König Elessar (Aragorn) im Jahr 14 V. Z. zum Ratsherrn des Nördlichen Königreichs ernannt wird. Er hat einen Sohn namens Faramir, der später Sams Tochter Goldlöckchen heiratet. Nach Peregrins und Meriadocs Tod werden ihre Totenbetten neben das Totenbett von Aragorn gestellt.
Pippins Name (Peregrin) ist vermutlich von dem lateinischen Wort peregrinus inspiriert worden, das „Fremder“ oder „Ausländer“ bedeutet, aber auch einen (unsteten) Wanderer oder Reisenden bezeichnen kann.

### Samweis Gamdschie (Sam)
Samweis „Sam“ Gamdschie (im Original Samwise Gamgee; in der Hobbitsprache Banazir Galbasi) ist Frodos Gärtner und später dessen ständiger Begleiter auf dem Weg zum Schicksalsberg. Ursprünglich von Gandalf als Frodos Begleiter nur auf seiner Reise nach Bruchtal vorgesehen, wird er vom Rat von Elrond zu einem Mitglied der Neun Gefährten bestimmt und folgt seinem Herrn durch Moria, Lorien und letztlich (als einziger der Gefährten) bis nach Mordor. Als humorvoller, mutiger und loyaler Freund und Diener für Frodo trägt er sehr viel zur Erfüllung der Aufgabe bei.
Sam fühlt sich auf eine besondere Art und Weise für Frodo verantwortlich und umsorgt ihn aufmerksam. So ist er der erste, der Boromir misstraut, und auch Gollum, der sie mehr oder weniger unfreiwillig auf einem Teil des Weges als Führer begleitet, ist ihm mehr als suspekt. Als Frodo von Gollum bei Kankras Lauer in einen Hinterhalt gelockt wird, kämpft Sam zunächst mit Gollum und kurz darauf mit Kankra, der riesigen Spinne, die seinen Herren vergiftet hat. In dem Glauben, der vom Spinnengift betäubte Frodo sei tot, nimmt Sam den Ring, das kleine Elbenschwert Stich und Galadriels Phiole, um die Aufgabe allein zu Ende zu führen. Als er erfährt, dass sein Herr nicht tot ist, rettet er ihn aus der Gefangenschaft der Orks, gibt ihm den Ring zurück und begleitet ihn aufopferungsvoll bis zum Schicksalsberg. Die Orks halten ihn wegen der Verletzungen, die er Kankra zugefügt hat, für einen großen Elbenkrieger.
Nach dem Ende des Ringkrieges und der Befreiung des Auenlandes heiratet er Rosie Hüttinger (im Original Rose Cotton – auch der Name Gamgee ist im Birminghamer Dialekt von Tolkiens Jugend ein Ausdruck für Baumwolle), die mit ihm 13 Kinder hat. Nachdem Frodo, Bilbo und Gandalf Mittelerde verlassen haben, wird Sam für sieben Wahlperioden Bürgermeister von Michelbinge und lebt viele Jahre hoch angesehen im Auenland. Erst nach dem Tod seiner Frau verlässt er Mittelerde und erhält als einer (wenn auch nur kurzzeitiger) der Ringträger die Erlaubnis, ebenfalls nach Valinor zu segeln. Samweis ist neben Bilbo und Gandalf die einzige handelnde Person, die freiwillig auf den Besitz des Einen Rings verzichtet hat.
Er wird von Tolkien neben Bilbo und Frodo als dritter und letzter der drei Autoren des Herrn der Ringe geschildert. Er habe den Schluss des Textes geschrieben, der als das Rote Buch der Westmark überliefert ist und von Tolkien als (fiktive) Grundlage für den Herrn der Ringe beschrieben wird.
Wie sich aus einem Beitrag auf der Special Extended DVD Edition der Verfilmung ergibt, soll die Beziehung des ergebenen und bis zum Ende loyalen Sam zu Frodo ihr Vorbild in der besonderen Beziehung englischer Batmen (deutsch „Offiziersburschen“) zu ihren Offizieren gehabt haben, die Tolkien aus eigener Kriegserfahrung gut kannte.

### Gollum / Sméagol
Gollum (ursprünglich Sméagol) wird als Hobbit geboren und gehört der Familiengruppe vom Hobbitstamm der Starren an.
Sméagols bester Freund und Cousin Déagol findet beim Angeln im Fluss Anduin (bei den Schwertelfeldern) einen schönen goldenen Ring, den Sméagol schon beim ersten Anblick sehr begehrt. Da es sein Geburtstag ist, verlangt er von Déagol, ihm den Ring zu schenken. Als dieser sich weigert, erwürgt Sméagol ihn und versteckt seine Leiche. Anschließend steckt sich Sméagol den Ring an den Finger und kehrt in sein Dorf zurück. Er bemerkt bald, dass er unsichtbar ist, wenn er den Ring trägt. Der Ring verändert aber auch sein Wesen: er wird mit der Zeit misstrauisch, heimtückisch und scharfsinnig für alles, was andere verletzen kann. Wenn Sméagol sichtbar ist, wird er daher von seinen Verwandten gemieden und herumgestoßen, wofür er sich wiederum mit Hilfe des Ringes rächt. Da er nach einiger Zeit nur noch Brabbel- und Gluckslaute von sich gibt, nennen ihn alle bald Gollum und verwünschen ihn. Schließlich wird er von seiner Großmutter, der Autoritätsperson des Dorfes, verstoßen.
Sméagol zieht gekränkt und verletzt davon, lebt von rohem Fisch und beginnt, seine Umwelt zu hassen. Nichts kann er mehr ertragen, auch die Sonne und den Mond hasst er. Er folgt einem Fluss bis zu seiner Quelle tief unter dem Nebelgebirge und lebt dort in Stollen und Höhlen, geschützt vor der Sonne, die er nun „gelbe Fratze“ nennt. Dort bleibt er fast 500 Jahre, denn der Ring verlängert sein Leben auf unnatürliche Weise. In dieser Zeit verdirbt der Ring seine Seele fast völlig und auch Gollums Körper verändert sich sichtlich. Gollum nennt den Ring nur noch „seinen Schatz“ oder sein „Geburtstagsgeschenk“ und wird im Laufe der Zeit zu einer gespaltenen Persönlichkeit. Er spricht mit seinem „Schatz“, und in seinen Selbstgesprächen bezeichnet er auch sich selbst als „mein Schatz“.
Der Hobbit Bilbo Beutlin, der während eines Kampfes mit einer Gruppe von Orks von seinen Kameraden getrennt worden ist und in den unterirdischen Höhlen des Nebelgebirges umherirrt, findet den Ring, den Gollum unbemerkt verloren hatte. Kurz darauf trifft Bilbo auf Gollum, der den Verlust noch nicht entdeckt hat. Sie beginnen einen Rätselwettstreit und Bilbo gewinnt mit der Frage „Was habe ich in meiner Tasche?“, deren Antwort Gollum nicht erraten kann. Mit Hilfe des Ringes entkommt er Gollum und kehrt zu seinen Gefährten zurück. Gollum vermutet jedoch zu Recht, dass es sich bei dem Gegenstand in Bilbos Tasche um den von ihm verlorenen Ring, seinen Schatz, handelt. Kurz bevor Bilbo, durch den Ring unsichtbar, entkommen kann, hat er die Möglichkeit, Gollum zu töten, empfindet aber Mitleid und springt stattdessen über ihn hinweg.
Viele Jahre später macht sich Gollum – aufgezehrt von der Sehnsucht nach „seinem Schatz“ – auf die Suche nach Bilbo, von dem er lediglich den Nachnamen „Beutlin“ und seine Heimat, das Auenland, kennt. Dabei gerät er nach Mordor, an dessen Grenzen er gefangen genommen, verhört und im dunklen Turm von Mordor, Barad-Dur, gefoltert wird. Auf diese Weise erfährt der Dunkle Herrscher Sauron, dass der Eine Ring wiedergefunden wurde und sich bei „Beutlin“ im Auenland befinde.
Daraufhin beginnt die Jagd nach dem Ringträger. Sauron sendet seine Nazgûl aus, um den Ring zurückzuholen. Gollum wird wieder freigelassen – glaubt jedoch, er sei aufgrund eigener Schläue entkommen. Später wird Gollum von Aragorn gefunden und gefangen genommen. Gandalf der Graue verhört ihn und übergibt ihn anschließend den Elben des Grünwalds zur Bewachung. Gollum kann aber mit Hilfe der Orks wieder fliehen und entkommt in die Minen von Moria. Dort stößt er auf die Gemeinschaft des Ringes und verfolgt sie heimlich durch ganz Moria, Lothlórien und später bis in die Emyn Muil. Dort schließlich wird er von Frodo und Sam, die sich inzwischen von der Gemeinschaft getrennt haben, überwältigt und schwört dem „Herrn des Schatzes“ (Frodo) ewige Treue. Auf Frodos Befehl führt er sie zunächst zum unüberwindbaren Morannon, dem Schwarzen Tor von Mordor, und schließlich über einen „geheimen“ Weg nach Mordor. Gollum lockt die Hobbits in das Lager der Riesenspinne Kankra am Pass von Cirith Ungol, um nach Frodos Tod den Ring wieder an sich nehmen zu können. Doch Frodo entkommt der Spinne, Gollum muss fliehen und folgt den beiden Hobbits heimlich auf ihrem weiteren Weg, getrieben von dem wahnsinnigen Bedürfnis, seinen Schatz zurückzuerobern. An den Schicksalsklüften im Orodruin kämpft er mit Frodo, um wieder an seinen Schatz zu gelangen. Er beißt Frodo den Finger ab und erbeutet den Ring. Doch dann stolpert er und stürzt mit dem Ring ins Feuer, wodurch dieser endgültig vernichtet und der Ringkrieg beendet wird.
Gollum ist eine der Hauptpersonen im Herrn der Ringe und in Der Hobbit und ein typisches Beispiel für Tolkiens Art, Personen zu beschreiben. Kein Wesen ist an sich böse, selbst der teuflische Melkor ist eine „gefallene“, ursprünglich gute Figur. Und selbst die, die „dem Schatten verfallen“, verdienen Gnade. Tolkien lässt Gandalf folgenden Satz sagen: „Mein Herz sagt mir, dass Gollum noch eine Rolle zu spielen hat, zum Guten oder zum Bösen“, als er Frodo auffordert, gnädig mit Gollum umzugehen. Ohne das Mitleid, das Frodo und zuvor Bilbo mit Gollum haben, wäre der Ring nie zerstört worden – denn Frodo erliegt zuletzt doch dem Einfluss des Ringes.
Die Figur des Gollum birgt Parallelen zum schwimmhäutigen Caliban in Shakespeares Der Sturm und zu Grendel in Beowulf, der dem Titelhelden als dunkles Selbst widerspiegelnd gegenübersteht.

### Fredegar Bolger
Fredegar Bolger, genannt „der Dicke“, ist einer der wenigen Hobbits, die von der Existenz des Rings wissen. Fredegar ist der Sohn von Odovacar Bolger und Rosamunda Tuk und damit ein Nachkomme des Alten Tuk. Er ist ein entfernter Vetter von Frodo und Pippin sowie später, nach dessen Heirat mit seiner Schwester Estella, Meriadocs Schwager.
Als Frodo, Sam, Merry und Pippin aufbrechen, um den Ring nach Bruchtal zu bringen, bleibt Fredegar in Krickloch zurück, um die Neuigkeiten des Aufbruchs der vier zu verzögern und um Gandalf bei dessen erwarteter Ankunft über ihren Aufbruch zu informieren. Er wird durch die Ankunft der Nazgûl in panische Angst versetzt und flieht unversehrt, ohne Gandalf getroffen zu haben. Fredegar wird von Frodo gebeten, ihn und die anderen in den Alten Wald zu begleiten, doch die Angst wegen der Geschichten über den Wald und seine Liebe zum Auenland veranlassen ihn zu bleiben. Obwohl Merry ihn mit dem Argument, dass der Alte Wald nichts gegen ein Treffen mit den Ringgeistern sei, zu überzeugen versucht, beharrt er darauf zu bleiben, weshalb die anderen schließlich ohne ihn die Reise fortsetzen.
Während Sarumans Herrschaft über das Auenland führt er eine Gruppe von Partisanen an, bevor er gefangen genommen wird.

## Ents
Die Ents werden geschaffen, um die Pflanzen, insbesondere die Bäume, vor feindlichen Kreaturen zu beschützen, und erwachen gleichzeitig mit den Elben. Obwohl Ents über zwei Beine, zwei Arme und ein Gesicht verfügen, sehen sie Bäumen zum Verwechseln ähnlich. Ents verfügen über eine sehr lange Lebensspanne, die sich über mehrere Zeitalter erstrecken kann, und führen ein sehr geruhsames und langsames Leben. Im Herrn der Ringe kommen nur männliche Ents vor, da sie, wie es heißt, die Entfrauen verloren haben. Es gibt daher schon lange keine Entings (Ent-Kinder) mehr.
Viele Ents werden im Laufe der Zeitalter träge oder baumisch. Sie beginnen zu wurzeln und bewegen sich nur noch selten. Diese Ents werden Huorns genannt. Viele können sich noch bewegen und sprechen. Sie hassen Orks und alle baumfällenden Wesen (so auch Zwerge und Menschen). Es gibt andererseits auch Bäume, die gewissermaßen entisch werden, also Bäume, die denken können, sich von der Stelle bewegen und sich sogar mit den Ents verständigen können. Es ist unklar, ob auch diese entisch gewordenen Bäume zu den Huorns gezählt werden.
Baumbart, der älteste Ent und eines der ältesten Lebewesen in Mittelerde zur Zeit des Ringkriegs, ist der Hüter des Fangorn-Waldes, welcher in unmittelbarer Nachbarschaft zu Sarumans Wohnstätte Isengart liegt.
In einer Anmerkung zu einem Brief hat Tolkien die Entstehung der Ents erklärt. Aus altenglischen Texten übernahm er den Namen sowie die Vorstellung von der Riesenhaftigkeit dieser Wesen – das Wort begegnet etwa in dem Gedicht The Wanderer in der Kombination „eald enta geweorc“ – „die alten Werke der Riesen“. Die Tatsache, dass es sich um baumartige Wesen handelt, ist von einer Stelle in Shakespeares Macbeth inspiriert. Dort erfüllt sich die Prophezeiung, Macbeth werde nicht sterben, bevor der Wald von Birnam gegen ihn anrückt, indem sich die feindliche Armee mit Ästen und Blättern des Waldes tarnt. In Tolkien löste dies „tiefe Enttäuschung“ und „Widerwillen gegen den kümmerlichen Sinn“ aus, mit dem Shakespeare den Wald schließlich doch nicht wirklich gegen Macbeths Festung anrücken ließ. Tolkien hatte, wie er schreibt, „Lust, eine Handlung zu erfinden, in der die Bäume wirklich in den Krieg zögen.“ Genau dies tat Tolkien im Herrn der Ringe: Hier treten die Ents als Krieger gegen Saruman auf, die dessen Festung, um den Orthanc herum, besetzen und zerstören.
Tolkien schreibt weiter: „Und dazwischen schlich sich ein Stückchen Erfahrung ein, der Unterschied zwischen der „männlichen“ und der „weiblichen“ Einstellung zu wilden Gewächsen, der Unterschied zwischen Liebe ohne Besitzanspruch und Gartenbau.“ In einem Briefentwurf stellt Tolkien außerdem Überlegungen zum Ursprung der Ents sowie zu ihrer Rolle in den Geschichten aus dem Silmarillion an. Demnach könnten sie ihren Ursprung in einer Bitte der Pflanzengöttin Yavanna haben, die, als sie sah, dass ihr Mann Aule aus Stein die Zwerge schaffen durfte, Eru um die Erlaubnis bat, Wesen zu schaffen, die aus lebendigen Stoffen gemacht seien. Tolkien umreißt auch ihre Rolle im Ersten Zeitalter: Sie unterstützten Beren gegen die Zwerge, die das Elbenreich Doriath geplündert und den Silmaril aus Thingols Krone an sich gebracht hatten „– und daraus erwuchs nicht gerade Freundschaft zwischen den Ents und den Zwergen“.
Es gibt mehrere namentlich erwähnte Ents und Entfrauen.
- Fangorn „Bartbaum“, der auch Baumbart genannt wird, sieht wohl einem flechtenbewachsenen Baum sehr ähnlich.
- Finglas „Lockenblatt“ ist eventuell ein Korkenzieher-Haselstrauch oder ein Baum mit dünnen, langen Blättern.
- Fimbrethil „Schlankbirke“ ist eine der Entfrauen.
- Nimbrethil „Weißbirke“ ist ein weiterer möglicher Name einer Entfrau.
- Fladrif „Borkenhaut“ oder „Flachborke“ gehört zu den Baumarten mit glatter Rinde, also Buche, Birke, Weide.
- Bregalad „Flinkbaum“ ist ein noch junger Ent, der sich agiler als andere bewegt und schneller spricht. Flinkbaum erhielt seinen Namen, als er einem die Antwort auf eine Frage lieferte, bevor dieser seine Frage zu Ende ausgesprochen hatte. Er ähnelt äußerlich den Ebereschen.

## Orks
Melkor versklavt im Ersten Zeitalter zahlreiche Dunkelelben. Er foltert sie lange und züchtet aus ihnen die Rasse der Orks (Sindarin Orch, Plural Yrch). Die Orks sind von Hass auf ihren Meister erfüllt, folgen ihm aber, weil sie ihn fürchten. Sie haben viele Feinde und werden sogar von ihren Verbündeten gemieden.
Eine lange und grimmige Feindschaft verbindet die Orks mit den Elben. Die Orks sind die einzigen Lebewesen, die von Elben unnachgiebig verfolgt und bekämpft werden.
Auch zwischen Orks und Zwergen kommt es zu langen Kriegen, die in der erbittert geführten Auseinandersetzung um die Zwergenstadt Moria unter dem Nebelgebirge gipfeln.
Sauron bedient sich in großem Umfang der Orks, die ihm aus Furcht dienen. Der größte Teil von ihnen lebt in Mordor, andere im Nebelgebirge, dort besonders in Moria, sowie in Isengart. Statt der Schwarzen Sprache Mordors sprechen die Orks eine eigene, einfacher strukturierte Sprache, die sich im Laufe der Zeitalter in zahlreiche regionale Dialekte aufspaltete, so dass sich Orks unterschiedlicher Stämme in der Zeit des Ringkriegs häufig in der Gemeinsamen Sprache verständigen.
Im Ringkrieg treten die unter Saurons Befehl und im Dienste Mordors stehenden Orks mit einem roten Auge auf ihren Schilden auf. Lediglich die Orks unter dem Kommando des Hexenmeisters aus Minas Morgul führen einen Mond als Symbol. Dagegen tragen die im Dienste Sarumans stehenden Orks als Abzeichen eine weiße Hand.

Sarumans militärische Stärke bei seinem Feldzug gegen Rohan beruht vor allem auf den Uruk-hai, welche im Gegensatz zu anderen Orks durch Tageslicht nicht geschwächt werden. Sie sind größer, stärker und ausdauernder als andere Orks und fühlen sich diesen überlegen. Im Herrn der Ringe kommt es zu offenem Streit zwischen den Uruk-hai aus Isengart und den Orks aus Mordor, die bei der Gefangennahme von Meriadoc Brandybock und Peregrin Tuk noch zusammenarbeiten. Die Orks aus Mordor haben den Auftrag, die Gefangenen nach Barad-dûr zu bringen, die Uruk-hai dagegen sollen sie nach Isengart zu Saruman bringen. Wegen dieser Meinungsverschiedenheit kommt es zum Kampf zwischen Uruk-hai und den Orks aus Mordor, wobei einige Orks getötet werden und die Uruk-hai die Oberhand behalten. Später werden die Orks von den Rohirrim unter der Führung von Éomer gestellt und vollständig vernichtet, wobei die Hobbits unbemerkt bleiben und in den Fangorn entkommen, wo sie auf Baumbart treffen.

### Uglúk
Anführer der Uruk-hai, die von Saruman ausgesandt werden, um die Hobbits unter den Ringgefährten zu fangen und nach Isengart zu bringen. Als die Orks von den Rohirrim aufgerieben werden, wird Uglúk von Éomer im Zweikampf erschlagen.

### Grischnákh
Anführer der Orks aus Mordor, die Meriadoc und Peregrin nach Mordor bringen wollen, sich damit aber gegen die Uruk-hai nicht durchsetzen können. Während des Kampfs mit den Rohirrim versucht Grischnákh, mit den beiden Hobbits zu entkommen, wird dabei aber getötet.

### Azog
Azog ist ein Orkhäuptling, der von Tolkien im Anhang A. III zum Herrn der Ringe erwähnt wird und eine wesentliche Rolle als Auslöser des Krieges zwischen den Zwergen und Orks 2790 bis 2799 spielt. Azog wird von Tolkien als „großer Ork mit einem riesigen, gepanzerten Kopf und dennoch behende und stark“ beschrieben. Er lässt dem Zwergenkönig Thrór, der mit dem Zwerg Nár nach Moria zurückgekehrt und allein dort hineingegangen war, den Kopf abschlagen, seinen Namen in die Stirn brennen und seinem Begleiter vor die Füße werfen. Diese nach Ansicht der Zwerge beleidigende Aktion führt neun Jahre später zur Schlacht im Schattenbachtal vor dem Osttor von Moria, in der Azog auch noch den Zwergenkönig Nain aus den Eisenbergen tötet, bevor er selbst von Dain II. Eisenfuß getötet wird. Azog ist Bolgs Vater.

### Bolg
Bolg ist ein Orkhäuptling aus dem Nebelgebirge und Anführer des Orkheeres in der „Schlacht der Fünf Heere“ um den Erebor. Gemeinsam mit Orks und Wargen tötet er die Zwerge Thorin Eichenschild und die Brüder Fili und Kili. Er selbst wird kurz darauf von Beorn in Bärengestalt ergriffen und erschlagen. Bolg ist der Sohn von Azog.

## Drachen
Die Drachen, die bei den Elben Urulóki „Feuerschlangen“ heißen, werden von Melkor im Ersten Zeitalter in den Kerkern von Angband zu Kriegszwecken erschaffen. Sie sind gefährliche Wesen und gelten als äußerst intelligent, aber auch als reizbar, eitel und stets hungrig. Außerdem suchen sie immer nach Schätzen, die sie nach Drachengewohnheit auf einem Berg stapeln und ihr Leben lang bewachen. Sie scheuen Licht und Wasser. Ihr Körper ist durch eisenharte Schuppen geschützt, nur ihr Bauch ist ungeschützt und verletzlich. Die ersten Drachen können nicht fliegen, doch erscheinen später auch geflügelte Drachen. Namentlich bekannte Drachen sind Glaurung, Ancalagon der Schwarze, Scatha und Smaug.

### Smaug
Smaug gehört sowohl zu den Urulóci „Feuerschlangen“ als auch zu den Rámalóci „geflügelte Drachenschlangen“. Im Jahre 2770 D. Z. vertreibt er die Zwerge aus ihrer Zwergenstadt im Einsamen Berg Erebor im Norden Mittelerdes. Er trägt den riesigen Schatz der Zwerge in der großen Halle des Berges zusammen und bewacht ihn von da an eifersüchtig. 2941 D. Z. beauftragt der Zwerg Thorin Eichenschild auf Drängen Gandalfs den Hobbit Bilbo Beutlin, der ihm von Gandalf als Meisterdieb angepriesen wird, damit, den Schatz von Smaug zurückzugewinnen. Bilbo schleicht sich, mit Hilfe des Ringes für Smaug nicht sichtbar, in die Halle und nimmt einen Gegenstand mit hinauf zu den Zwergen, um ihnen zu zeigen, dass er den Schatz gefunden hat. Dabei entdeckt Bilbo zufällig auch die einzige verletzbare Stelle des Drachen an dessen Unterseite. Als Smaug, welchem der Raub nicht entging, vermutet, dass die Menschen aus der nahegelegenen Stadt Esgaroth dahinter stecken, die auch Seestadt genannt wird, weil sie inmitten des Langen Sees liegt, greift er diese Stadt an und zerstört sie vollständig. Er wird von Bard dem Bogenschützen, der durch eine Drossel von der durch Bilbo entdeckten verwundbaren Stelle erfährt, mit einem Pfeil getroffen und stürzt tödlich verletzt in den See. Esgaroth wird später am Ufer des Sees neu aufgebaut, weil niemand mehr im See oberhalb von Smaugs Kadaver leben will. Die Geschichte seines Todes erinnert an die Siegfrieds des Drachentöters aus dem Nibelungenlied.
Zur Herkunft des Namens bemerkte Tolkien in einem Brief an den Herausgeber der britischen Zeitung The Observer, es handle sich um die „Vergangenheitsform des urgermanischen Verbs smugan, durch ein Loch drücken: ein schlechter Philologenwitz.“ Nach dem Drachen ist die Gattung Smaug der Gürtelschweife benannt.

### Glaurung
Glaurung, der von Melkor im Ersten Zeitalter in den Verliesen Angbands gezüchtet wurde, wird im Silmarillion als der „Vater der Drachen“ bezeichnet. Er ist sprachbegabt und wird auch „Der große Wurm“ oder „Der Wurm Morgoths“ genannt. Glaurung war an der Dagor Bragollach, der „Schlacht des Jähen Feuers“, und der Nirnaeth Arnoediad, der „Schlacht der ungezählten Tränen“, sowie an der Eroberung Nargothronds beteiligt. Er legte im Auftrag Morgoths seinen Bann auf Húrins Sohn Túrin und seine Tochter Nienor, Túrin tötete ihn jedoch in Doriath beim Überqueren der Schlucht Cabed-en-Aras „Hirschsprung“. Bei seinem ersten Eingreifen in der Dagor Bragollach verwüstete er Ard-galen – eine bis dahin mit Gras bewachsene Ebene, die daraufhin Anfauglith „erstickender Staub“ genannt wurde. Da Glaurung zu dieser Zeit noch jung und sein Panzer noch nicht hart war, konnte er jedoch wieder nach Angband vertrieben werden. Etwa 200 Jahre später tötete er viele von Angbands Belagerern in der Nirnaeth Arnoediad; unter anderem den Zwergenfürst Azaghâl, den er unter sich begrub, der ihm aber mit letzter Kraft eine starke Wunde zufügte, sodass er sich zurückziehen musste. An der Eroberung Nargothronds, wo er Túrin antraf und seinen Bann auf ihn legte, war er maßgeblich beteiligt. Kurz bevor Glaurung in Doriath starb, sprach er zu Nienor, Túrins Schwester und Geliebter, und trieb sie in den Suizid. Als Túrin davon erfuhr, beging er ebenfalls Suizid, indem er sich in sein Schwert Gurthang stürzte.

## Andere Wesen

### Adler
Die Adler oder Großen Adler kommen in Tolkiens Welt an verschiedenen Stellen vor.
Diese Riesenadler sind mythische, intelligente und sprachbegabte Kreaturen. Sie sind die edelsten und größten aller Vögel, geschaffen von Manwe noch vor dem Erwachen der Kinder Ilúvatars. Sie sehen sich selbst als gleichwertig mit den Elbenfürsten an. Die bekanntesten Adler sind Thorondor (König der Adler), Gwaihir (der Windfürst), Landroval und Meneldor.
Im Ersten Zeitalter schützen sie Gondolin vor den Spähern Morgoths und wachen über Tuor, Idril und die Überlebenden Gondolins bei der Flucht aus der Stadt. Thorondor rettet, zusammen mit Fingon, Maedhros, als dieser an den Berg Thangorodrim angekettet ist. Im Krieg des Zorns ziehen sie gemeinsam mit Earendil gegen die geflügelten Drachen in die Schlacht.
Im Zweiten Zeitalter befindet sich zweitausend Jahre lang, von den Tagen des Elros bis in die Zeiten Tar-Ancalimons, Sohn des Tar-Atanamir, ein Adlerhorst auf der Turmspitze des Königspalasts in Armenelos, der Hauptstadt von Númenor. Die Adler leben von den Gaben des Königs.
Im Dritten Zeitalter helfen die Adler des Nebelgebirges Gandalf, Bilbo, Thorin Eichenschild und den Zwergen. Sie stehen in Gandalfs Schuld, weil dieser ihren Fürsten Gwaihir vor langer Zeit von einer Pfeilwunde geheilt hat. Auch in der Schlacht der Fünf Heere im Jahre 2941 D. Z. spielen sie eine wichtige Rolle und kommen den Elben, Menschen und Zwergen gegen die Orks und Warge zu Hilfe. Gwaihir befreit Gandalf aus seiner Gefangenschaft in Isengart, indem er ihn von den Zinnen des Orthanc trägt. Im Ringkrieg greifen die Adler in die Schlacht vor dem Morannon ein und greifen die Nazgûl auf ihren Geflügelten Schatten an. Nach der Zerstörung des Einen Ringes retten Gwaihir, Landroval und Meneldor Frodo und Sam von den brennenden Hängen des Orodruin.

### Tom Bombadil
Tom Bombadil, der von den Elben Iarwain ben-Adar, „der Älteste“ und „Vaterlose“ genannt wird, ist eines der größten Rätsel in Tolkiens Werken. Er ist ein uraltes Wesen, das schon in Mittelerde lebte, ehe die Elben erwachten. Seine Gemahlin ist Goldbeere, möglicherweise eine Maia, die Tochter der Wasserfrau, die alle Blumen, aber besonders Wasserlilien liebt. Er tritt in der Gestalt eines fröhlichen Mannes auf und soll etwas größer und dicklicher als ein Hobbit (60–120 cm), aber kleiner als ein Mensch (160–180 cm) sein. Ein alter, schäbiger Hut mit einem hohen Hutkopf und einer langen blauen Pfauenfeder sitzt auf seinem Kopf. Sein Mantel ist blau mit einem grünen Gürtel und er trägt eine ebenso grüne Lederhose und hohe, gelbe Stiefel. Toms Gesicht ist „rot wie ein reifer Apfel, aber zerknittert von hundert Lachfalten“; er hat blaue Augen und einen langen braunen Bart. Blau wird als seine Lieblingsfarbe genannt. Er kommt hin und wieder nach Bockland oder in das Ostviertel des Auenlandes, wo er Freunde, wie etwa den Bauern Maggot, besucht.
Im ersten Teil der Herr-der-Ringe-Trilogie rettet er Merry und Pippin aus den Fängen des Alten Weidenmanns, eines alten Baumes. Er lädt sie sowie Frodo und Sam in sein Haus auf einem Hügel in der Nähe des Flüsschens Weidenwinde ein. Dort werden sie fürstlich bewirtet und gut vorbereitet auf ihre weitere Reise geschickt. Als die Grabunholde in den Hügelgräbern das Leben der Hobbits bedrohen, rettet Tom Bombadil sie ein zweites Mal und begleitet sie bis zur Großen Oststraße. Er besitzt ein Pony namens Dickes Plumpel (im englischen Original Fatty Lumpkin). Zusammen mit seiner Gemahlin Goldbeere, die auch „Tochter des Flusses“ genannt wird, lebt er im „Alten Wald“, einem geheimnisvollen Ort voller bösartiger Bäume, die Bombadil aber problemlos kontrolliert. Er erscheint stets fröhlich und hilfsbereit, meist durch die Gegend springend und laut scheinbar sinnlose Lieder singend. Ein weiteres Charakteristikum Bombadils ist, dass er völlig frei sowohl von Furcht als auch von Verlangen nach Besitz oder Herrschaft ist. Aus diesem Grund hat der Eine Ring keine Wirkung auf ihn. Bei Elronds Rat in Bruchtal schlägt ein Elb namens Erestor vor, den Ring Tom zu übergeben, doch Gandalf antwortet auf die Frage, ob Bombadil das tun würde: „Nein, nicht gern. Er täte es vielleicht, wenn alle freien Völker der Welt ihn darum bäten, aber er würde die Notwendigkeit nicht einsehen. Und wenn er den Ring erhielte, würde er ihn bald vergessen oder höchstwahrscheinlich wegwerfen. Derartige Dinge prägen sich seinem Sinn nicht ein. Er wäre ein zu unsicherer Hüter; und das allein ist Antwort genug.“
Bombadil ist nicht nur rätselhaft, sondern scheint geradezu „aus einer anderen Welt“ zu stammen. Er passt nicht in die sonst sauber in Kategorien eingeteilte Welt des Herrn der Ringe und lässt sich beispielsweise keinem der von Tolkien erfundenen Völker zuordnen. Daher rührt auch sein elbischer Beiname, der Vaterlose. Tatsächlich wurde Bombadil unabhängig vom Mittelerde-Stoff erfunden: Inspiriert von einer Puppe seines Sohns Michael schrieb Tolkien bereits Anfang der 1930er Jahre ein Gedicht über Tom Bombadil, das 1934 im Oxford Magazine veröffentlicht wurde.
Später war Bombadil als Hauptfigur eines möglichen Nachfolgers des 1937 erschienenen Kinderbuchs Der Hobbit im Gespräch. Tolkien verstand Bombadil zu diesem Zeitpunkt als „Geist der (verschwindenden) Landschaft von Oxford- und Berkshire“. Dies lässt darauf schließen, dass Bombadil bewusst nicht in die Mittelerde-Mythologie passt und einen grundlegend anderen Ursprung hat. Stattdessen scheint Tolkien die Absicht gehabt zu haben, in der Figur des Tom Bombadil und seiner Freundin Goldbeere die Eigenarten und die Schönheit der ihm vertrauten Landschaften zu beschreiben.
Auch soll Bombadil Tolkiens Vorstellungen zufolge gewissermaßen eine Metapher für die „reine (echte) Naturwissenschaft“ sein: Er interessiert sich nur für das Wissen, nicht für das, was man eventuell damit machen und erreichen kann.
Nach einer anderen Deutung ist Bombadil die Verkörperung immerwährender, oft mit Hochrufen verbundener Freude, und somit einer besseren Welt. Seine Ehe mit Goldbeere steht für den Wert von Freundschaft. Er habe den Hobbit-Gefährten gezeigt, wie sie ihren Frohsinn veredeln konnten, so dass er ihnen auf ihrer schwierigen Reise erhalten blieb. Bombadils Bedeutung ist laut Robert B. Chapman-Morales in der Vergangenheit von Kritikern oft unterschätzt worden, obwohl die hohe Wertschätzung, die Gandalf für ihn ausdrückt, auf seine Wichtigkeit als Figur hinweist.
Einer Hypothese zufolge soll Bombadil, der sich als Iarwain Ben Adar, „der Älteste und Vaterlose“ zu erkennen gibt, ein Maia gewesen sein. Tolkien selbst hat ihr jedoch widersprochen und auf die Frage nach Bombadils Herkunft geantwortet:

„Und ein paar Rätsel muss es immer geben, sogar in einem mythischen Zeitalter. Tom Bombadil ist eines (absichtsgemäß).“

In einem anderen Brief heißt es:

„Ich glaube nicht, dass man über Tom philosophieren müsste und dass er dadurch besser wird.“

Tolkien widmete der Figur mit Die Abenteuer des Tom Bombadil 1962 einen eigenen kleinen Gedichtband.

### Trolle
Trolle werden von Melkor bei dem Versuch erschaffen, Ents nachzuahmen. Sie sind sehr große und starke, aber einfältige Wesen. Ihre Sprache ist primitiv; ein Beispiel erlauscht Bilbo Beutlin, als seine Gefährten auf ihrer Reise zum Erebor von den drei Trollen Bill, Bert und Tom gefangen werden. Die stärksten Trolle sind die Steintrolle, sie werden aber im Licht der Sonne zu Stein. Manche von ihnen haben mehrere Köpfe. Die von Sauron gezüchteten Höhlentrolle und Bergtrolle haben Schuppen und vertragen daher das Sonnenlicht. Als vierte Trollart sind die sogenannten Olog-hai bekannt, die im Ringkrieg eingesetzt werden. Die Olog-hai sind intelligent und vertragen das Sonnenlicht besser als alle anderen Trollarten.

### Wolfswesen

#### Huan
Huan ist ein aus Valinor stammender Hund, den der Noldor Celegorm von Orome als Geschenk erhält. Huan versteht die Sprache all dessen, was Stimme hat. Ihm selbst ist es jedoch in seinem Leben nur dreimal gegeben, selbst zu sprechen: Je einmal um Beren sowie Lúthien Rat zu geben sowie ein letztes Mal, um sich von Beren zu verabschieden. Im Leithian-Lied wird geschildert, wie Huan Lúthien und Beren hilft, in die Feste Thangorodrim einzudringen, um Morgoth einen Silmaril zu entwenden. Er besiegt den tollwütig gewordenen Wolf Carcharoth, stirbt aber an den schweren Verletzungen, die er in diesem Kampf erleidet.

#### Warge
Warge sind große Wölfe, die von Sauron und Saruman unter anderem als Reittiere für Orks eingesetzt werden. Erstmals werden sie im Hobbit erwähnt, als sie Bilbo und die Zwerge am Fuße des Nebelgebirges überfallen. Im Gegensatz zu normalen Wölfen besitzen Warge auch die Fähigkeit zu sprechen.
In Der Herr der Ringe: Die Gefährten wird die Gemeinschaft des Ringes an den Hängen des Caradhras von Wargen angegriffen.
Das Wort leitet sich vom altnordischen vargr ab, was sowohl „Wolf“ als auch „Geächteter“ bedeuten kann.

#### Werwölfe
Bei den Werwölfen, die insbesondere im Silmarillion vorkommen, handelt es sich um große, intelligente Wölfe. Anders als Werwölfe außerhalb von Tolkiens Welt verwandeln sie sich jedoch nicht in Menschen oder umgekehrt.
Werwölfe sind keine Warge. Gandalf erwähnt bei der Aufzählung von Saurons Dienern „Warge und Werwölfe“ (Die Gefährten: „Viele Begegnungen“). Beide Arten werden durch das elbische Wort „gaur“ beschrieben. Dieses leitet Tolkien in seiner fiktiven Etymologie von der Wurzel „ngwaw“ („heulen“) ab und unterstreicht damit die Gemeinsamkeiten dieser Wolfswesen. Eine explizite spezifische Abgrenzung findet dagegen nicht statt.

#### Draugluin
Draugluin, „Blauer Wolf“ ist der Fürst und Stammvater der Werwölfe von Angband. Er wird von Huan auf Tol-in-Gaurhoth „Insel der Werwölfe“ getötet, als er versucht, Luthien am Betreten der Insel Tol Sirion zu hindern.

#### Carcharoth
Carcharoth, „Feuerrachen“, stärkster der Wölfe Morgoths, Wächter vor Thangorodrim. Ob Carcharoth ein Maia war, ist nicht sicher. Als Beren und Lúthien einen Silmaril aus der Krone von Morgoth stehlen und sie aus Thangorodrim flüchten, erwacht Carcharoth zu früh aus dem Schlaf, in den ihn Lúthien durch ihren Zaubergesang gewiegt hatte, und beißt Beren im Kampf die Hand, in der er den gestohlenen Silmaril hält, ab. Von den Schmerzen des sich nun in seinem Magen befindlichen Silmaril, dem Gefäß des reinen ursprünglichen Lichts, das alles Dunkle und Böse versengt, in Raserei getrieben, rennt er los und tötet alle Geschöpfe, die ihm begegnen. Er findet sein Ende durch den Hund Huan, den Begleiter Beren und Lúthiens, der bei dem Kampf ebenfalls tödlich verwundet wird.

### Mûmakil (Olifanten)
Mûmakil, von den Hobbits „Olifanten“ genannt, sind elefantenähnliche Wesen. Sie werden als viel größer als gewöhnliche Elefanten beschrieben, sind mit Stoßzähnen ausgestattet und einer „dreifachen Haut“, an der Pfeile abprallen. Sie werden von den Haradrim als Lastentiere und im Krieg eingesetzt. Im Ringkrieg wurden Mûmakil sowohl in Ithilien als auch bei der Belagerung von Minas Tirith eingesetzt. Sie spielten eine wichtige Rolle bei der Schlacht auf den Pelennor-Feldern, da sie einem direkten Angriff der Reiterei Rohans widerstanden.
Es gehört zu den größten Wünschen von Sam, einmal im Leben einen Olifanten zu sehen, den er nur aus einem Gedicht kennt. Es lautet wörtlich übersetzt:

„Olifant: Grau wie eine Maus, groß wie ein Haus, Schnauze wie Schlange, Erde bebt bange, zieh ich durchs Gras; Baum bricht wie Glas. Hörner im Maul schüttle ich faul mein Ohrenpaar. Jahr um Jahr zieh ich dahin, leg mich nie hin. Olifant bin ich benannt, größter im Land, riesig und alt meine Gestalt, sahst du mich hie, vergisst du nie. Sahst du mich nicht, glaubst du auch nicht, dass es mich gibt: Doch als ehrlicher Olifant bleib ich bekannt.“

Dieser Wunsch wird während seiner Reise nach Mordor, die er als Frodos Gefährte unternimmt, erfüllt.

### Spinnenwesen
Spinnen sind in Mittelerde sehr verbreitet. In Nan Dungortheb in Beleriand machen sie Beren das Leben schwer. Im Düsterwald werden Thorin und seine Gefährten von sprechenden Riesenspinnen gefangen und von Bilbo aus ihren Netzen befreit. Entgegen einem populären Gerücht, Tolkien habe Spinnen in seinen Geschichten verwendet, weil er in seiner Jugend selbst von einer gebissen worden sei, tat er dies eher deswegen, weil sein Sohn Angst vor ihnen hatte.
Namentlich bekannt sind nur zwei besonders große Spinnenwesen, Ungoliant und Kankra (Shelob).

#### Ungoliant
Ungoliant ist ein Wesen, das im Ersten Zeitalter aus der Äußeren Leere nach Arda herabsteigt. Sie nimmt dort die Gestalt einer gewaltigen, weiblichen Spinne an und schließt einen Pakt mit Melkor, der ihr verspricht, als Gegenleistung für ihre Dienste ihren schier unendlichen Hunger zu stillen. Melkor nutzt die Fähigkeit von Ungoliant, Licht zu verschlingen und einen Schleier der Dunkelheit um sich zu weben, um unbemerkt die Zwei Bäume (Telperion und Laurelin) der Valar zu zerstören und die Silmaril in seine Gewalt zu bringen. Als Ungoliant jedoch ihre Belohnung einfordert und Melkor ihr die Silmarilli verweigert, greift sie ihn an und besiegt ihn beinahe. Er entkommt nur, weil er durch einen ohrenbetäubenden Schrei seine Balrogs zu Hilfe rufen kann. Ungoliant flüchtet ins Tal Nan Dungortheb. Dort paart sie sich mit anderen spinnenartigen Wesen und bringt zahlreiche Abkömmlinge hervor, darunter auch Kankra. Das genaue Schicksal Ungoliants ist ungewiss, es wird jedoch angedeutet, dass sie sich schließlich in ihrem unendlichen Hunger selbst verschlingt.

#### Kankra
Kankra (im Original Shelob) ist eine Tochter Ungoliants, vermutlich aus der Brut der Spinnen von Nan Dungortheb. Kankra entkommt dem Untergang von Beleriand am Ende des Ersten Zeitalters und ihre Brut breitet sich im Ephel Dúath sowie dem Düsterwald aus. Kankra hat ein großes Nest in Cirith Ungol, ernährt sich dort viele Jahre lang von Menschen, Orks und Elben. Sie ist nicht mit Sauron im Bunde, sondern dient nur sich selbst. Er nutzt sie jedoch als Wache, um jeden daran zu hindern, Mordor auf diesem Wege zu betreten.
Um das Jahr 3000 D. Z. fängt sie Gollum, lässt ihn aber wieder frei – unter der Bedingung, dass er ihr Nahrung beschaffe. Im Jahre 3019 führt Gollum Frodo und Sam auf dem Weg zum Schicksalsberg zu Kankras Lauer, in der Hoffnung, Kankra werde Frodo töten, so dass er den Einen Ring erbeuten könne. Kankra betäubt Frodo, wird aber von Sam mit der Phiole Galadriels geblendet und mit dem Schwert Stich schwer verwundet. Über Kankras weiteres Schicksal ist nichts bekannt.
Tolkien setzte den Namen Shelob aus den Wörtern She und Lob zusammen, was sinngemäß übersetzt „weibliche Spinne“ bedeutet. Für die deutsche Übersetzung wurde das deutsche Wort Kanker (Spinnentier, Weberknecht) benutzt und mit der Endung auf A abgerundet, um der femininen Vorlage des Originals gerecht zu werden.

## Trivia
2024 wurden zwei erstmals wissenschaftlich beschriebene Schneckenarten aus Brasilien nach Éowyn und Meriadoc Brandybock benannt: Idiopyrgus eowynae und Idiopyrgus meriadoci.